# Histoire de Jérusalem

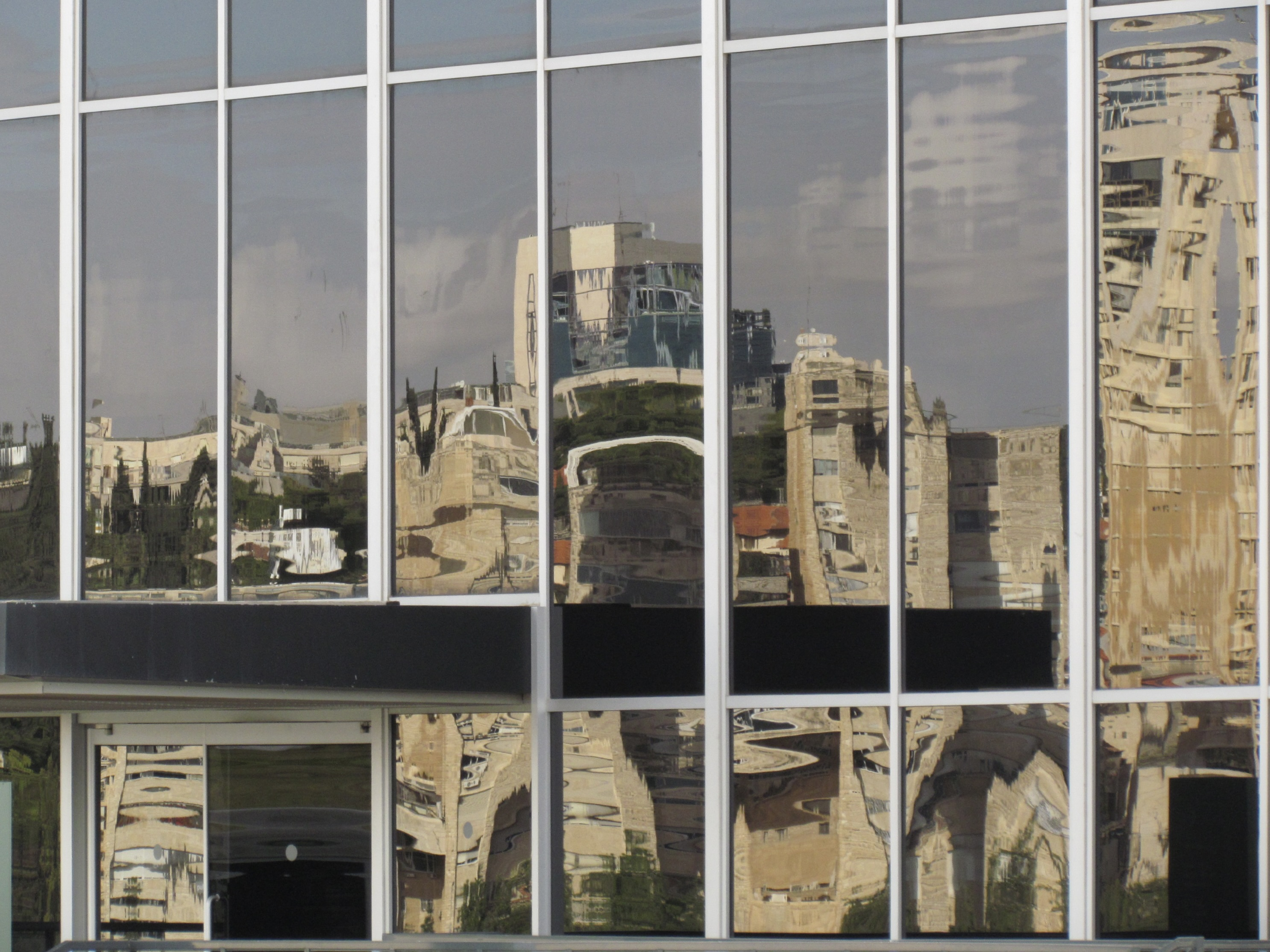
Reflets d'une partie de Jérusalem.

Cet article présente les faits saillants de l’histoire de Jérusalem (en hébreu : Yerushalayim (יְרוּשָׁלַיִם) ; en arabe : Al-Quds (اَلْـقُـدْس)), ville du Proche-Orient qui a une place très importante dans les religions juive, chrétienne et musulmane, et, sur le plan politique, est un des enjeux du conflit entre les Israéliens, qui l'ont érigée en capitale effective d'Israël, et les Palestiniens qui la revendiquent aussi comme capitale, l'Autorité palestinienne étant de facto établie à Ramallah.

## Chalcolithique et âge du bronze (3500-1000 avant notre ère)

### Chalcolithique (3500)
L'occupation humaine de la région de Jérusalem est attestée depuis le Chalcolithique par des fragments de céramique trouvés près de la source de Gihon, datant d'environ 3500 av. J.-C.. Ces fragments de poterie sont les plus anciens vestiges découverts à ce jour sur le site de Jérusalem. Il n'est pas établi que l’occupation du site à cette époque ait été continue.

### Âge du bronze ancien (3000 avant notre ère)
La colline est réoccupée au début de l'âge du bronze (vers 3000 av. J.-C.). On a trouvé des poteries de cette époque, des maisons rectangulaires ainsi que les premières tombes sculptées dans la roche du mont des Oliviers. 
En 1909, les fouilles organisées par la mission Parker autour de la source de Gihon, à l'est de l'Ophel, ont mis au jour des grottes creusées dans le rocher afin de servir de tombes. On y a trouvé 
- des jarres, des bols et des cruches, pour la plupart dans la tombe numéro 3, datées du Bronze ancien I (IVe début du IIIe millénaire av. J.-C.). Ces céramiques peintes appartiennent à un type de céramiques typique des villes du sud du pays et représenté dans les tombes découvertes à Mitzpah en Benjamin (Tell en-Nasbeh, à 13 km au nord de Jérusalem), Gezer et Jéricho (niveaux VI et VII) ;
- on y a aussi trouvé un bol noir et rouge, peut-être importé de Chypre.

À l'ouest de l'Ophel, les fouilles de Macalister et Duncan en 1923-1925 ont livré une petite quantité de céramiques datées du Bronze ancien (IIIe millénaire av. J.-C.). 
Lors des fouilles réalisées le long des murs ouest et sud du mont du Temple, on a également trouvé des poteries datées du Bronze ancien. 
Ces découvertes témoignent de l'occupation de la colline sud de Jérusalem au début du IIIe millénaire av. J.-C.. Cette occupation s'inscrit dans le cadre général du peuplement des monts de Benjamin au Bronze ancien I dont on a aussi trouvé des traces sur les sites de Aï et Mitzpah en Benjamin.
Selon Israël Finkelstein, les sites des « hautes terres » (actuelle Cisjordanie), dont celui de Jérusalem, sont abandonnés vers 3000 avant notre ère, pour plus d'un millénaire. 

## Période cananéenne sous influence égyptienne

### Période pré-israélite (1800-1400) av. J.C
Ces sites sont réoccupés vers 1800 avant notre ère.
Les restes d'une forteresse aux murailles imposantes (trois mètres d'épaisseur) datant du xviiie siècle av. J.-C. ont été découverts près de la source de Gihon. Jérusalem était donc l'une des principales cités-États durant la deuxième phase d'urbanisation en Canaan, ce qui est corroboré par un texte d'exécration égyptien, dans lequel apparaît la première mention connue du nom de Jérusalem. Dans ces textes, les noms de villes et de leurs dirigeants sont inscrits sur l'argile accompagnés de malédictions (les noms de deux dirigeants de Jérusalem, Shas'an et Y'qar'h sont indiqués). Cent ans plus tard, des textes mentionnent un souverain dont le nom commence par « Ba… »). Beaucoup de villes comme Jérusalem étaient gouvernées par plus d'un dirigeant, la majorité des villes de la région citées dans les textes d'exécration ayant trois dirigeants. Un siècle plus tard seulement, un gouvernant est mentionné pour Jérusalem.[pas clair] Certains voient en cela la preuve que plusieurs tribus, chacune avec son propre chef, étaient intégrées au sein de la ville. 
Selon Ronny Reich, le système hydraulique avec le puits de Warren daterait de cette époque[Laquelle ?] et serait un autre indice du développement de la ville.

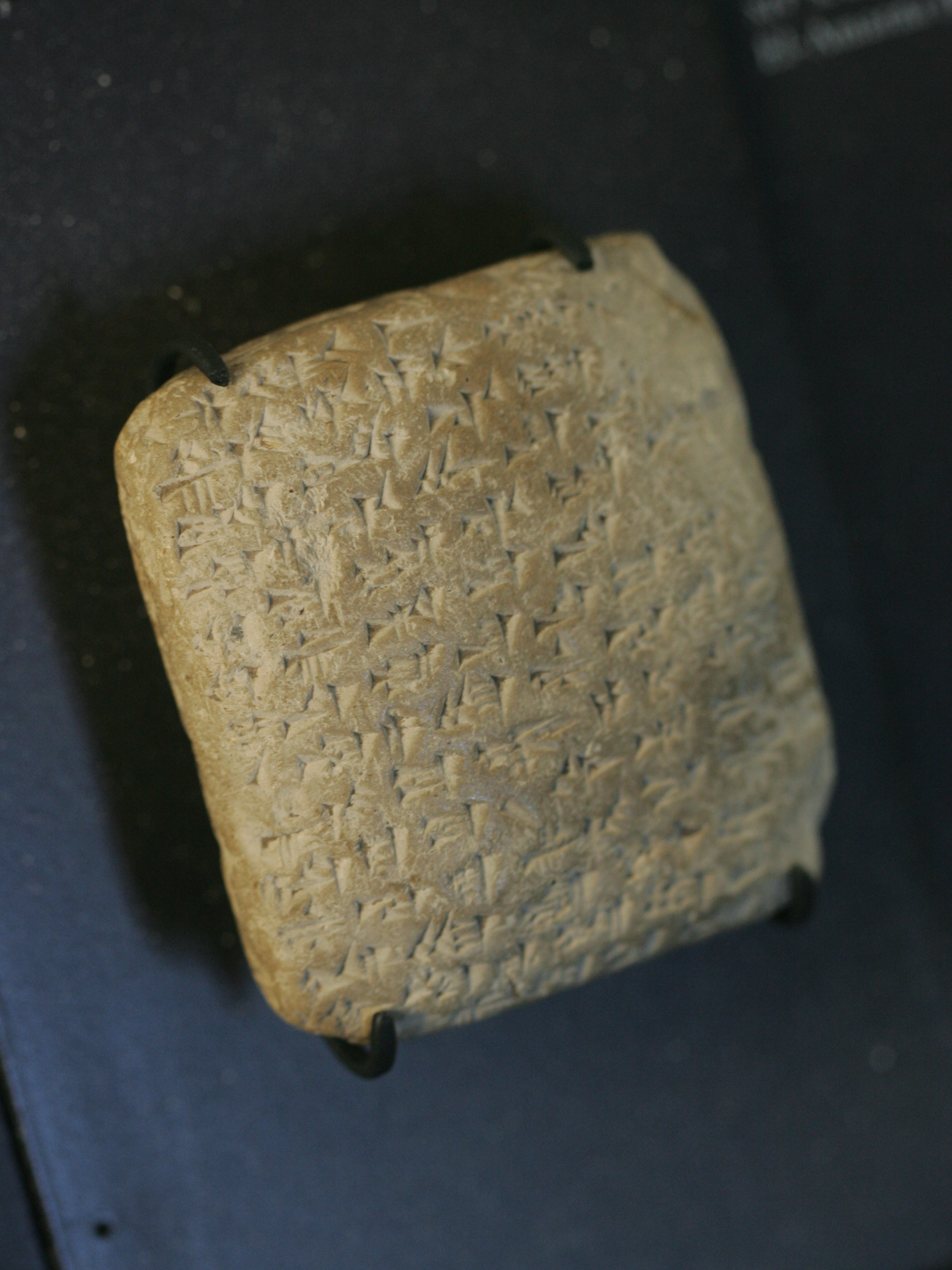
Lettre d'Amarna de Biridiya, prince de Megiddo au pharaon d'Égypte (v. -1350).

La période entre le xviiie siècle av. J.-C. et le xive siècle av. J.-C. constitue une phase de déclin pour Jérusalem et c'est au xvie siècle av. J.-C. que Jérusalem tombe dans l'orbite égyptienne. 
Il est à nouveau fait référence à Jérusalem à plusieurs occasions dans les tablettes de la chancellerie des pharaons Amenhotep III et de son successeur, Akhenaton (vers 1350 av. J.-C.), découvertes à Amarna. Jérusalem y est décrite comme une petite ville, dirigée par un gouverneur, Abdi-Heba, vassal du pharaon. Deux thèses s'opposent sur l'importance de Jérusalem à l'époque : selon certains historiens, dont Zecharia Kallai et Hayim Tadmor, Jérusalem était la capitale d'un important royaume cananéen ayant une influence régionale comparable à d'autres grands royaumes cananéens tels que celui de Shechem ; d'autres au contraire, tels que Nadav Naʾaman ou Ann E. Killebrew, soutiennent qu'au XIVe siècle av. J.-C., Jérusalem est plus un petit centre administratif que la capitale d'un empire,.
L'archéologie montre que la ville est restée intacte, bien que très petite, ne couvrant que 3 à 4 hectares. La population totale du royaume ne dépasse pas 1 500 habitants. Malgré sa taille, Jérusalem était une ville importante politiquement qui exerce une influence sur les villes des environs. Un morceau d'une stèle égyptienne de cette époque a été retrouvé au nord des murs de la ville actuelle. Ces découvertes montrent l'importance de Jérusalem pour l’Égypte antique. Au-delà des murs de la cité, le gouverneur de Jérusalem contrôle une région qui s'étend de Sichem au nord à l'Idumée au sud et la zone de Gezer à l'ouest. 
La ville-État devient si puissante que d'autres villes-États concurrentes, aussi loin qu'Ashkelon, durent unir leurs forces pour en venir à bout. Jérusalem est également attaquée par des pillards appelés les Apirou. Les textes égyptiens les désignent souvent comme pillards des villes cananéennes. De nombreux épisodes politiques et militaires de cette période sont consignés dans les Lettres d'Amarna. Ces nombreuses lettres décrivent les relations diplomatiques et militaires de l’Égypte avec ses voisins et vassaux. Parmi les 350 retrouvées, six ont été envoyées par le gouverneur de Jérusalem, Abdi-Heba. Il plaide auprès du pharaon pour obtenir de l'aide militaire contre ses adversaires. Il se présente comme le seul en qui l’Égypte puisse vraiment avoir confiance. En vain puisque la garnison égyptienne de Jérusalem est transférée à Gaza,. Avec ses moyens de défense affaiblis et sous l'attaque constante des Apirou et de ses rivaux en Canaan, le gouverneur de Jérusalem se plaint dans sa dernière lettre que tout est perdu. Nous ne savons pas ce qu'il est advenu de lui et de sa ville mais il s’ensuit une phase de déclin très marqué, comme dans toute la région, en raison de l’invasion des peuples de la mer.
Le premier texte écrit à Jérusalem date de la même époque (xive siècle av. J.-C.) : il s'agit d'un fragment de tablette fabriquée à Jérusalem écrite en akkadien d'une grande qualité scripturale, ce qui montrerait l'existence de scribes à Jérusalem à cette époque.  

### Premiers Israélites

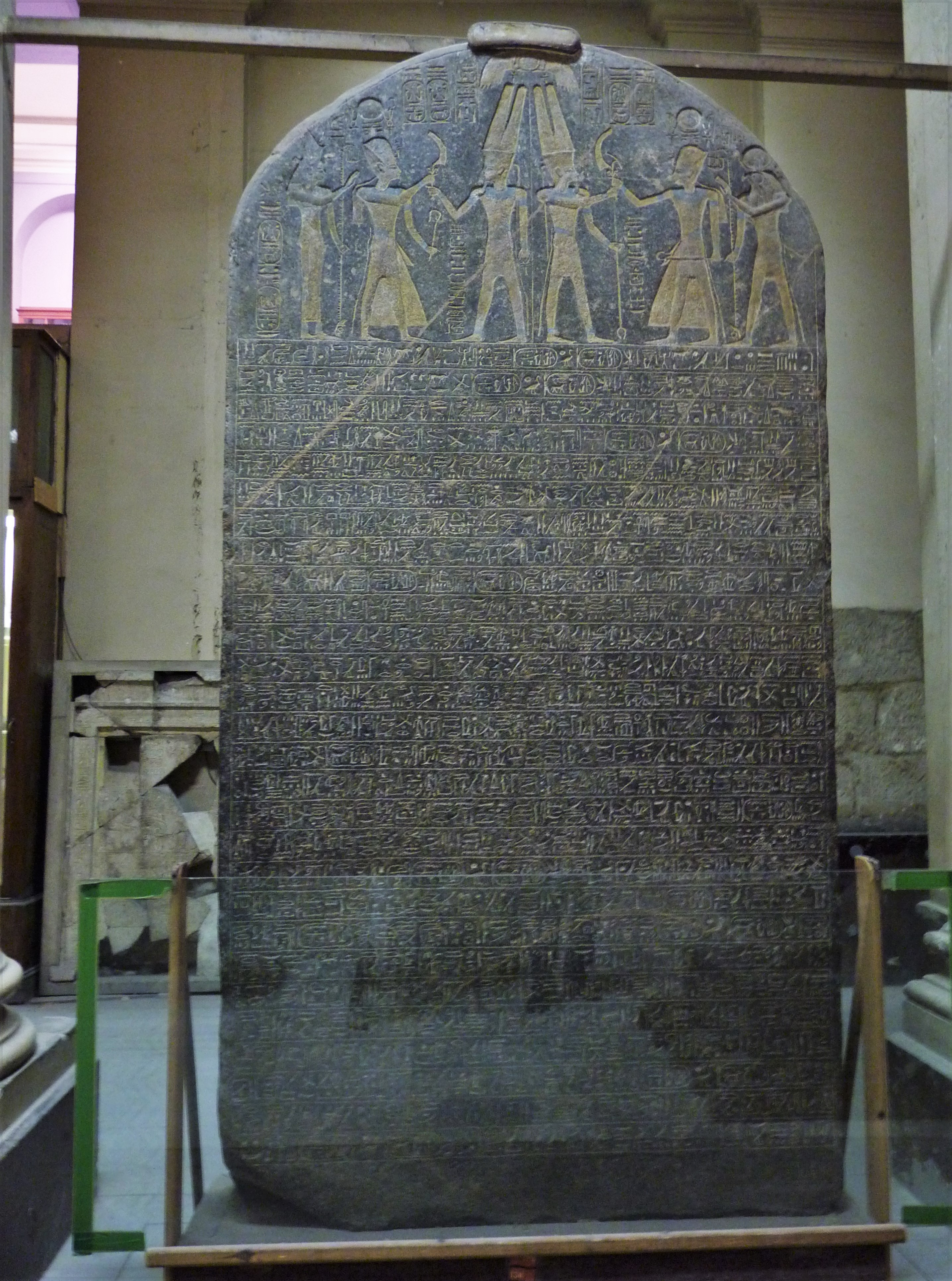
Stèle de Merenptah avec la mention d'Israël (v. 1213-1203 av. J.-C.) (musée du Caire, Égypte).

Les habitats des premiers Israélites sur les hautes terres ont été découverts dans les années 1990 : de 1200 av. J.-C. à   
1000 av. J.-C., le nombre de sites croît rapidement pour atteindre 250 vers 1000 av. J.-C.. Ces « proto-Israélites » ont laissé leur signature aux archéologues : ils sont les seuls, en Canaan, à ne pas consommer de porc et à ne pas en élever, ce qui permet de les suivre à la trace. Par ailleurs, les Israélites sont attestés vers 1210 av. J.-C. sur la stèle de Mérenptah.  
Il y a donc coexistence d'une population de Cananéens sédentaires dans les grandes cités-États et d'Israélites nomades sédentarisés sur les hautes terres. L'organisation sociale, quant à elle, reste du même type que celle décrite dans les Lettres d'Amarna : chefferies dimorphes (c'est-à-dire mi nomade mi sédentaire) sur les hautes terres, et cités-États (citadins entourés d'agriculteurs sédentaires) dans les vallées (Megiddo, Beït Shéan, Tel Rehov, cité portuaire de Tel Dor). 
Des liens avec l’Égypte sont également suggérés par la présence objets typiques de l'époque amarnienne découverts dans la région d'Urushalim.
Dans la partie côtière méridionale vivent les Philistins (cité-État d'Éqron, puis de Gath et ensuite d'Ashdod successivement).

## AuXesiècleav. J.-C.
D'après les archéologues, le nom même de Salomon n'apparaît nulle part chez ses proches voisins, ni dans les archives ni sur aucune inscription, en Égypte comme au Liban ou en Assyrie, chez les Amorites, les Hittites ou les Araméens. Et ce, alors même qu'Abdi-Heba a laissé des traces bien connues. William G. Dever écrit :
« Les historiens — en particulier les biblistes, dont la plupart n'ont qu'une formation de philologues, et parfois de théologiens — ont été lents ou réticents à percevoir les effets de la « révolution archéologique » récente. Mais il apparaît avec suffisamment d'évidence que toutes les histoires de l'Israël antique sont désormais obsolètes… En ce qui me concerne, mon prochain livre sera une histoire de l'Israël antique écrite en grande partie sans recours à la Bible hébraïque, fondée la plupart du temps sur les riches données archéologiques que nous possédons maintenant. »
Il ajoute : 
« Personnellement je suis encore acquis à la chronologie conventionnelle (pas à la « chronologie haute »), pour des raisons sur lesquelles je me suis longuement étendu dans plusieurs publications récentes, aucune d'entre elles « idéologiques ». Mais s'il advenait que l'évidence monte en faveur d'une chronologie plus basse, je serai parmi les premiers à basculer. Il ne s'agit pas de « sauver » la Bible hébraïque ; ni de défendre « Salomon dans toute sa gloire » ; ni d'argumenter sur qui était là le premier, Cananéens ou Israélites, Palestiniens ou Israéliens. »
Amihai Mazar écrit :
« Il convient d'évaluer le royaume de David et de Salomon comme un début modeste, mais dynamique, de la période de la monarchie Israélite… »

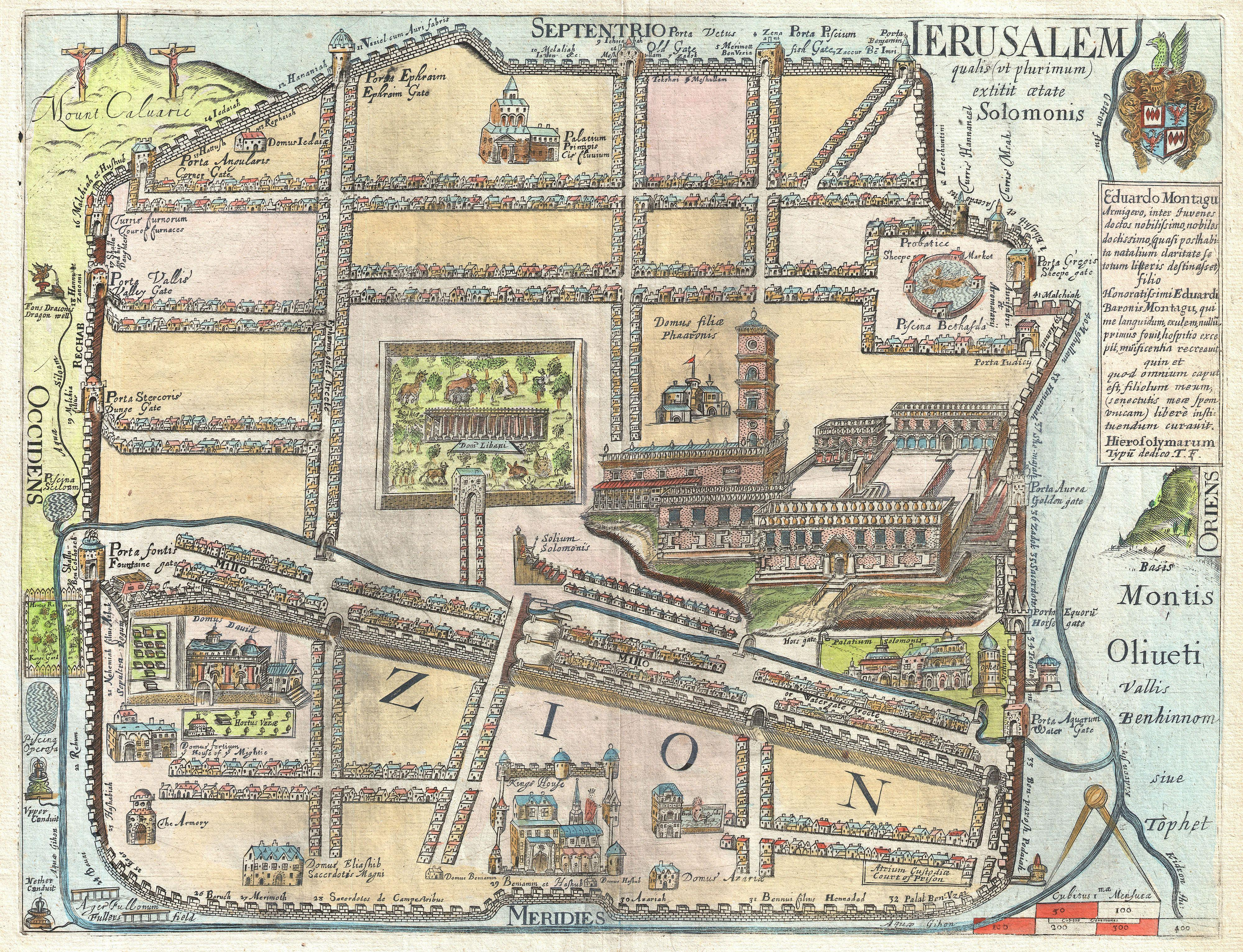
Carte de Jérusalem sous le règne du roi Salomon (v. 961-922), imaginée par T. Fuller (1650).

Les données archéologiques sur la Palestine de cette l'époque sont très nombreuses, celles sur Jérusalem sont beaucoup moins riches. David Ussishkin a montré que la Jérusalem de Salomon (v. 961-922) est un petit village pauvre dépourvu de fortifications. Cependant, Omer Sergi soutient que les découvertes archéologiques récentes dans la Cité de David et sur l'Ophel semblent indiquer que Jérusalem était déjà une ville importante au Xe siècle av. J.-C. Pour Ronny Reich, à qui l'Israël Autority Association a confié la direction des fouilles de la Cité de David, 1000 av. J.-C., ce petit village est limité à l'emplacement que l'on appelle la « Cité de David ». La construction la plus importante de cette époque est la Structure en escalier. Pourtant, comme le souligne Ronny Reich d’imposantes fortifications datées de 1700 av. J.-C. ont été retrouvées, montrant que lorsque des constructions très importantes existent, elles ne disparaissent pas sans laisser aucune trace, et montrant qu'à cette époque antérieure, Jérusalem était une ville de taille importante. Ce phénomène de déclin très marqué n'est pas propre à Jérusalem, il est lié à l'effondrement systémique qui marque le passage de l'âge du bronze tardif à l'âge du fer.
Les signes archéologiques d'un État centralisé tel que le décrit le récit biblique, repérables dans la gestion de la production agricole et dans la pratique de l'écriture, n'apparaissent que deux siècles plus tard : c'est ce qu'a montré toute une série d'études. Pour le début d'une production massive de poteries, voir Orna Zimhoni, pour l'industrialisation de la production agricole, voir Eitan-Katz, pour le début d'une utilisation des poids marqués (pesage) voir Kletter, pour l'introduction de l'écriture voir Jamieson-Drake, pour l'écriture sur ostraca voir Sass et Renz, pour l'impression des sceaux voir Avigad et Sass. Rien de cela n'existe deux siècles plus tôt dans la Jérusalem de Salomon. Toutefois, un fragment de pot du XIIe siècle av. J.-C. est découvert à Lakish, à une quarantaine de kilomètres au sud-ouest de Jérusalem en 2014, avec une intéressante inscription d'écriture alphabétique,.
Pour Israël Finkelstein, la ville originelle de Jérusalem se serait trouvée au sommet de la crête (comme dans les autres villes voisines telle Megiddo) et non à mi-pente. Elle fut ensevelie lors de la construction de la plateforme du temple d'Hérode, sur le mont du Temple, l'actuelle esplanade des Mosquées. La Cité de David serait alors extérieure à Jérusalem. Il est quasi impossible de retrouver la ville originelle car, d'une part, il est impossible d'y fouiller pour des raisons politiques, et d'autre part elle a été totalement détruite pour construire le temple d'Hérode à l'époque romaine,. Il précise : « La Jérusalem du dixième siècle était un petit centre administratif, probablement peuplé d'environ un millier de personnes sans fortifications et sans architecture de grande envergure ou de palais somptueux, une bourgade plutôt modeste. Mais elle était essentielle car elle contrôlait les hautes terres de Judée. Ce fut le centre du royaume de Juda et le domaine des rois David et Salomon ».  
Pour Vincent Lemire aussi, l'absence de traces archéologiques peut-être expliquée par l'impossibilité depuis le XIXe siècle de mener des fouilles sur l'esplanade même, mais la localisation du Premier Temple sur l'esplanade est hors de doute.   
Lehmann a montré que la population rurale de Juda, rassemblée dans une douzaine de petits villages, n'excède pas quelques milliers tout au plus. La population de Jérusalem seule est, elle, estimée à quelques centaines d'habitants. Ce sont les positions des tombes, extérieures à la zone habitée, qui fournissent les estimations de population les plus directes : ce n'est que deux siècles plus tard que la population s'accroît considérablement.
Cette population est rurale et vit modestement. Il n'est pas vraisemblable que cette population ait pu contribuer à la formation d'une armée importante. Vers 1000 av. J.-C., sur la partie nord des hautes terres (étendue géographique correspondant à Israël), la population est estimée à 40 000 habitants. La différence s'explique par une raison géographique : la partie nord est plus arrosée et située sur les voies de communication, la partie sud est plus sèche et plus difficilement accessible. Dans What Did the Biblical Writers Know and When Did They Know It?, William G. Dever, cite le nombre de 100 000 personnes avancé par Israël Finkelstein comme estimation haute de la population totale d'Israël et de Juda vers la fin du Xe siècle.
Aussi bien sur les sites cananéens à l'âge du bronze que sur des sites de l'époque israélite à l'âge du fer, au nord comme au sud, des objets de cultes divers ont été dégagés : des déesses de la fertilité, des compagnes de Dieu (culte de la déesse Ashera) et des représentations animales des divinités. Selon Amihai Mazar, qui en a retrouvé un bel exemplaire venant des collines du nord, « le taureau est le symbole de Baal, le principal dieu cananéen, et de El, le maître des dieux dans le panthéon cananéen ». Les premières traces archéologiques du culte de YHWH (dieu unique d'Israël) apparaîtront avec l'écriture, beaucoup plus tard (voir ci-après).

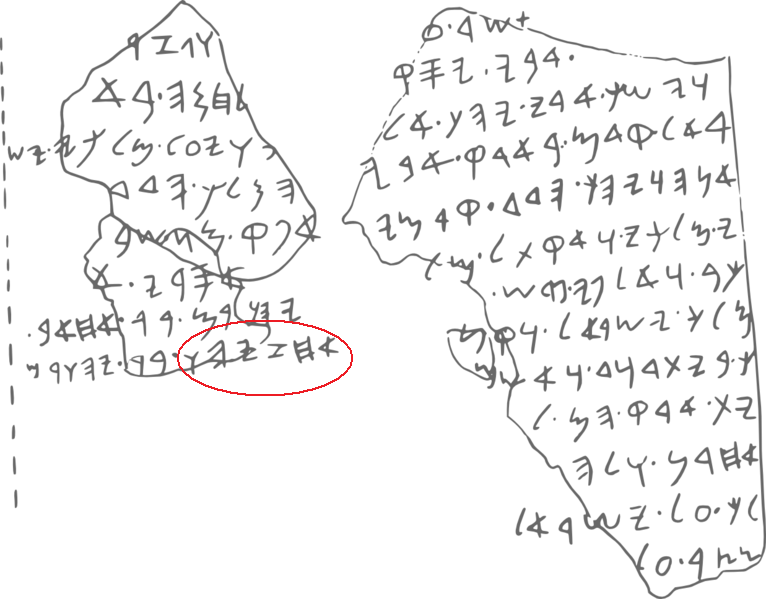
Nom reconstruit d'Ochozias (AHZYHU), roi de Judée, en caractères phéniciens sur la stèle de Tel Dan.

Le seul document archéologique dont nous disposons sur la royauté est la stèle de Tel Dan, découverte en 1993. Cette stèle n'est pas datée exactement, mais les archéologues lui attribuent une date aux alentours de 900 av. J.-C.. Hazaël, roi de Damas, a fait graver en araméen : 

« J'ai tué [Jo]ram fils d'[Achab] roi d'Israël, et [j'ai] tué [Ahas]yahu fils de [Joram] roi de la maison de David. Et j'ai réduit [leur ville en ruine et changé] leur terre en [désolation]. »

La signification de l'expression « maison de David » est tout à fait claire en archéologie : il s'agit de la dynastie royale d'Israël dont David a été le premier roi. Le caractère historique de l'inscription est indéniable.

## Royaume de Juda
La stèle de Tel Dan fait clairement référence à deux royaumes. Juda (le royaume du Sud) est entouré de puissants voisins : le royaume d'Israël (au nord, avec les Omrides à leur tête), Aram-Damas, Gath.
Selon la Bible, le royaume de Juda fut créé à la suite d'un schisme entre les Israélites après la mort du roi Salomon. Néanmoins, comme évoqué dans la section précédente, à l'époque, Jérusalem n'est très probablement qu'une petite cité dépourvue de fortifications et dont les habitants vivent modestement.

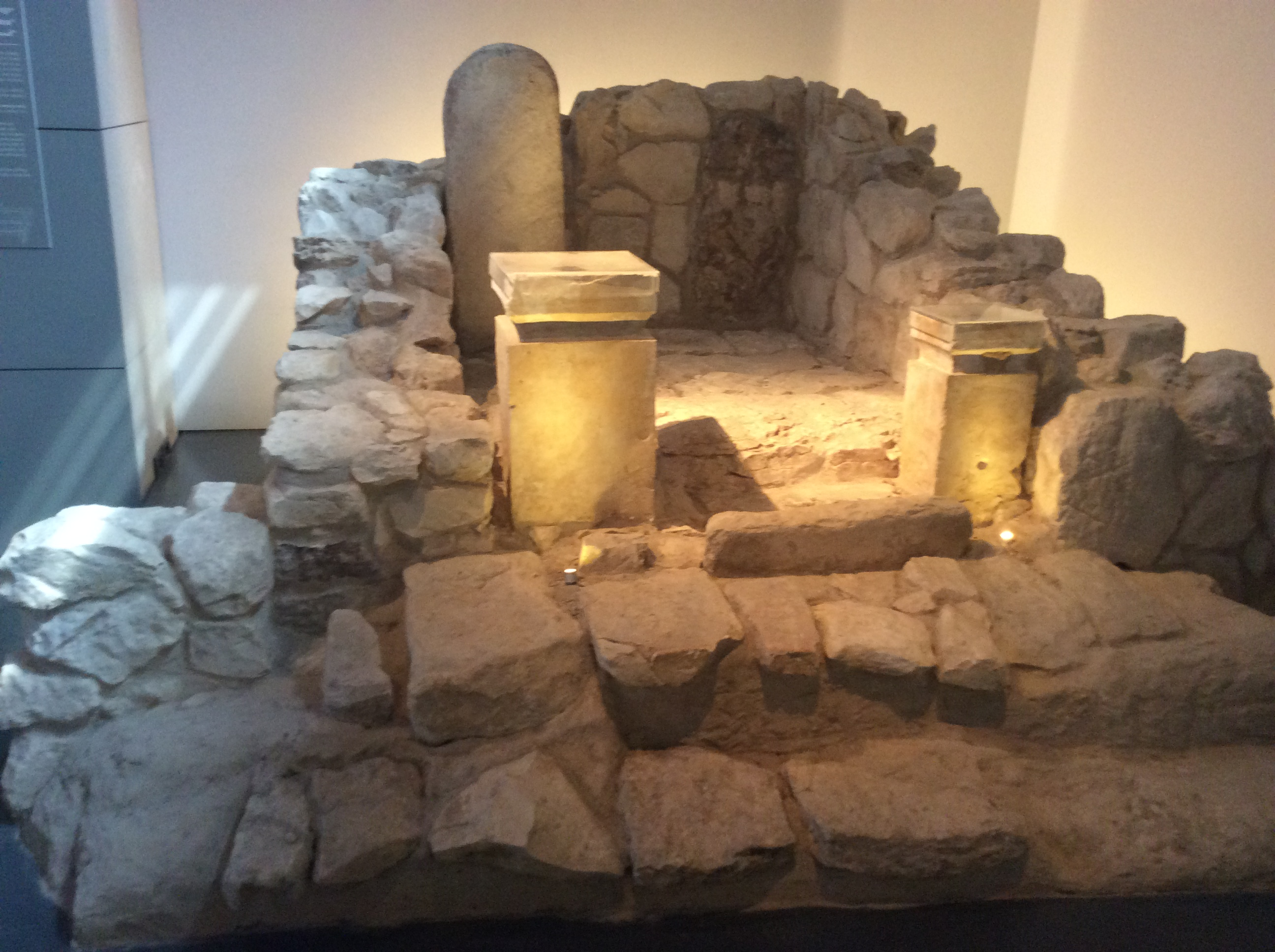
Partie centrale du seul sanctuaire du royaume de Juda retrouvé à Arad, musée d'Israël.

En 722 av. J.-C., le royaume d'Israël disparaît après la prise de sa capitale Samarie par les Assyriens. Le royaume de Juda a alors le champ libre pour son développement. Des habitants du royaume d'Israël affluent vers le Sud, à Jérusalem, capitale du petit royaume de Juda. Le développement de la ville est alors foudroyant et sa population passe à 12 000 habitants sur une superficie de soixante-quinze hectares.
À la fin du VIIIe siècle av. J.-C., tous les signes archéologiques d'un royaume centralisé (sceaux, ostraca, poids marqués, poterie standardisée) sont présents. Si cette évolution a laissé peu de traces à Jérusalem, elle est particulièrement remarquable dans les cités fortifiées et centres administratifs que sont Bersheeba, Tel Arad et Lakish. De cette même époque date une puissante muraille de 7 mètres de large et 65 mètres de long découverte dans les années 1970 vers l'ouest de la ville et la colline de Sion, preuve d'un pouvoir royal bien établi. 

En 701 av. J.-C., le roi Ézéchias fit creuser à Jérusalem un tunnel pour amener l'eau de la source du Gihon dans la ville, ce qui assure l'approvisionnement en eau en cas de siège. En forme en S, il a été creusé à partir des deux bouts. À l'endroit de la rencontre, en commémoration de l'exploit technique, Ézéchias fait graver une stèle. Il s'agit d'une des plus anciennes inscriptions connues en hébreu archaïque. Par ailleurs, dès le début du VIIe siècle av. J.-C., des gens sachant lire et écrire se trouvent dans toutes les classes sociales : graveurs de pierres tombales, officiers, ouvriers. Le creusement du canal est relaté avec exactitude dans la Bible (2R 20,20) : 
« Le reste concernant Ézéchias — ses prouesses, le bassin et le canal qu'il a construits pour ravitailler la ville en eau — n'est-il pas inscrit dans les annales des rois de Juda ? »

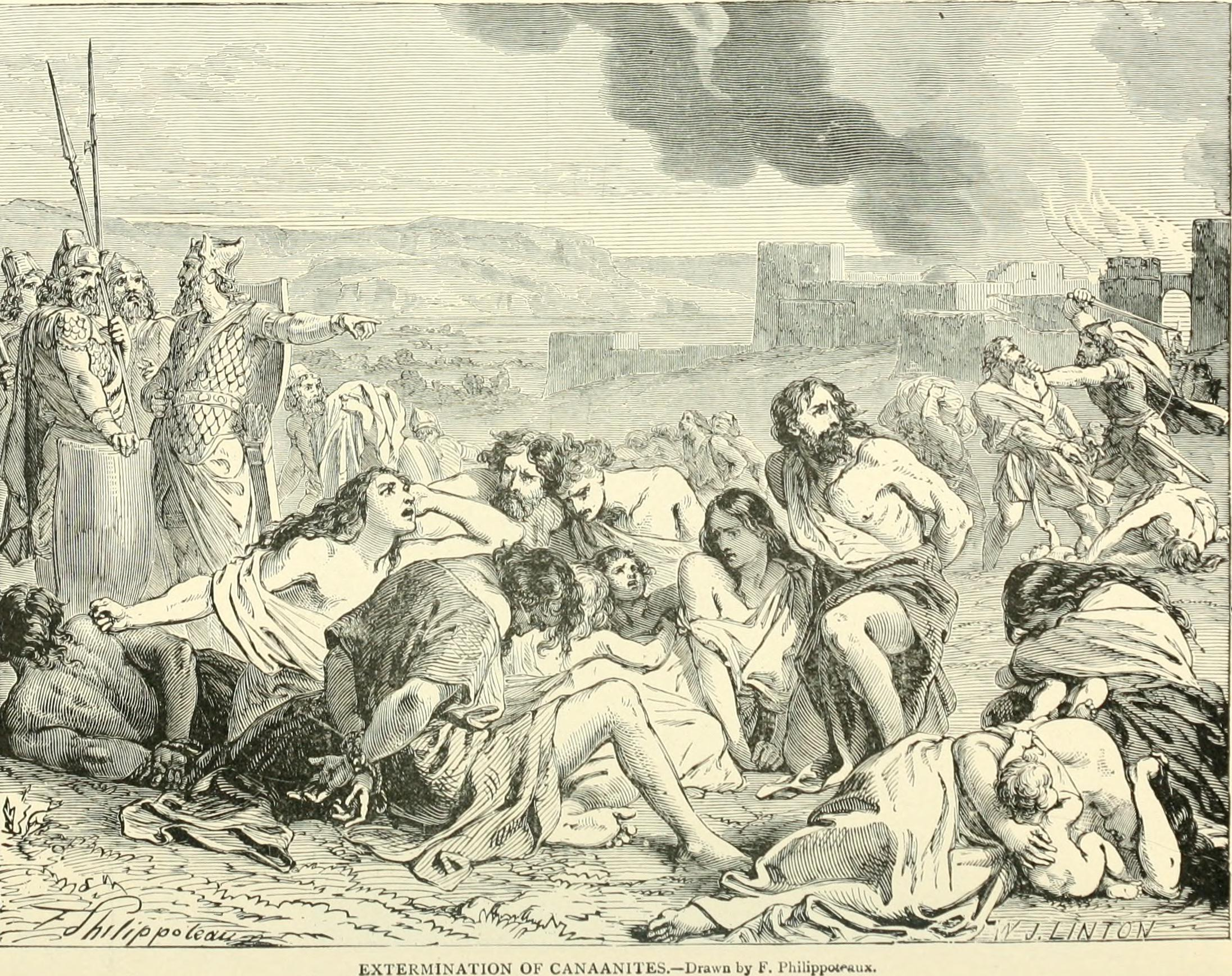
« Extermination des Cananéens », illustration (1912).

On constate que, à partir de cette époque où l'écriture se généralise, les récits bibliques se mettent en correspondance avec l'histoire telle qu'on la reconstitue à travers l'archéologie. Il n'en était pas de même antérieurement, où les récits concernant Abraham, Moïse et l'Exode, la conquête de Canaan par Josué, la splendeur du royaume de Salomon, n'ont aucune correspondance directe avec cette histoire.
Le 1er janvier 2018, l'Autorité des antiquités d'Israël annonce la découverte, place du Mur occidental, d'un sceau qui daterait du VIIe siècle av. J.-C. ou du VIe siècle av. J.-C. et qui porterait la mention « au gouverneur de la Ville ». Un tel gouverneur de Jérusalem (la ville) est mentionné en Rois 2, 23, 8,.
Sous Josias, avec l'effondrement de la puissance assyrienne, les ambitions de Juda sur le royaume du Nord semblent pouvoir se concrétiser. En centralisant le culte à Jérusalem et en éradiquant les cultes concurrents, Josias organise une nation qui adore un dieu unique dans un temple unique. Ainsi, il participe à l'élaboration du Deutéronome qui attribue une histoire commune au nord et au sud et qui proclame un culte exclusivement monothéiste,. Mais l'Égypte stoppe net ces ambitions : Josias est tué par Nékao II à Megiddo en 609 av. J.-C..

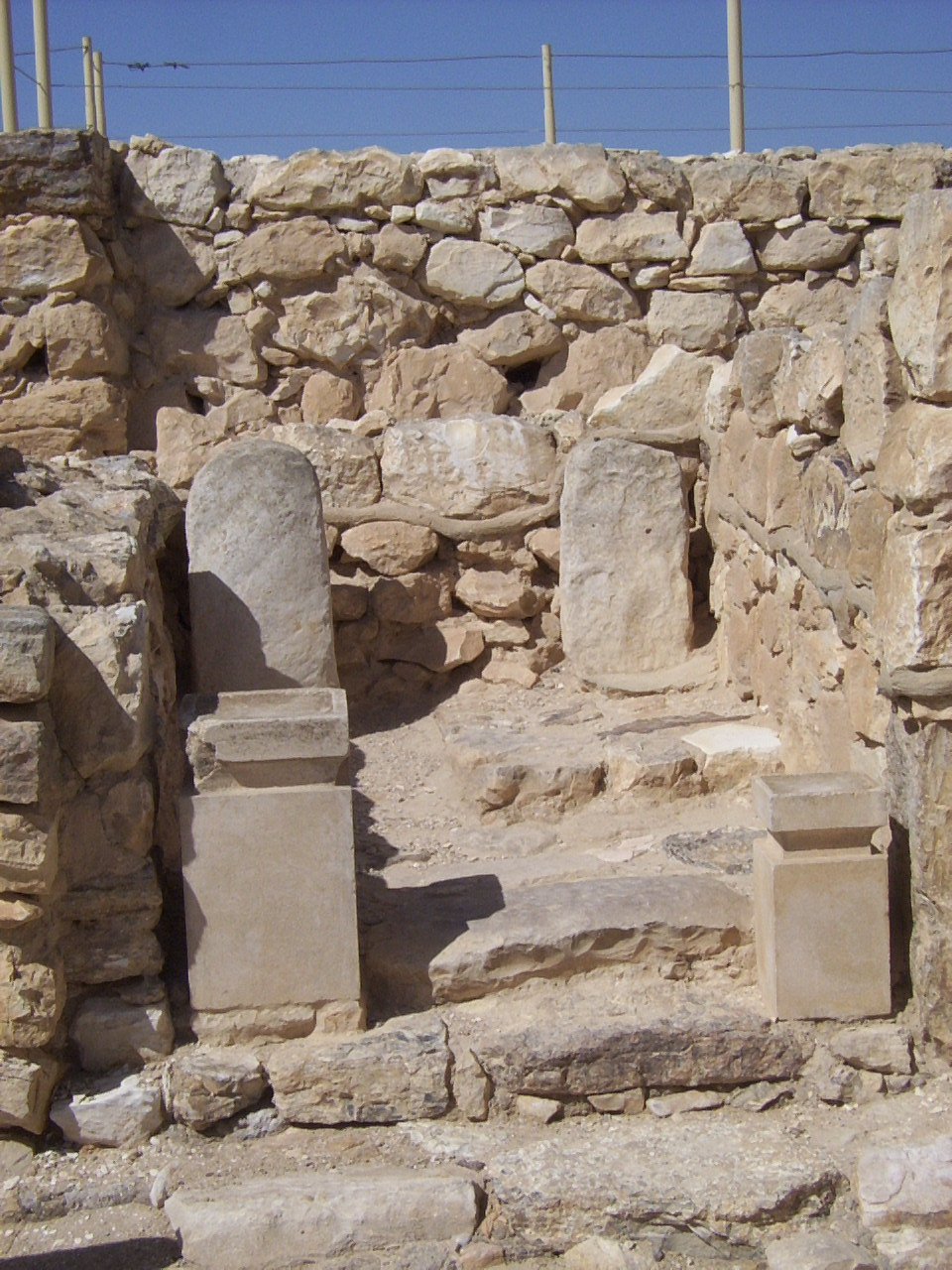
Ruines du Debir (Saint des saints), Tel Arad, Israël.

L'archéologie apporte la preuve que plusieurs lieux de culte (Tel Arad par exemple) qui étaient jusque-là en fonction sont effectivement désacralisés à l'époque de Josias. On a donc la preuve indirecte qu'il existe effectivement un Temple à Jérusalem sous Josias (comme aucune trace de construction n'a été retrouvée, il n'existe aucune preuve archéologique que Salomon ait effectivement bâti un temple à Jérusalem).
Avec Josias, c'est un texte sacré écrit qui fait désormais autorité, qui peut être lu en public et qui prend force de loi, remplaçant la tradition et l'autorité familiale. Des inscriptions datées du VIIIe siècle av. J.-C., trouvées sur le site de Kuntillet 'Ajrud dans le nord-est du Sinaï, ainsi qu'une inscription datée de la monarchie tardive, trouvée en Juda dans la Shefelah, voient en Ashera la parèdre de YHWH. Les premières traces archéologiques du culte de YHWH trouvées à Jérusalem sont exposées au musée d'Israël de la ville. Il s'agit de deux amulettes découvertes sur le site de Ketef Hinnom au sud de la vieille ville, datées vers 600 av. J.-C., comportant un texte en hébreu archaïque qui dit notamment : « que YHWH te bénisse et te garde, que YHWH fasse pour toi rayonner son visage, ».

## Période babylonienne

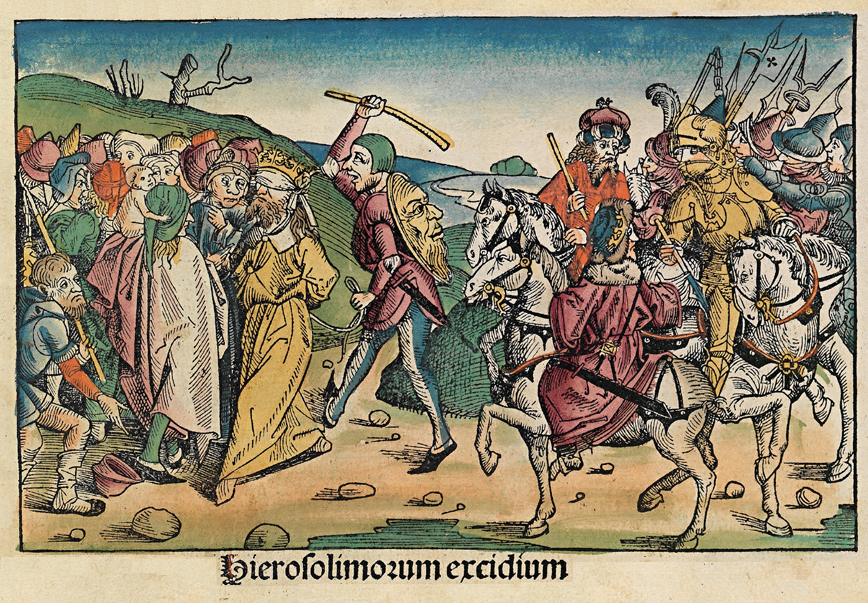
Expulsion des Juifs de Jérusalem sous Nabuchodonosor (Chronique de Nuremberg, 1493)

En 607 av. J.-C., Nabuchodonosor prend la ville, pille le Temple et déporte le roi Yehoïakîn (Joaquin) et les notables à Babylone. 
Les Babyloniens établissent Tsidquya (Sédécias) gouverneur de Jérusalem. Celui-ci se révolte, ce qui entraîne un nouveau siège, temporairement levé par l'intervention d'une force égyptienne. Nebouzarradan, général de Nabuchodonosor, revient et prend définitivement la ville. Mais cette fois, le Temple est complètement détruit, les murailles de la ville aussi, l'incendie semble avoir été général. La ville perd environ 90 % de sa population et Juda environ 60 %. Cependant, un gouvernement autonome semble avoir existé à Mitzpah (à 13 km au nord de Jérusalem).

## Période perse achéménide

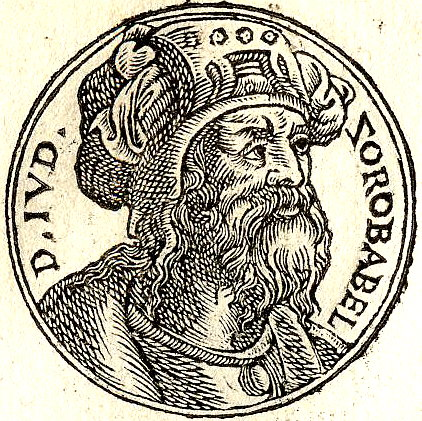
Zorobabel (Zeubbabel), Gouverneur de Judée et petit-fils de Jehoiachim, roi de Judée. Insigne figuratif (1553).

Les Perses battent les Babyloniens et créent un vaste empire allant de la Perse à l'Anatolie et à l'Égypte. Cyrus le Grand applique une large tolérance religieuse dans toute la région, qui prend un nouvel essor. Après une captivité de 70 ans, les Juifs sont autorisés par Cyrus le Grand à regagner (sous la conduite d'Ezra, selon la Bible) la Judée, devenue sous le nom de Yehoud une simple province de l'Empire perse. Ils retournent à Jérusalem, y ramenant les trésors du temple. Sous le gouverneur Zorobabel, le Temple est reconstruit. Si les villes côtières phéniciennes de la Via Maris connaissent alors un bel essor, ce n'est pas totalement le cas de la Judée, qui est en dehors des voies de communications. Des familles exilées à Babylone rentrent à Jérusalem mais en petit nombre. Malgré de nombreuses fouilles dans la région, aucune construction massive de cette époque n'a été retrouvée,,.
Enfin, durant le règne d'Artaxerxès Ier (465-424), Néhémie reconstruit les murailles de Jérusalem. Le récit biblique des Chroniques s'arrête à cet épisode.

## Période hellénistique et des Maccabé (vers 332 - 142 av J.-C.)
La conquête de la Judée par les troupes d'Alexandre ouvre une période de 900 ans où Jérusalem sera directement ou indirectement sous l'influence culturelle grecque, jusqu'à la prise de Jérusalem, alors sous domination byzantine, par les Arabes vers 638.  

### Entre Lagides et Séleucides
La ville passe sous domination grecque et selon la tradition juive rapportée par Flavius Josèphe, Alexandre le Grand la visite, ce qui paraît légendaire. Il semble que ce soit au bout de quatre campagnes militaires entre 320 av. J.-C. et 301 av. J.-C. que les souverains lagides d'Égypte prennent le contrôle de Jérusalem et de la Judée. 
Jérusalem reste sous domination égyptienne jusqu'à la bataille de Panion (198 av. J.-C.), remportée par le souverain séleucide Antiochos III Mégas contre Ptolémée V. Antiochos III se montre bienveillant envers les Juifs en décrétant des exemptions d'impôts, des libérations d'esclaves et surtout en permettant aux Juifs de vivre selon leurs lois ancestrales.

### Période hasmonéenne

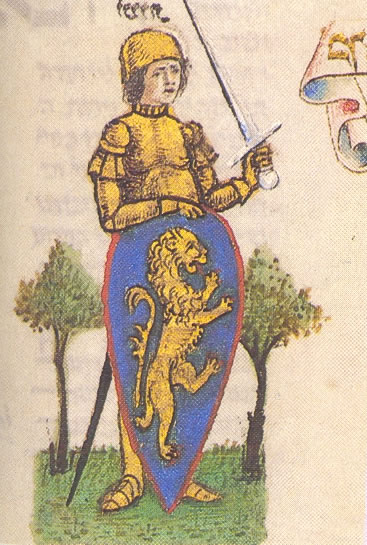
Judah Maccabé avec le bouclier de Jérusalem dans un ouvrage italien (Xe siècle).

Antiochos IV Épiphane tente d'helléniser complètement la ville et dédie le Temple à Zeus, ce qui provoque la révolte des Maccabées, qui aboutit à l'établissement de la dynastie des Hasmonéens sur la terre d'Israël. 
Le second temple de Jérusalem est repris par Judas Maccabée en 164 av. J.-C. — événement à l'origine de la fête juive de Hanoucca — et son frère Simon, après une longue guerre, obtient de Démétrios Nicator la reconnaissance de l'indépendance juive en 141 av. J.-C.. Pendant un siècle, de 164 av. J.-C. à 63 av. J.-C., Jérusalem ne connaît pas d'occupation étrangère. Les murailles de la ville sont reconstruites et Jérusalem, qui était jusque-là en marge de l'histoire politique du Levant, devient la capitale d'un grand royaume sous la conduite des Hasmonéens qui mènent plusieurs travaux importants : une forteresse au nord-ouest du mont du Temple, un palais au nord de la ville haute et un aqueduc. 
Si les manuscrits de Qumran témoignent alors de la centralité pour le judaïsme du temple de Jérusalem,, un processus d'hellénisation se poursuit comme le montrent les monnaies hasmonéennes ou encore des tombeaux de la vallée du Cédron.

## Occupation romaine et byzantine (63 av. J.-C. - 638)

### Domination romaine

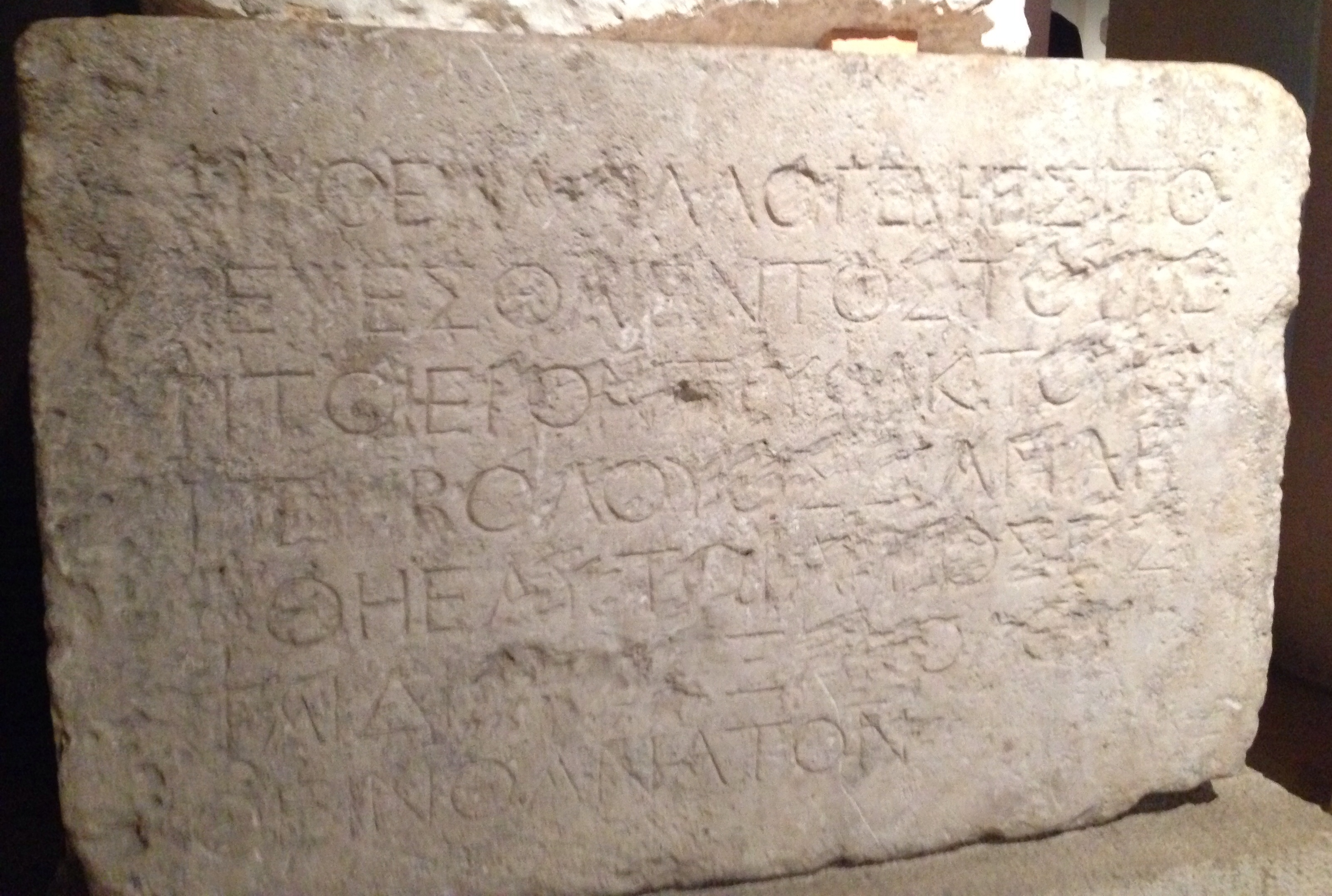
Stèle de la balustrade qui entourait le temple d'Hérode (Soreg).
Traduction par Charles Simon Clermont-Ganneau :
« Que nul étranger ne pénêtre à l'intérieur de la balustrade et de l'enceinte qui sont autour de l'esplanade. Celui qui serait pris serait cause que la mort s'ensuivrait. »

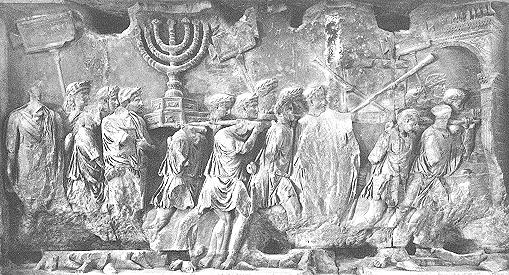
La menorah du temple de Jérusalem pillé, telle que représentée sur l'Arc de triomphe de Titus à Rome (Ier siècle).

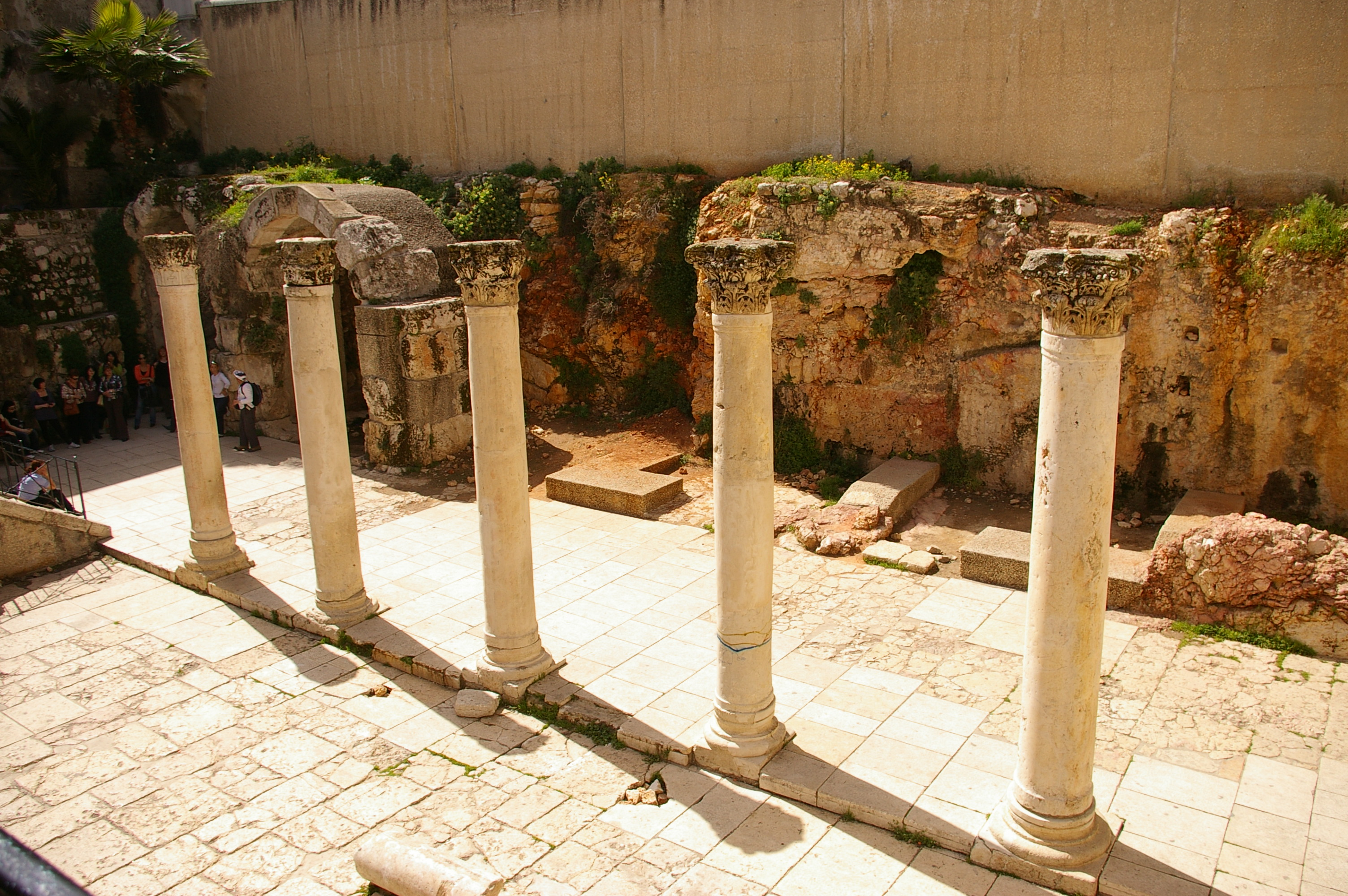
Ruines byzantines du Cardo dans la vieille ville de Jérusalem.

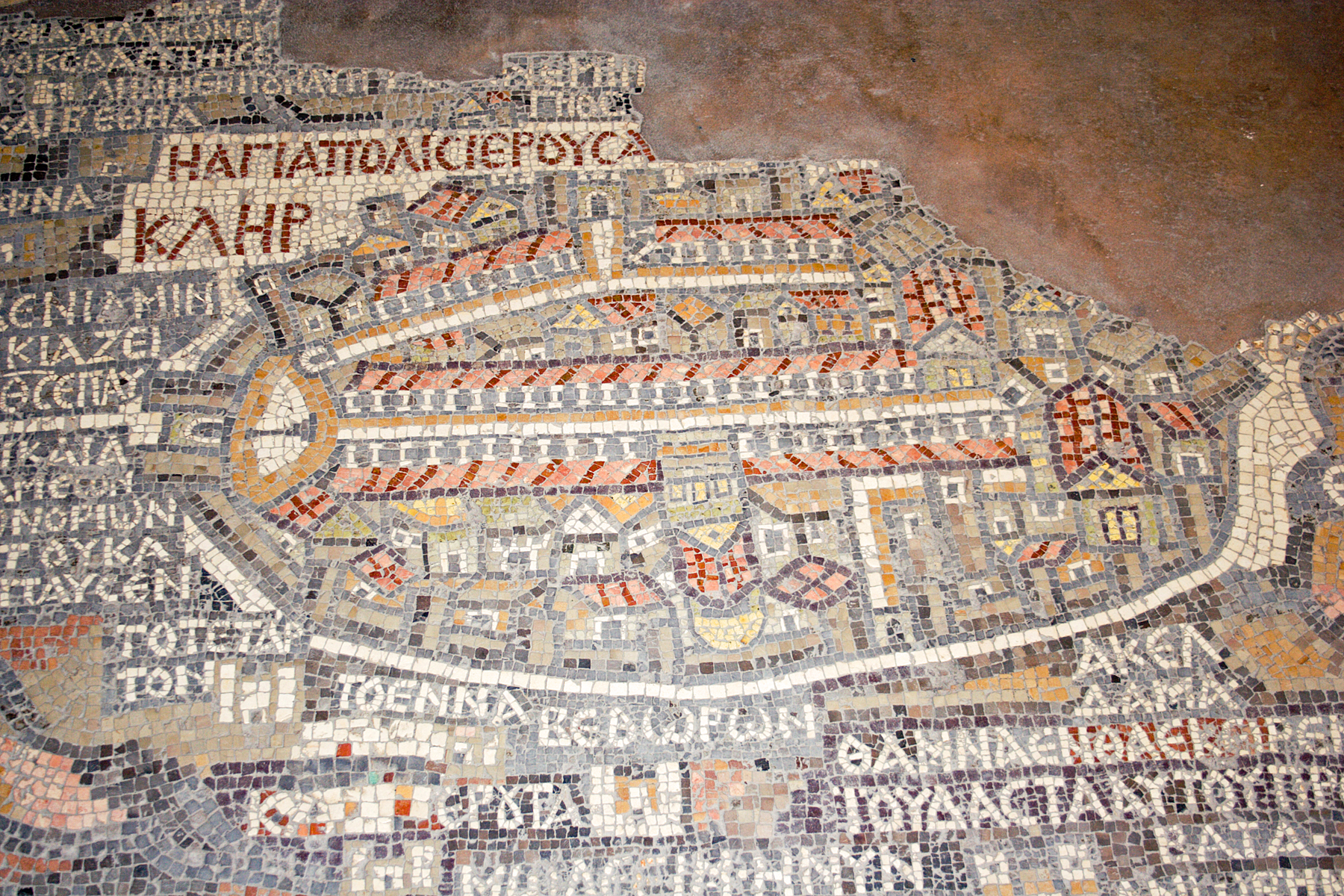
Mosaïque du VIe siècle représentant une carte de Jérusalem (où on distingue les deux cardo arrivant à l'actuelle porte de Damas où se dressait une colonne qui avait supporté la statue d'Hadrien).

Cependant, à la suite de dissensions intestines, les Hasmonéens demandent l'arbitrage des Romains, et en 63 av. J.-C., les troupes de Pompée pénètrent dans la ville, rapidement placée sous « protectorat » romain. Formellement, le royaume de Judée reste à l'Hasmonéen Hyrcan II qui n'a que le titre d'ethnarque mais qui peut faire reconstruire les murailles de Jérusalem, mais son conseiller Antipater l'Iduméen exerce le pouvoir et son fils, Hérode le Grand peut s'emparer de la royauté en 37 av. J.-C. après un nouveau siège de Jérusalem.  

Plan de Jérusalem (v. -37) (en, les murailles de la nouvelle cité).

Profitant du rare état de prospérité que connaît son royaume quand il en prend le contrôle et de ses revenus considérables, il embellit la ville et s'y construit un palais. Il développe considérablement l'adduction en eau de la ville et fait construire citernes, fontaines et piscines. Surtout, il rénove le Temple et double la superficie de son esplanade, travaux dont le mur occidental constitue un des vestiges. 
La forteresse Antonia, accolée au temple, abrite la garnison romaine. C'est là que débute la narration du Nouveau Testament de la Bible chrétienne.
Aux alentours de l'an 33, Jésus de Nazareth y est condamné à mort et crucifié sur une colline alors voisine de la ville, aujourd'hui dans la vieille ville, le Golgotha.

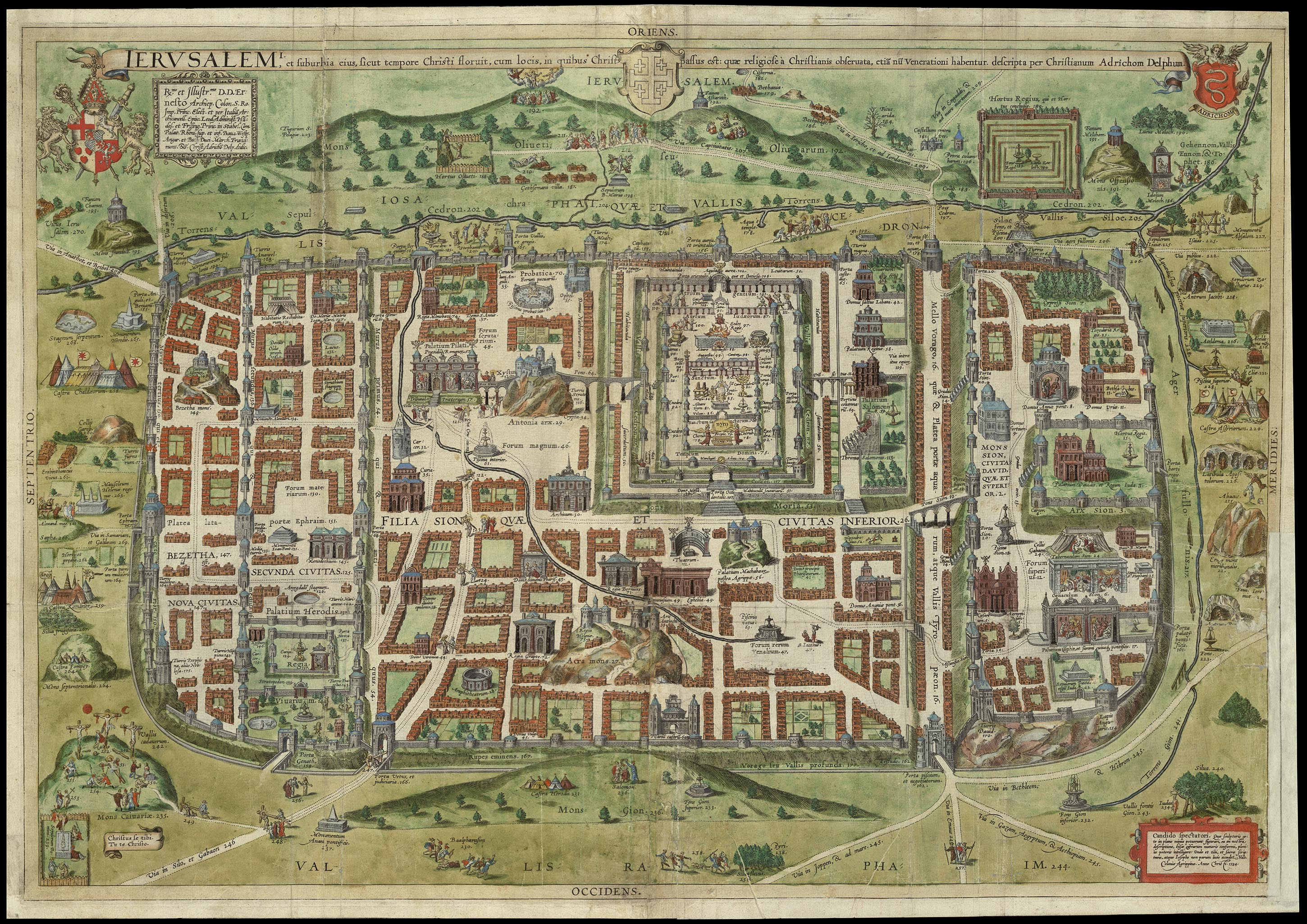
Jérusalem au temps de Jésus, selon Adrichem (1584).

En l'an 50, Jérusalem s'étend sur une surface de 86 hectares. Pline l'Ancien évoque Jérusalem comme « la plus fameuse cité de l'Orient ». 
Suit la première révolte des Juifs de 66, racontée en détail par Flavius Josèphe dans la Guerre des Juifs. Cette révolte est réprimée et écrasée en 70 apr. J.-C., entraînant la destruction quasi complète de la ville par Titus. Les Juifs subissent des pertes massives et bien que les Romains ne forcent pas un très grand nombre de Juifs à l'exil (90 000, dont 700 déportés à Rome, selon Flavius Josèphe), on date communément la deuxième diaspora de cet événement.

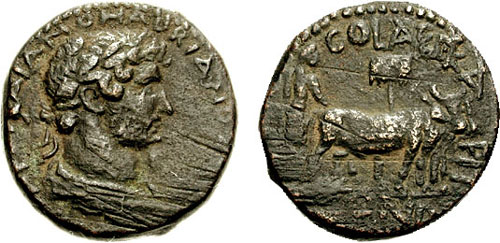
Première monnaie d'Aelia Capitolina : JUDAEA, Aelia Capitol (Jérusalem), frappée en 136. IMP[ERATORI] CAES[ARI] TRAIANUS HADRIANS AVG[VSTO] P[ATRI] P[ATRIAE] (A l'Empereur César Trajan Hadrien Auguste, Père de la Nation), buste lauré, drapé et cuirassé / COLONIA AEL [IA] CAPIT[OLINA] COND[ITA] (Colonie d'Aelia Capitolina fondée) en exergue, Hadrien, en tant que prêtre-fondateur, labourant de premier sillon de la ville avec un attelage de bœufs, à droite ; vexillum derrière (117-138)

Selon Simon Sebag Montefiore, le Colisée construit par Vespasien aurait été financé avec le butin provenant de Jérusalem. L'arc de Titus à Rome représente d'ailleurs la victoire des Romains emportant les ornements du Temple dont la menorah de Jérusalem.

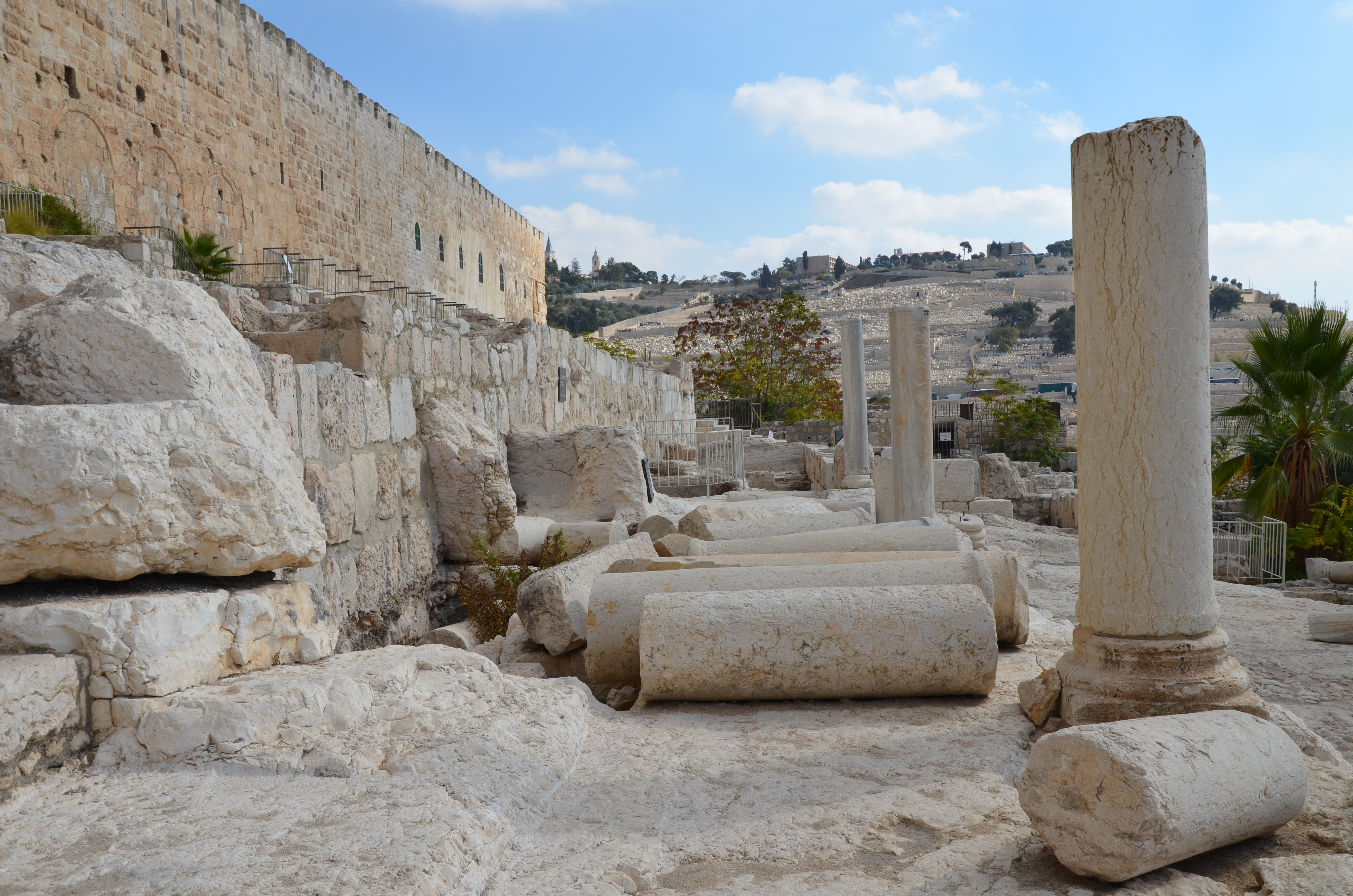
Vestiges d'Aelia Capitolina

Vers 130, l'empereur Hadrien décide de faire rebâtir la ville, sans doute pour lui rendre sa splendeur passée mais sa volonté est de transformer Jérusalem en « une cité païenne en la plaçant sous le patronage du grand dieu capitolin ». Un temple dédié au dieu romain Jupiter Capitolin est ainsi construit peut-être à l'emplacement du Golgotha, ou peut-être sur le site de l'ancien temple d'Hérode. La ville est renommée « Colonia Ælia Capitolina » selon le nomen d'Hadrien, « Ælius », et en l'honneur du dieu de Rome Jupiter Capitolinus. « Colonia » signifie colonie, et précise le statut de la cité. Dès 131-132, des monnaies sont émises au nom de la nouvelle colonie. Cette fondation provoque une révolte menée de 132 à 135 par Shimon bar Kokhba.  
Après l’écrasement de la révolte de Bar Kokhba, la construction de la ville s’achève, selon un plan romain traditionnel qui marque encore la structure de la vieille ville. Deux cardo sont construits : le Cardo maximus, l'actuel souk de la vieille ville, et le Cardo secondaire, d'orientation nord-sud, l'actuelle rue Al-Wad et un decumanus d'orientation est-ouest, l'actuelle rue de David. 
La ville est peuplée de vétérans de la Ve légion Macedonica. Outre le temple de Jupiter Capitolin, des temples païens sont dédiés à Vénus, Asclépios, Sarapis et aux empereurs. Un arc monumental marque la limite nord de la ville (sous l’actuelle porte de Damas) tandis qu’un autre au sud marque l’entrée de l’espace réservé à la Xe légion Fretensis. Des temples sont édifiés sur les sites qui seront identifiés comme ceux du Saint-Sépulcre et de la Nativité à Bethléem. 
Les Juifs sont interdits de séjour dans la ville. Malgré l’interdit, une communauté juive se réinstalle dans la ville dès le IIIe siècle. Deux proches du patriarche Juda Hanassi, qui entretient de bonnes relations avec les Sévères, figurent parmi les dirigeants de la communauté juive de Jérusalem. La ville, marginalisée après la chute du Temple au Ier siècle, connaît un regain d'importance quand elle retrouve son statut de ville sainte.

### Période byzantine
Les travaux d'urbanisme reprennent et le Cardo maximus est prolongé vers le sud. Une petite partie de sa colonnade est encore visible. 

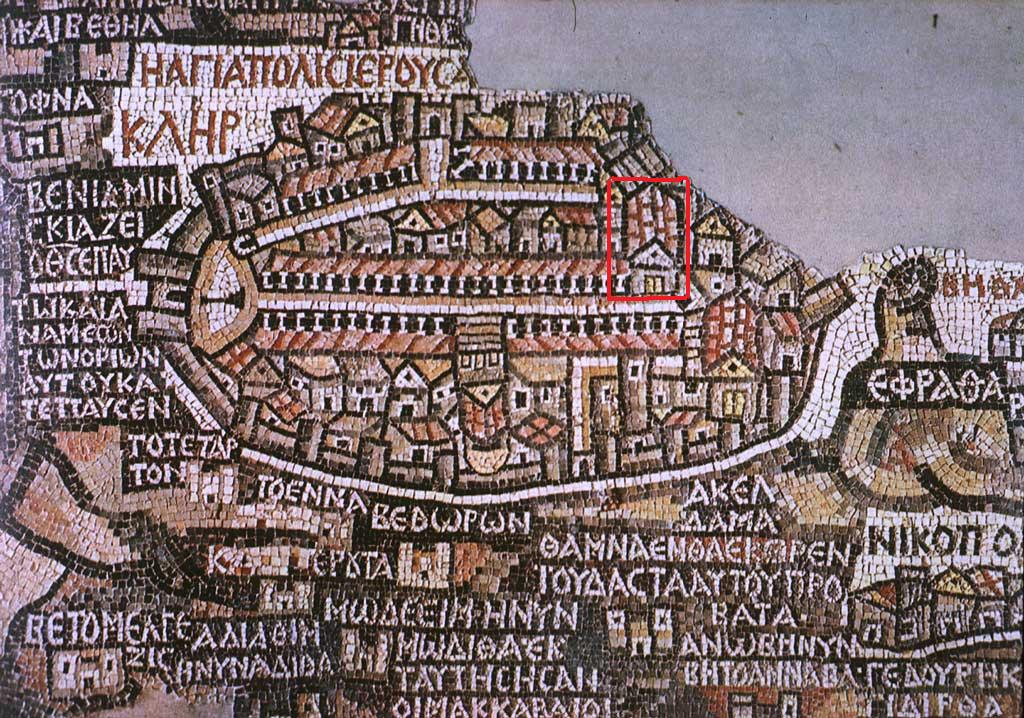
Église de la Nea encadrée en rouge sur la carte de Madaba représentant Jérusalem (VIe siècle).

La mère de l'empereur Constantin, Hélène, visite Ælia Capitolina de 325 à 327, y identifie les lieux saints avec l'aide du rabbin Juda ben Simeon, et les supposés restes de la Vraie Croix puis lance la christianisation de Jérusalem. Son fils Constantin organise la première restauration des lieux saints chrétiens de Jérusalem.     
Durant plusieurs siècles, Ælia Capitolina était simplement appelée Aelia, jusqu'en 325 où Constantin lui redonne son nom de Jérusalem.     
Le 13 septembre 335, selon la liturgie de Jérusalem, est célébrée la dédicace de basilique du Saint-Sépulcre. Cette date correspond à la date retenue « dans le calendrier romain pour commémorer la dédicace du premier temple de Jupiter Capitolin à Rome en 509 avant notre ère » et, selon Égérie, à la dédicace du premier temple de Jérusalem par le roi Salomon lui-même. Quant au pèlerin de Bordeaux, il témoigne en 333 que, chaque année, les Juifs se rendent sur le mont du Temple pour s'y lamenter. Il ajoute à propos de la fontaine de Siloé en contrebas de l'esplanade du Temple : « cette fontaine coule pendant six jours et six nuits mais le septième jour qui est le shabbat, elle ne coule plus du tout, ni la nuit ni le jour ». Un peu plus tard, Égérie affirme qu'« on ne jeûne ici absolument aucun samedi de toute l'année ». Il y a donc encore au IVe siècle un « enchâssement des traditions juive, romaine et chrétienne ».     
En 418, le chroniqueur Hydace de Chaves rapporte qu'un violent tremblement de terre détruisit une partie de lieux saints de la ville.     

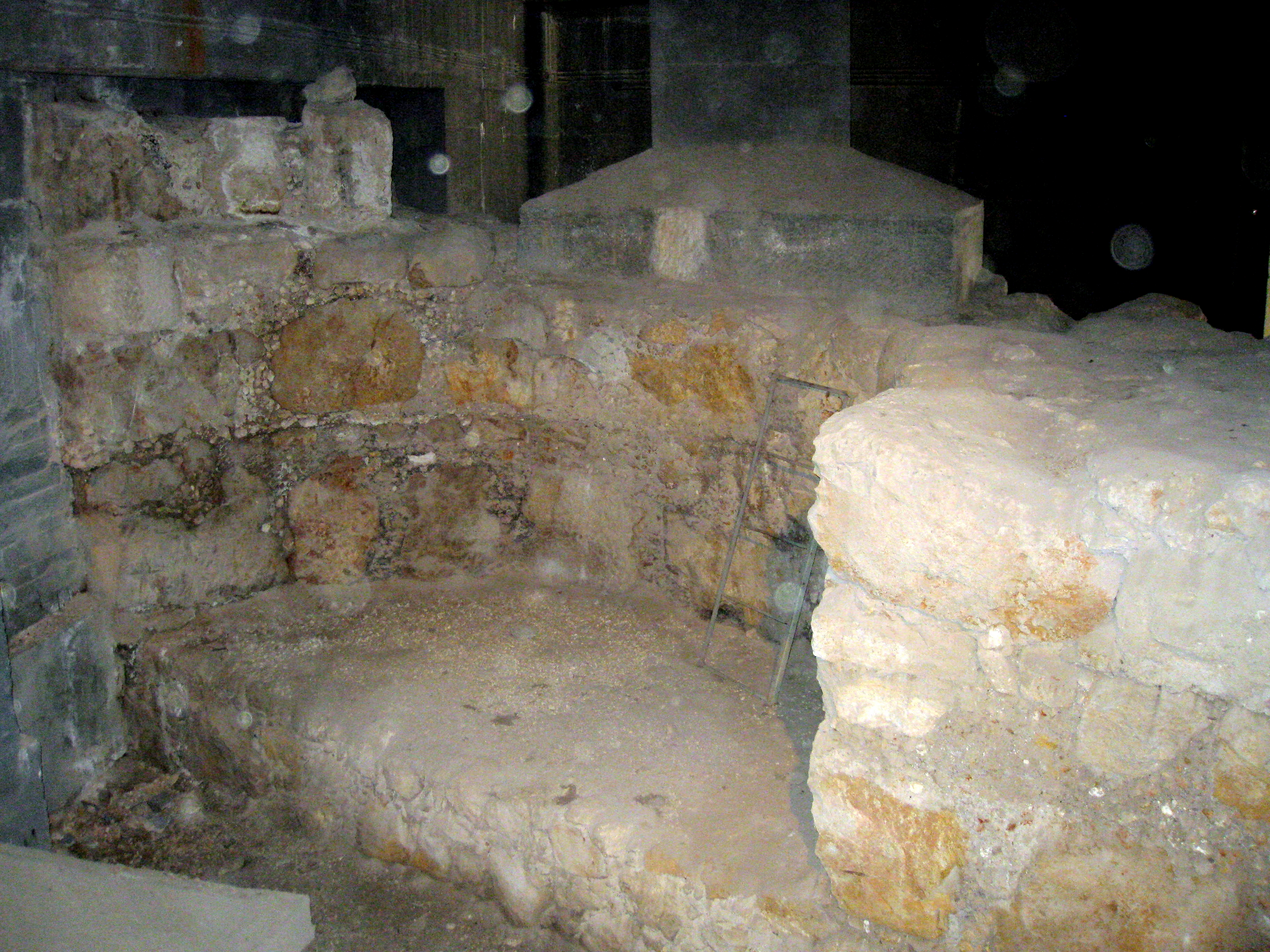
Vestiges de l'église Sainte-Marie-la-Neuve de Jérusalem

Au Ve siècle et au VIe siècle, le caractère chrétien de la ville se renforce et le souvenir de la ville juive s'estompe. En 451, le patriarcat de Jérusalem est créé. L'église de la Nea est bâtie au VIe siècle. La ville Ήὰγία πόλις Ίερουσα[λήμ] (Hagiapolis Ierusalem, Cité Sainte) ou Hierusalem, est représentée sur plusieurs mosaïques chrétiennes du Ve siècle au VIIIe siècle, en particulier sur la carte de Madaba (env. 560-565) qui montre précisément l'aspect de la Jérusalem d'alors, avec ses murailles, les églises du Saint-Sépulcre et de la Nea, la colonne d'Hadrien et les cardo avec leurs colonnades. Au VIe siècle, le guide de pèlerinage de Théodosius affirme que le lieu du sacrifice d'Isaac se situe sur la colline du Golgotha, donc au Saint Sépulcre.
Les murailles de Jérusalem, détruites par Titus, semblent n'être relevées qu'au Ve siècle à l'initiative de l'évêque de Jérusalem Juvénal et de l'impératrice Eudocie.

### Invasion des Perses sassanides (614-629)

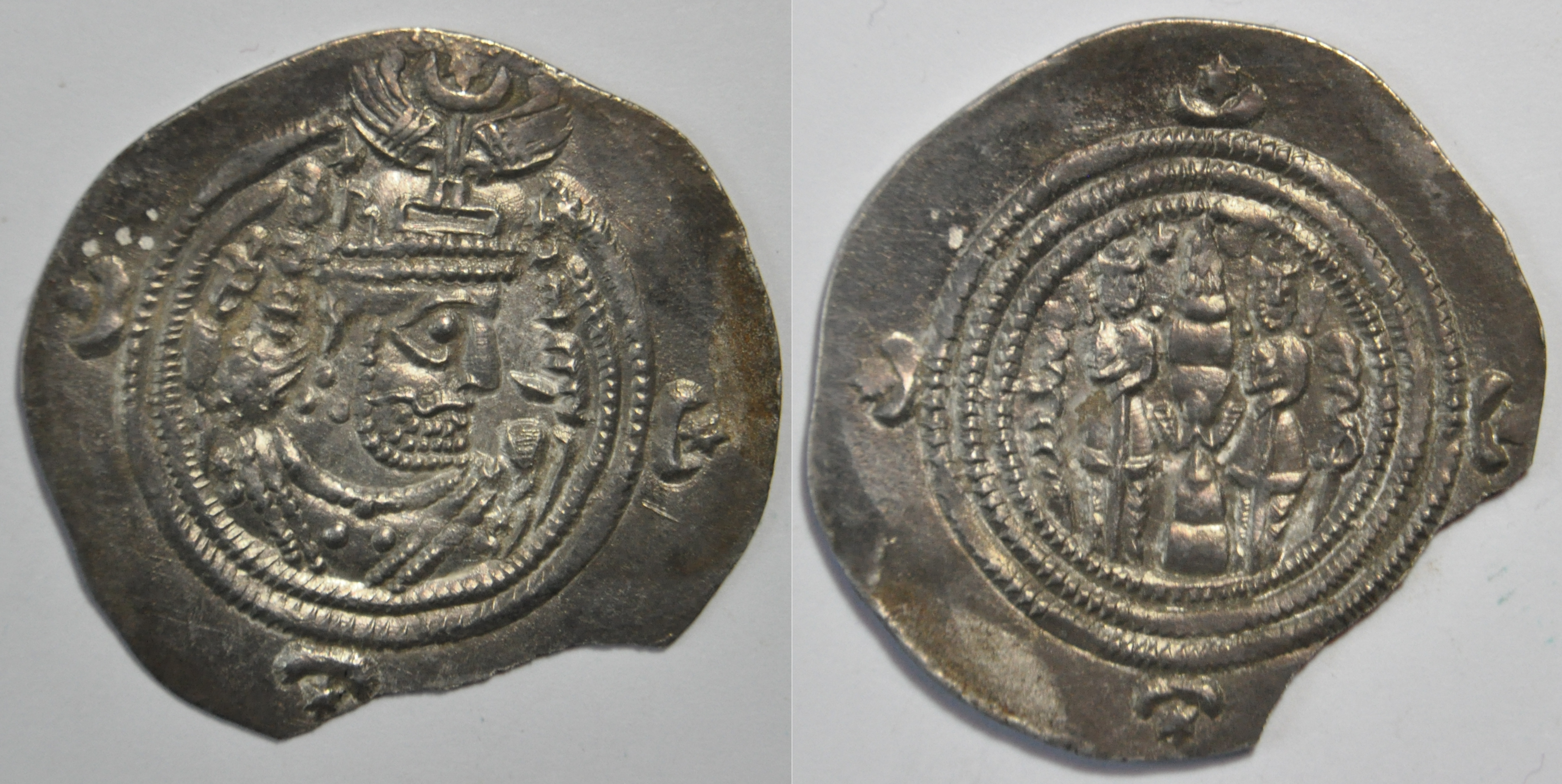
Drachme argent de Khosro II (590-628) de la dynastie sassanide (226-650) émise en 625.

Pendant les guerres entre l'Empire romain d'Orient d'Héraclius et les Perses de Khosro II, l'usurpateur Phocas avait réussi un temps a dominer l'Empire byzantin, en faisant assassiner Maurice et sa famille. Lorsque Héraclius lui prend le pouvoir, le roi perse sassanide Khosro II se sert d'un homme qui prétend être le fils aîné de Maurice, Théodose et tente de l'imposer comme empereur d’Orient. Héraclius tente de proposer la paix, mais est vu comme un usurpateur tout comme son prédécesseur. Les Perses envahissent alors la Palestine dès 611, puis prennent Jérusalem en 614, massacrent ses habitants et détruisent nombre de sites chrétiens .
À cette époque, Jérusalem était une ville majoritairement chrétienne, la seule de la région dans ce cas. Toutefois, en 438, l'impératrice Eudocie avait permis que des Juifs puissent à nouveau vivre à Jérusalem.
Les conséquences de cette invasion perse seront :
- la destruction de nombreuses églises de Jérusalem[101],[98],[102] ;
- le massacre ou l'exil de milliers de chrétiens[103] et le dépeuplement de la ville[103]. Les reliques de la Vraie Croix sont aussi transférées à Ctésiphon[103] ;
- le changement de statut de Jérusalem qui passe pendant quelque temps sous gouvernement juif[104] et dont le gouverneur prend — peut-être symboliquement — le nom de Néhémie jusqu'en 617[105]. L'invasion perse contre Byzance fut accueillie par les Juifs persécutés comme une libération et ils se joignent aux libérateurs perses dans les combats. Les Juifs peuvent à nouveau habiter Jérusalem. Ils obtiennent même une certaine indépendance, sous la conduite dudit Néhémie. Mais c'est de courte durée. À leur tour, les Perses chassent les Juifs de Jérusalem et commencent à les persécuter ;
- en retour, les Juifs sont soumis à des persécutions dans le reste de l'empire d'Orient[106].

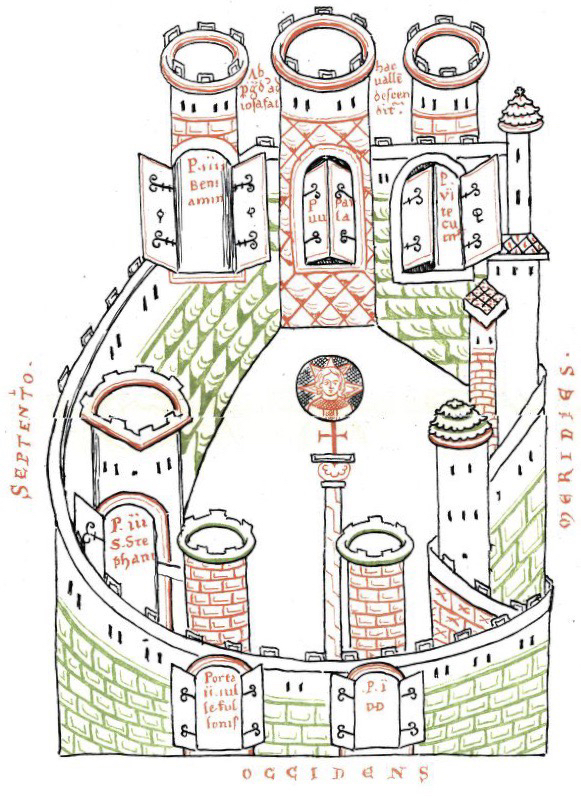
Carte des lieux saints chrétiens (680).

La ville est reprise par les Byzantins en 629 sous Héraclius et la relique de la Vraie Croix retournée triomphalement à Jérusalem en 630.

## Période arabe (638 - 1073)
En 633 ou 634, le moine Sophronios, originaire de Damas, élu patriarche orthodoxe de Jérusalem, s'inquiète des incursions arabes dans la région, à population essentiellement chrétienne.
Jérusalem est conquise par le calife Omar et les Arabes entre 635 et 638 peut-être après un siège. La ville devient Iliya (إلياء) en arabe, ou Bayt al-Maqdis (« Maison du Sanctuaire »), équivalent du terme hébreu Beit ha-Mikdash (« Maison sainte »), tous deux désignant le temple de Jérusalem, ou le lieu du voyage et d'ascension de Mahomet, al-Aqsa, (الاقصى), où se situait auparavant le temple juif, détruit en 70,. Le nom de Jérusalem n’apparaît jamais dans le Coran. 
Les musulmans y construisent avant 670 une première mosquée sur l'emplacement de l'ancien temple d'Hérode, là où se situe la mosquée al-Aqsa actuelle. Peu de temps après, est construite la première synagogue près de l'emplacement de l'ancien Temple. 

En 661, Muʿawiya se fait proclamer calife à Jérusalem, devenant ainsi le premier calife omeyyade.

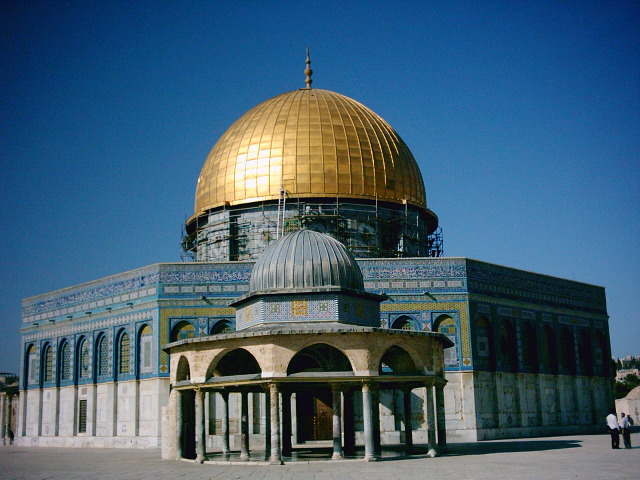
Dôme du Rocher

Les Arabes érigent ensuite sur l'ancienne esplanade du Temple, le dôme du Rocher sous Abd Al-Malik (687-691). Puis Al-Walid construit une mosquée sur l'emplacement de l'actuelle mosquée al-Aqsa (vers 705-715). Hâroun ar-Rachîd garantit à Charlemagne la protection des lieux saints, ce qui permet le développement du pèlerinage.
Durant une brève période à la fin du IXe siècle, la ville est détenue par les Toulounides, avant que les Abbassides en reprennent le contrôle. En 969, l'Égypte et le Levant sont détenus par les Fatimides.
En 1009, le calife Al-Hakim détruit l'église du Saint-Sépulcre construite sous Constantin. Cependant, les pèlerinages chrétiens continuent, bien qu'ils ne soient plus protégés par l'autorité contre les pillards occasionnels.
Un tremblement de terre, en 1033, détruit la mosquée qui est reconstruite par le calife Ali az-Zahir. C'est cette mosquée qui subsiste encore aujourd'hui et dont les inscriptions en mosaïque évoquent le nom de son reconstructeur et donnent le nom de la mosquée (al-majsid al-aqsa, l'oratoire le plus éloigné).

## Première période turque (1073-1098)
Plusieurs chefs musulmans attaquent et conquièrent, tour à tour, Jérusalem. En 1071, commence le siège de la ville menée par les Turcs seldjoukides de Atsiz ibn Abaq. Jérusalem tombe finalement en 1073. Atsiz ibn Abaq fait égorger le juge et des notables de Jérusalem. Cette exécution est suivie du massacre de 3 000 de ses habitants.
À partir de 1078, les Seldjoukides refusent pendant les deux décennies suivantes - contrairement à leurs prédécesseurs - le passage des pèlerins chrétiens à Jérusalem ; la première croisade est décidée par le pape Urbain II en 1095. Alors que cette dernière progresse vers Jérusalem, l'Empire seldjoukide se déchire pour la succession au trône. En août 1098, le vizir fatimide Iftikhâr al-Dawla parvient à reprendre la ville face au bey Soqman ibn Ortoq.

## Jérusalem, capitale du royaume latin de Jérusalem (1099-1187)

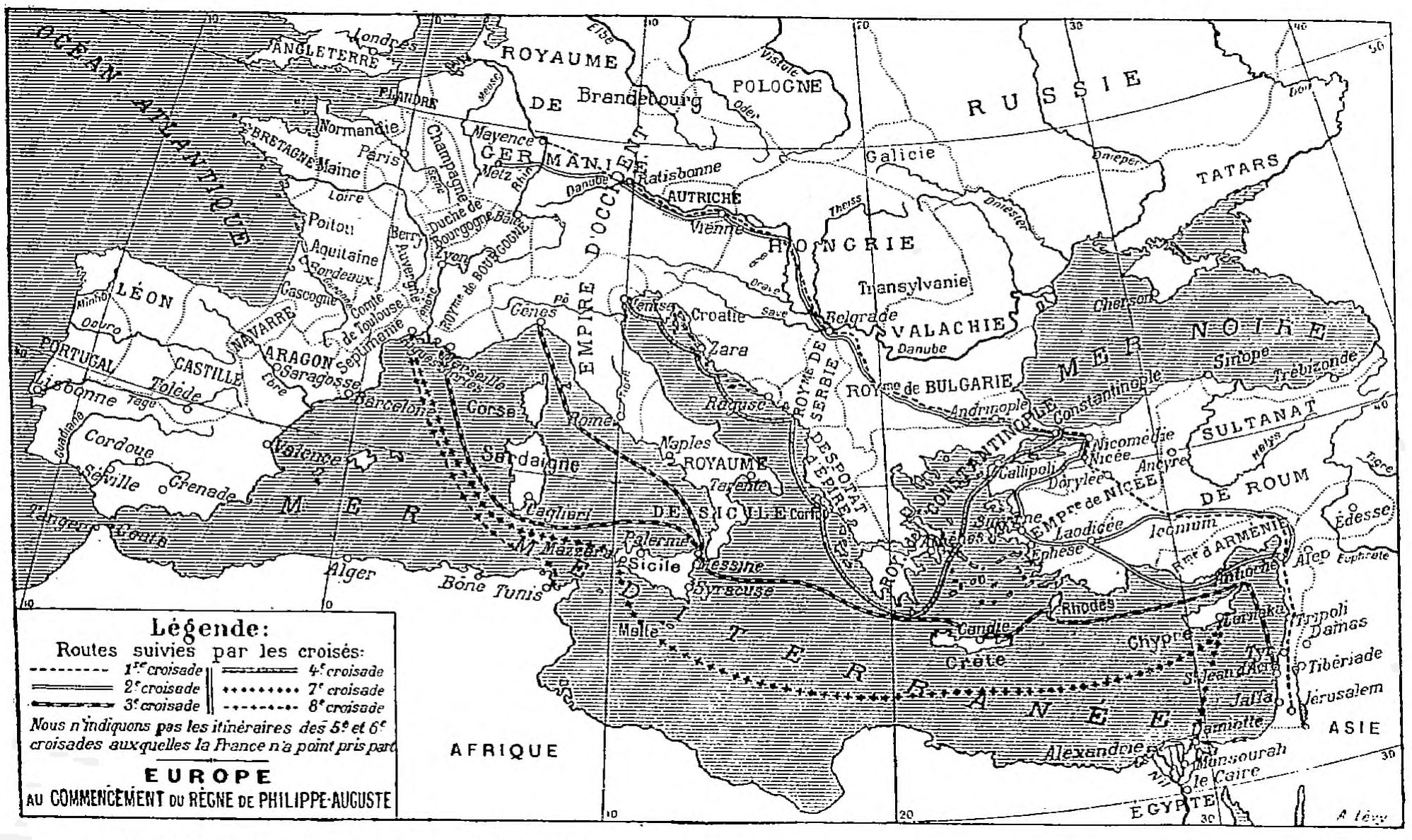
Carte (1922) de la 1re à la 8e croisade auxquelles la France a pris part.

La première croisade arrive ensuite en juin 1099 aux portes de Jérusalem, dont le siège aboutit à la prise de Jérusalem le 15 juillet, entraînant le massacre de la population. Les Juifs qui avaient participé à la défense de la ville se réfugient dans la synagogue qui est incendiée. La ville devient la capitale du royaume de Jérusalem aussi appelé « royaume franc de Jérusalem » et Godefroy de Bouillon prend le titre d’avoué du Saint-Sépulcre.
Les musulmans et les Juifs sont interdits d'établissement à Jérusalem tant que dure la domination des Croisés sur la ville,.

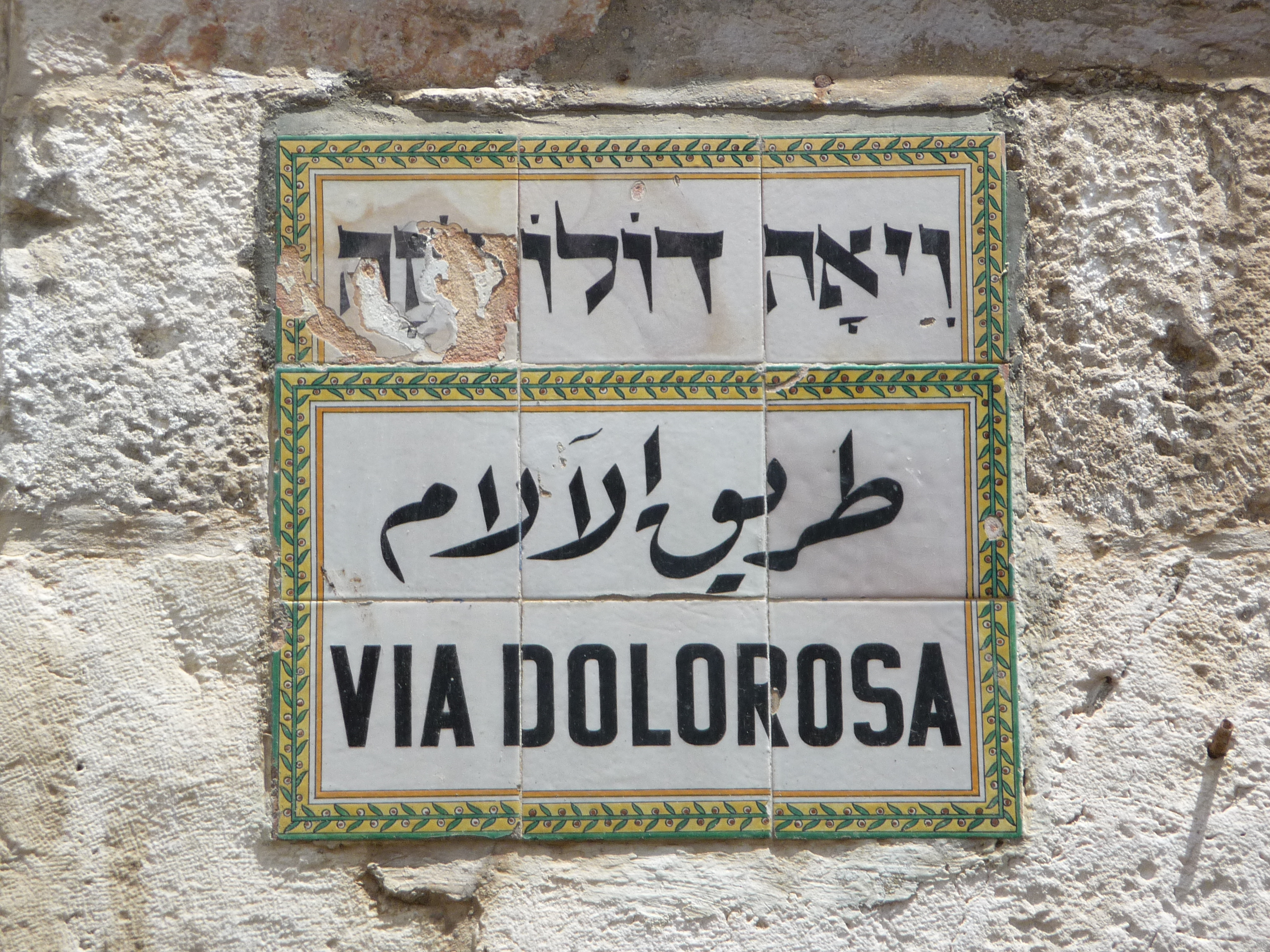
Rue du chemin de Jésus vers la crucifixion.

Les Francs agrandissent et transforment considérablement le Saint-Sépulcre qui avait été détruit en 1009 par le calife Al-Hakim. Ils reconnaissent la mosquée Al-Aqsa comme le templum Solomonis qui est donné en 1119 ou 1120 aux « pauvres chevaliers du Christ » reconnus en 1129 au concile de Troyes comme formant l'ordre du Temple. Quant au dôme du Rocher, il est reconnu comme le temple d'Hérode. Il est alors surmonté d'une croix, orné à l'intérieur d'images pieuses mais on y laisse les inscriptions arabes (et alors indéchiffrables) qui niaient la divinité de Jésus. C'est aussi à cette époque qu'est reconnu le chemin qu'aurait suivi Jésus pour monter au Calvaire, c'est-à-dire la Via Dolorosa (he. ויה דולורוזה ; ar. طريق الآلام). Le palais et les bâtiments royaux sont établis autour de la tour de David et de l’actuel quartier arménien. 
Jérusalem étant dépeuplée après les massacres ou l'exil des musulmans et des Juifs, le roi de Jérusalem fait appel vers 1115 à des colons syriens chrétiens pour la repeupler et en assurer la défense. Les pèlerinages donnent une nouvelle prospérité à Jérusalem au milieu du XIIe siècle et justifient la construction ou l'agrandissement de plusieurs hôpitaux dont celui des Hospitaliers de l'ordre de Saint-Jean de Jérusalem.
En 1177, à l'occasion d'un effondrement des murailles, sont entrepris d'importants travaux de refortification de la ville.

### Reconquête de Jérusalem par les musulmans
Sans qu'il soit facile d'en identifier les raisons, c'est vers le milieu du XIIe siècle que la sainteté de Jérusalem commence à marquer les discours musulmans.
En 1187, après que Renaud de Châtillon a attaqué, malgré une trêve conclue entre Saladin et le royaume de Jérusalem, les routes musulmanes de commerce et de pèlerinage, et a menacé d'effectuer un raid sur La Mecque à l'aide d'une flotte sur la mer Rouge, Saladin attaque les croisés, capture Châtillon lors de la bataille de Hattin (4 juillet 1187) et le fait exécuter. Lors de cette bataille, il fait également prisonnier le roi Guy de Lusignan, met le siège devant Jérusalem le 20 septembre 1187 et enfin s'empare de la ville le 2 octobre 1187. Il reprend rapidement toutes les cités croisées, Tyr exceptée.

## Période instable: du règne de Saladin au contrôle de Jérusalem par les Mamelouks (1187 - 1261)

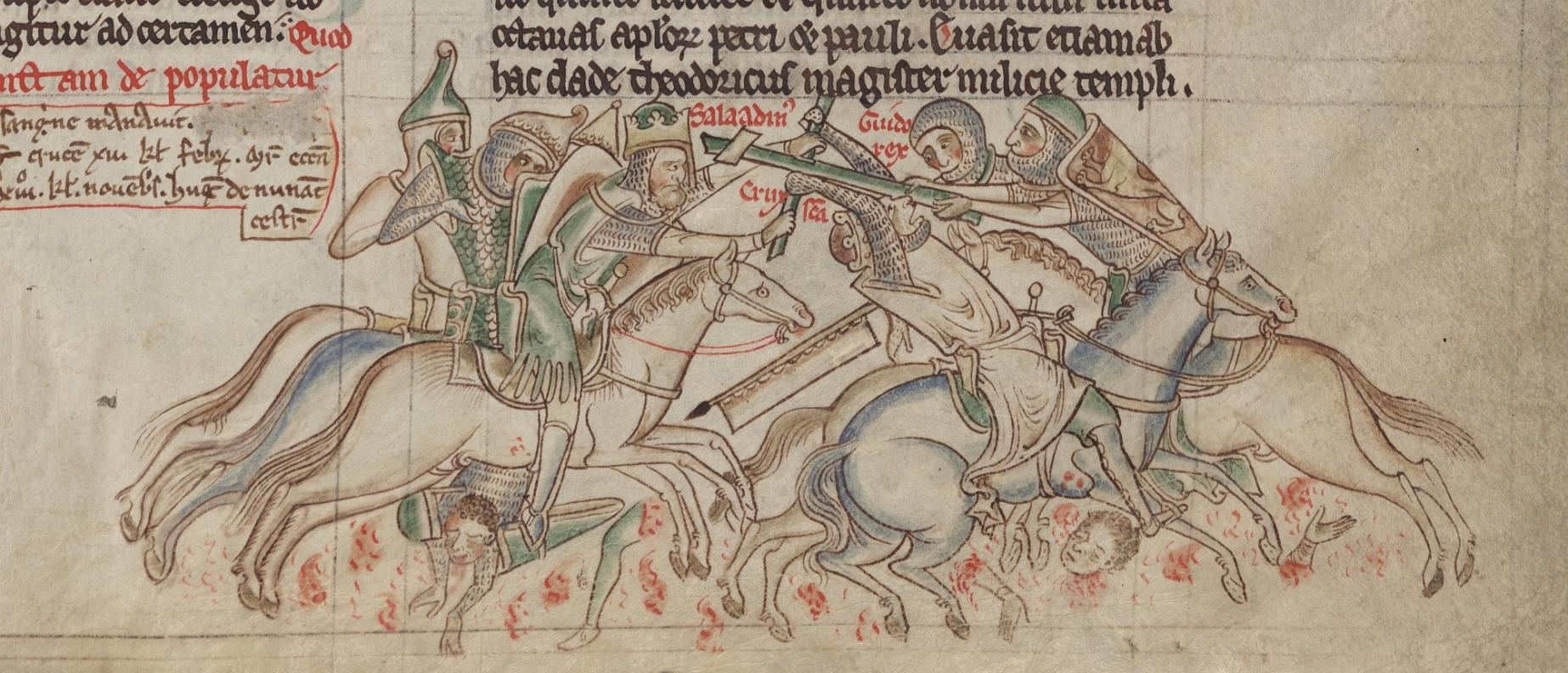
Saladin, scène de bataille, Matthieu Paris (XIIIe siècle). Metropolitan Muséum of Art de New-York.

Saladin permet aux chrétiens de quitter les villes conquises et de regagner la côte sains et saufs avec une partie de leurs biens, contre une rançon à payer par chaque personne ; ceux qui n'avaient pas les moyens de s'acquitter de cette rançon furent réduits en esclavage. À Jérusalem, il rend à l'islam l'église du Temple (mosquée Al-Aqsa), mais laisse aux chrétiens le Saint-Sépulcre et rend aux juifs le mur des Lamentations (Kotel) et leurs synagogues, dont l'accès leur avait été interdit par les Croisés. Cette mansuétude, qui contraste avec les massacres de 1078 et 1099, lui vaut l'image d'un « chevalier de l'islam » et un respect durable chez les chevaliers chrétiens, notamment Balian d'Ibelin qui négocia avec lui la reddition de Jérusalem.
Hattin et la chute de Jérusalem provoquent la troisième croisade, qui reprend Acre, mais pas Jérusalem. Saladin et Richard Cœur de Lion arrivent à un accord pour Jérusalem en 1192, aux termes duquel la cité reste musulmane mais est ouverte aux pèlerins chrétiens. 
Si Saladin ne fait guère construire de nouveaux monuments à Jérusalem, il y établit des institutions pérennes souvent dans des bâtiments existants telles qu'un hôpital et lieu d'enseignement de la médecine dans l'église Sainte-Marie-Majeure, des médersa dont une dans l'église Sainte-Anne, des bains publics dont celui de la piscine de Mamilla ou encore les waqfs.
Les pèlerins musulmans reviennent à Jérusalem, avant de continuer leur route vers Médine et La Mecque. Certains, dont de nombreux Maghrébins, s'y établissent et apportent une nouvelle prospérité à Jérusalem.
Saladin puis ses successeurs et particulièrement Malik al-Mu'azzam Musa entreprennent de renforcer et d’agrandir les remparts de la ville qui englobent alors le mont Sion. Mais, la cinquième croisade menaçant Jérusalem et de peur que les Francs ne puissent soutenir un long siège s'ils reprenaient la ville, Malik al-Mu'azzam Musa en fait démanteler les fortifications en 1219.    
Avec la sixième croisade, Jérusalem redevient franque en 1229 après l'accord conclu pour dix ans et demi entre Frédéric II du Saint-Empire et le sultan d'Égypte Al-Kâmil. Seuls, les lieux saints du Haram ach-Charif échappent à la suzeraineté de Frédéric II. Il est aussi interdit aux Francs de reconstruire les remparts. 
En 1239, la ville est reprise par l'ayyoubide An-Nasir Dâ'ûd. Ce dernier ne tente pas de la conserver, mais détruit simplement les fortifications et la Tour de David,. Elle est pillée par des troupes turques en 1244. Finalement, Jérusalem repasse sous le contrôle du sultan d'Égypte Malik al-Salih Ayyoub.
- Cartes de Jérusalem au XIIIe

Cartes de Jérusalem au
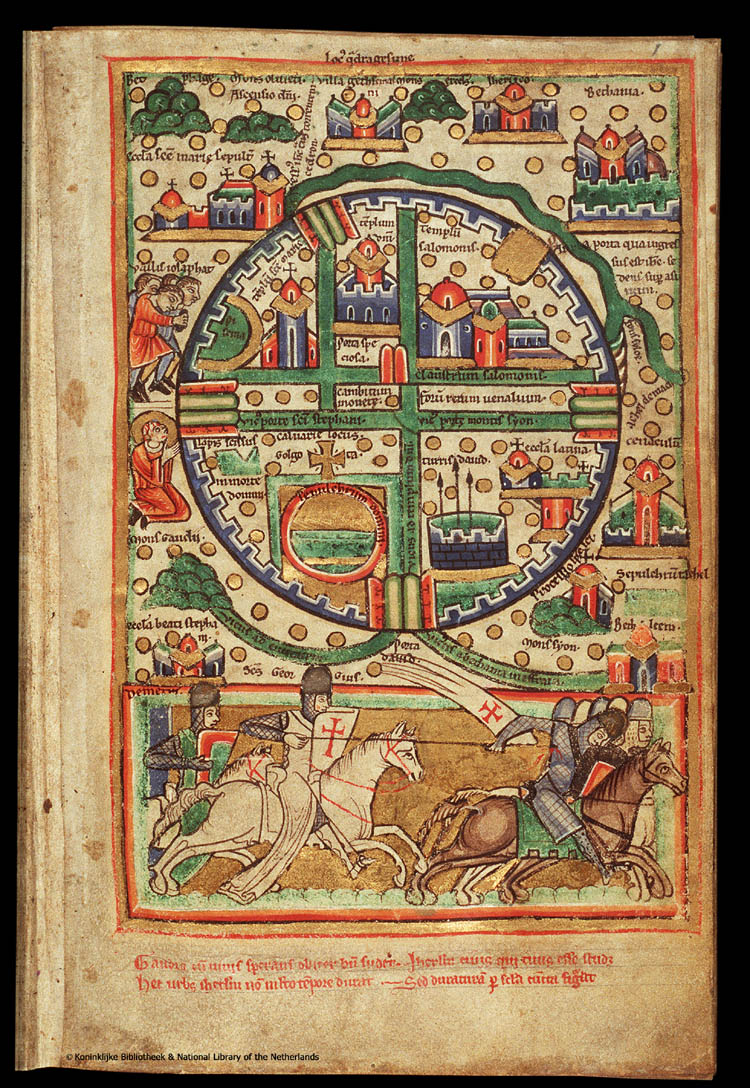
1200-50
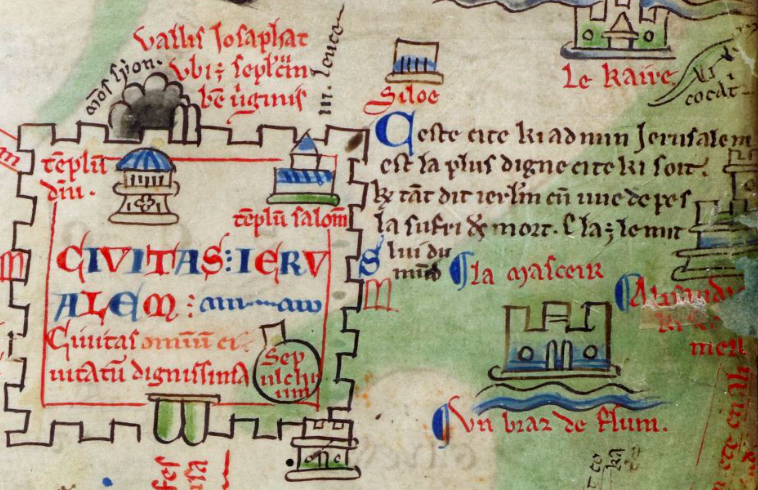
1250

## Règne des Mamelouks (1261 - 1516)

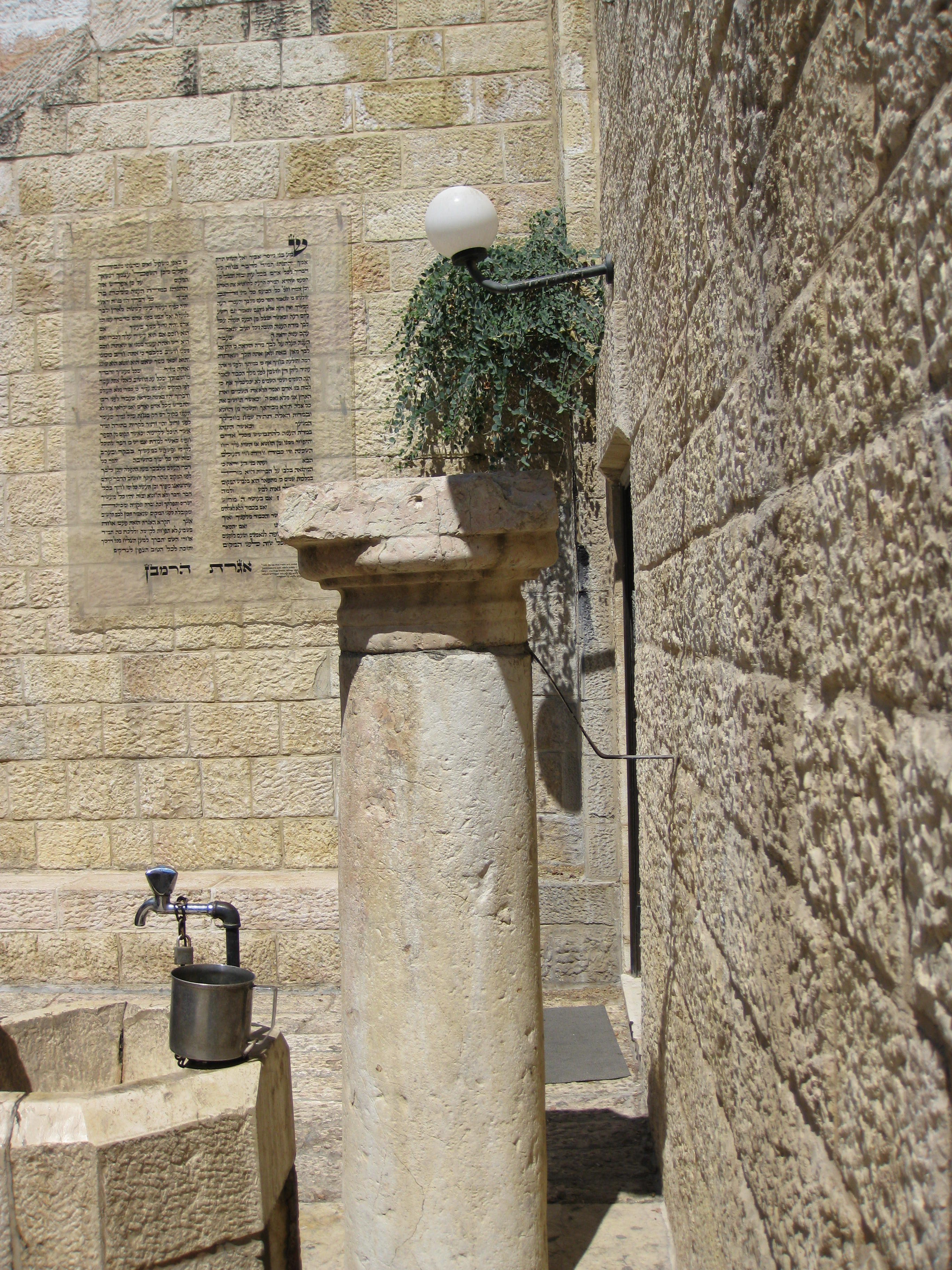
Extérieur de la synagogue du Ramban (XIIIe siècle)

Après leur victoire contre les Mongols lors de la bataille d'Aïn Djalout, les Mamelouks prennent le contrôle de Jérusalem pour plus de deux siècles et pour près de sept siècles, les Turcs domineront la Ville sainte. Les souverains mamelouks puis ottomans tinrent à enrichir le Noble Sanctuaire sans bouleverser la ville et à assurer l'entretien de son approvisionnement en eau. Jérusalem connaît la prospérité à l'époque mamelouke sauf autour des années 1400. Un grand nombre de chantiers, principalement d'institutions pieuses mais aussi d'immeubles de rapport, d’entrepôts, de boutiques, de bains publics, sont menés. L'espace demeuré peu construit autour du Noble Sanctuaire est urbanisé au XIVe siècle.  
En 1267, Nahmanide ou Ramban crée la synagogue qui porte toujours son nom, à l'origine du retour des juifs dans cette cité après les massacres de la première croisade. En 1342, les Mamelouks autorisent les Frères mineurs à s'y réinstaller. Les pèlerinages peuvent reprendre. L'objet initial des croisades a donc fini par aboutir avec ce retour au statu quo ante.
En 1496, l'historien arabe Mujir al-Din (en) dénombre dans Jérusalem une vingtaine d'églises et une seule synagogue proche d'une mosquée.
- Cartes de Jérusalem, XIVe au XVe

Cartes de Jérusalem, au
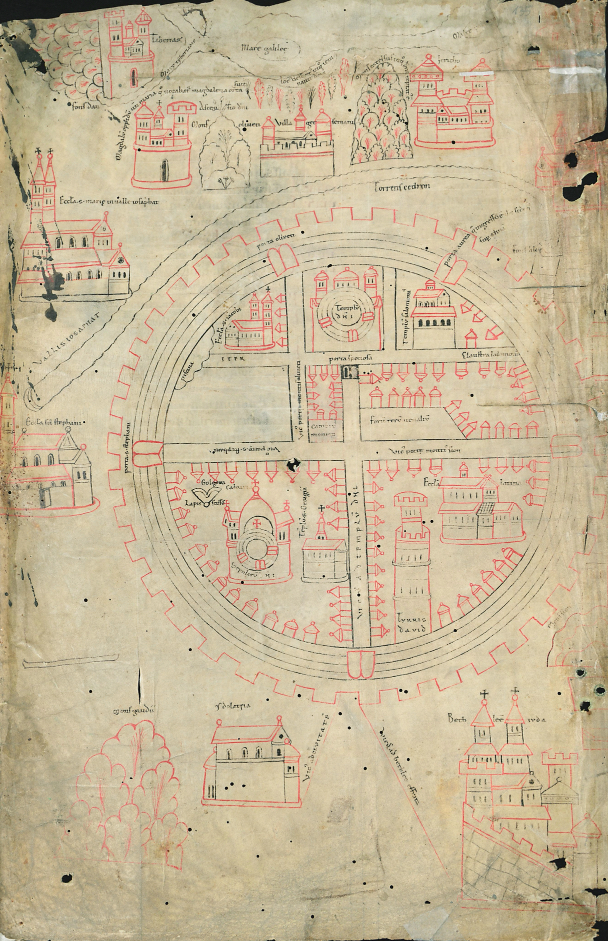
Années 1300
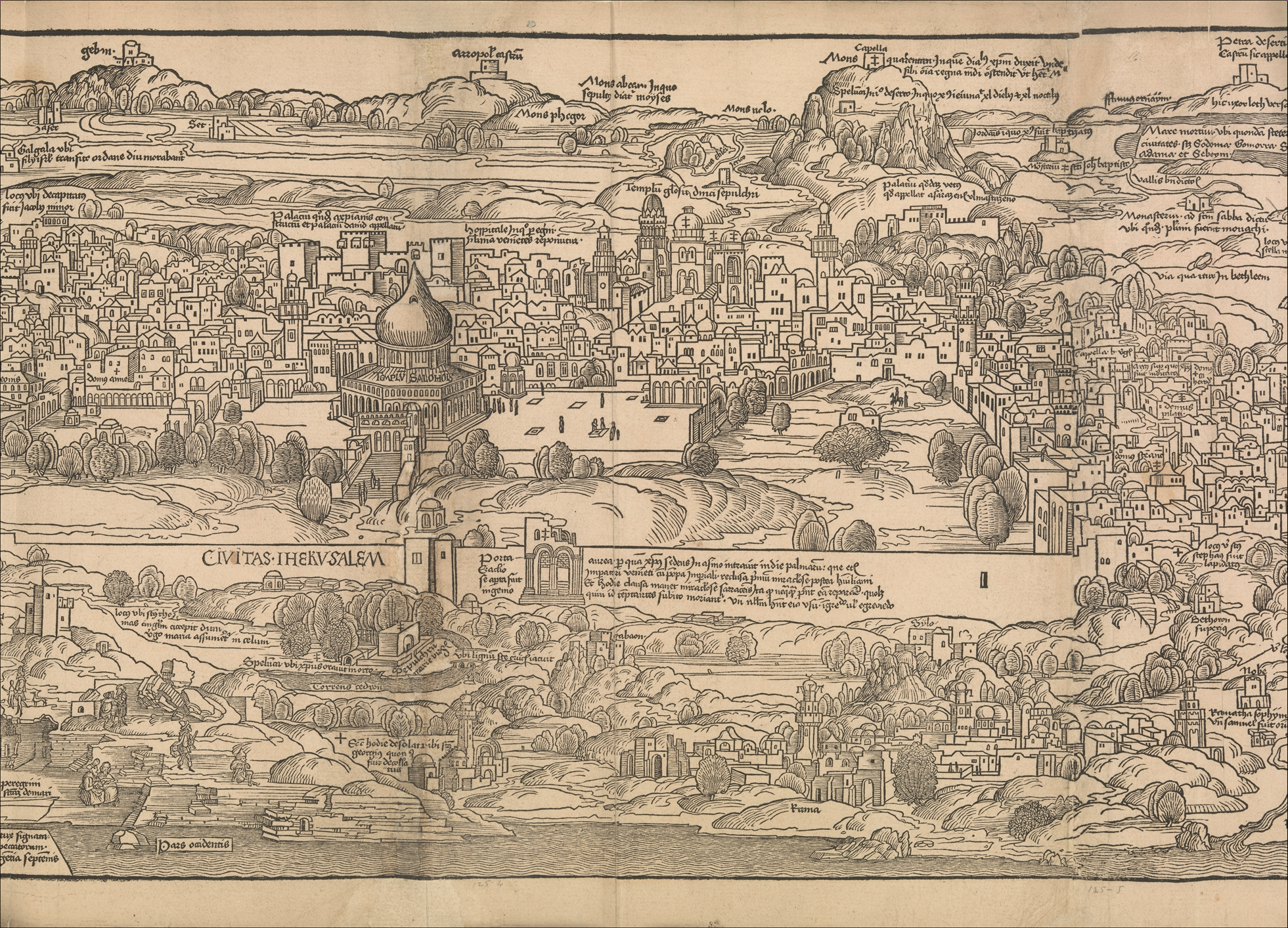
1483–86
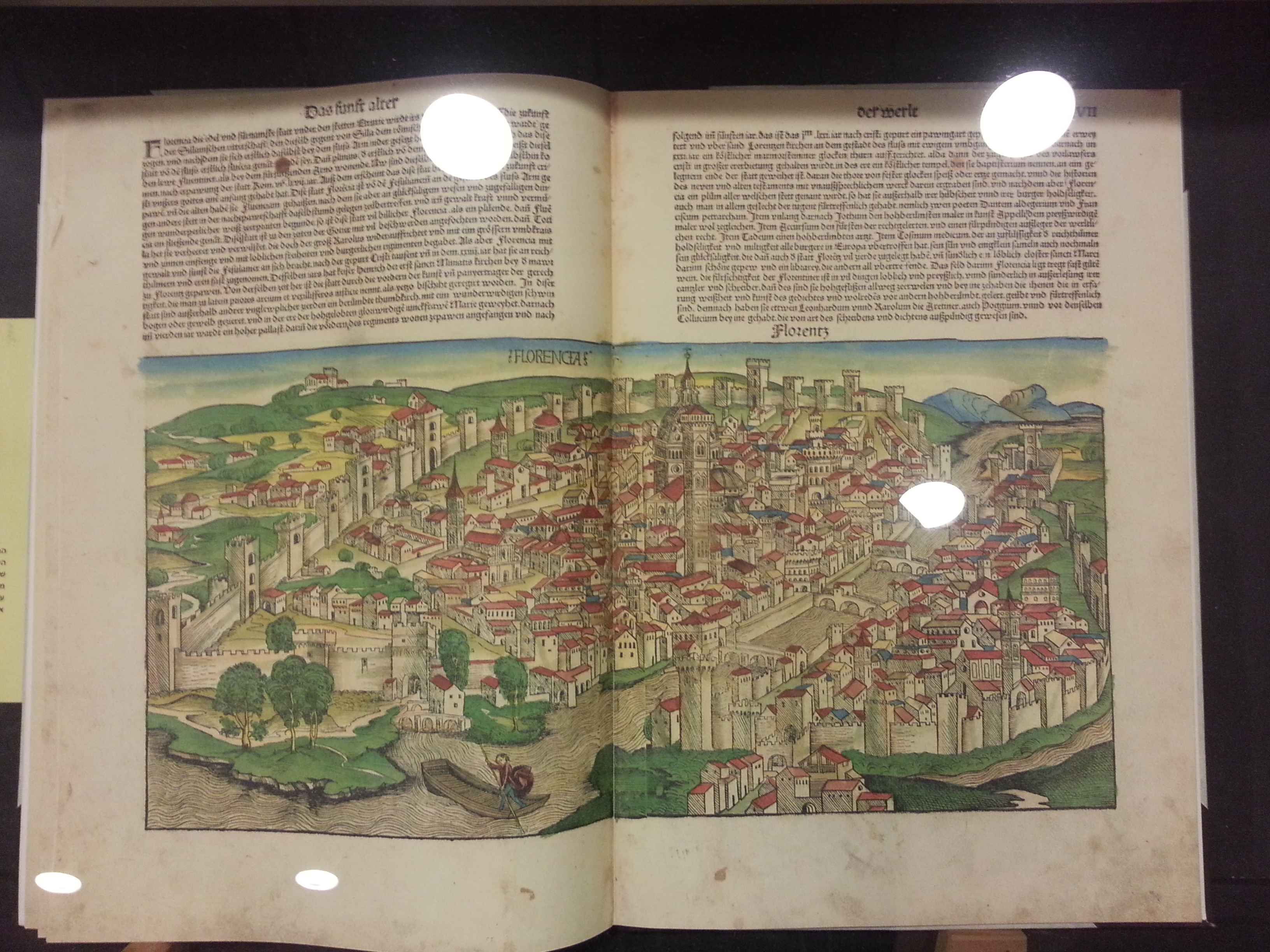
1493

## Période de l’occupation ottomane (1516-1917)

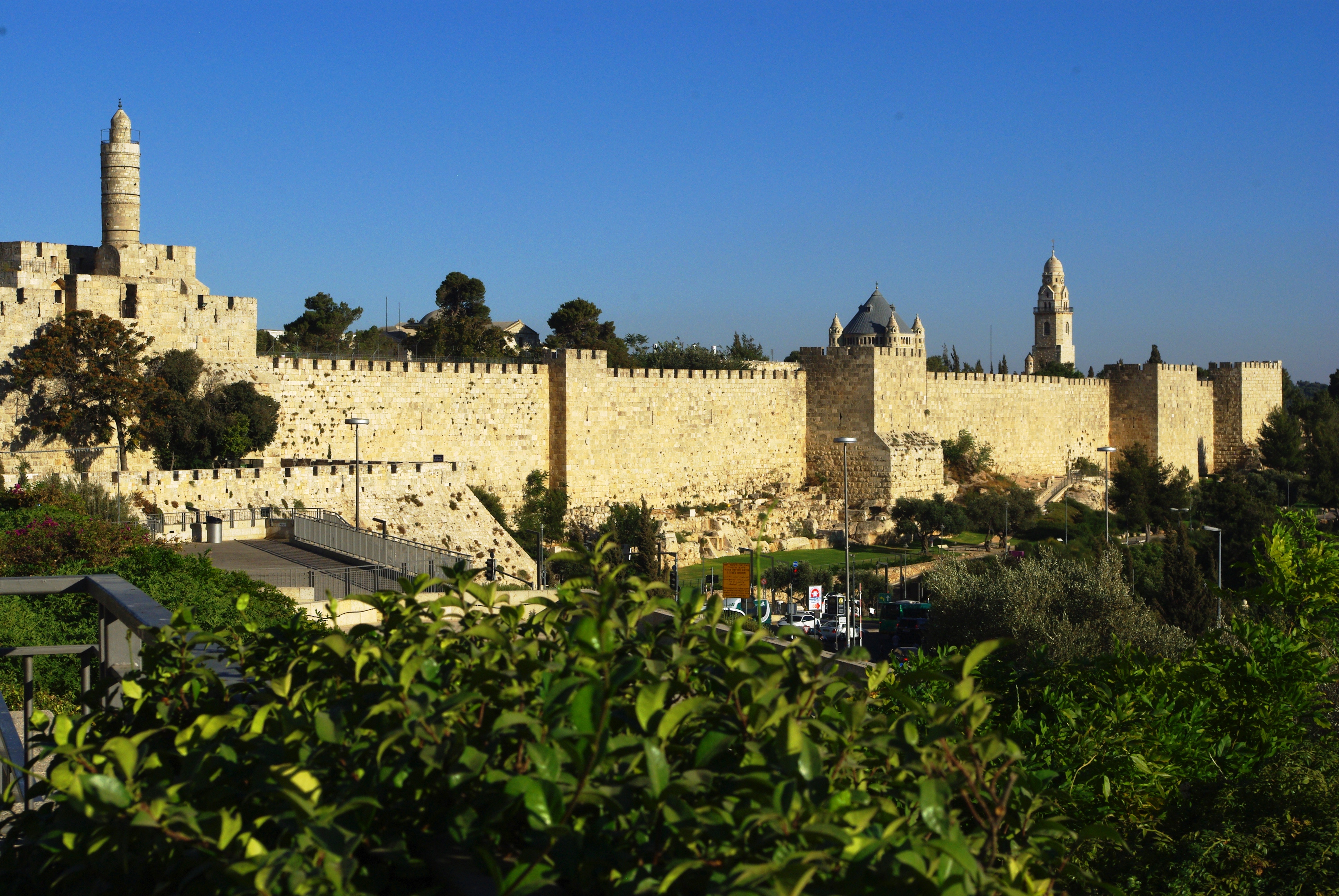
Les murailles de Soliman le Magnifique (XVIe siècle).

Le 29 décembre 1516, Sélim Ier fait son entrée à Jérusalem et la ville passe sous domination ottomane. Son fils Soliman le Magnifique pourvoit la ville d'aqueducs, de portes et de murs construits entre 1537 et 1540, qui existent encore aujourd'hui, et donne à la vieille cité l'aspect qu'elle a gardé pendant quatre siècles. Après sa mort, la ville entre dans une période de statu quo qui dure trois siècles ; Jérusalem reste une ville de province gouvernée non plus du Caire mais de Constantinople. Les pèlerinages latins sont peu nombreux depuis la fin des croisades et la communauté grecque orthodoxe, dont les sujets sont ottomans, acquiert une position plus forte dans les Lieux saints.
Le recensement ottoman de 1553-1554 fait état de 2 724 chefs de famille soit, selon Vincent Lemire, près de 14 000 habitants. Le détail indique 15 % de chrétiens et 12 % de juifs. En 1572, la proportion de juifs avait baissé à 4,5 % et la communauté juive de Safed en Galilée était plus importante et plus influente.  
Sous les Mamelouks comme sous les Ottomans, Jérusalem restait à l'échelon inférieur de l'administration provinciale. À l'époque ottomane, c'est le gouverneur de l'eyalet de Damas qui nommait pour un an renouvelable le chef du sanjak (district) de Jérusalem. Toutefois, Jérusalem, en tant que ville sainte, bénéficie d'exemptions fiscales et de service militaire.   

En 1555, Charles Quint obtient de reconstruire la chapelle du Saint-Sépulcre, qui devient ainsi propriété latine.

Cartes de Jérusalem : XVIe siècle au XVIIIe siècle
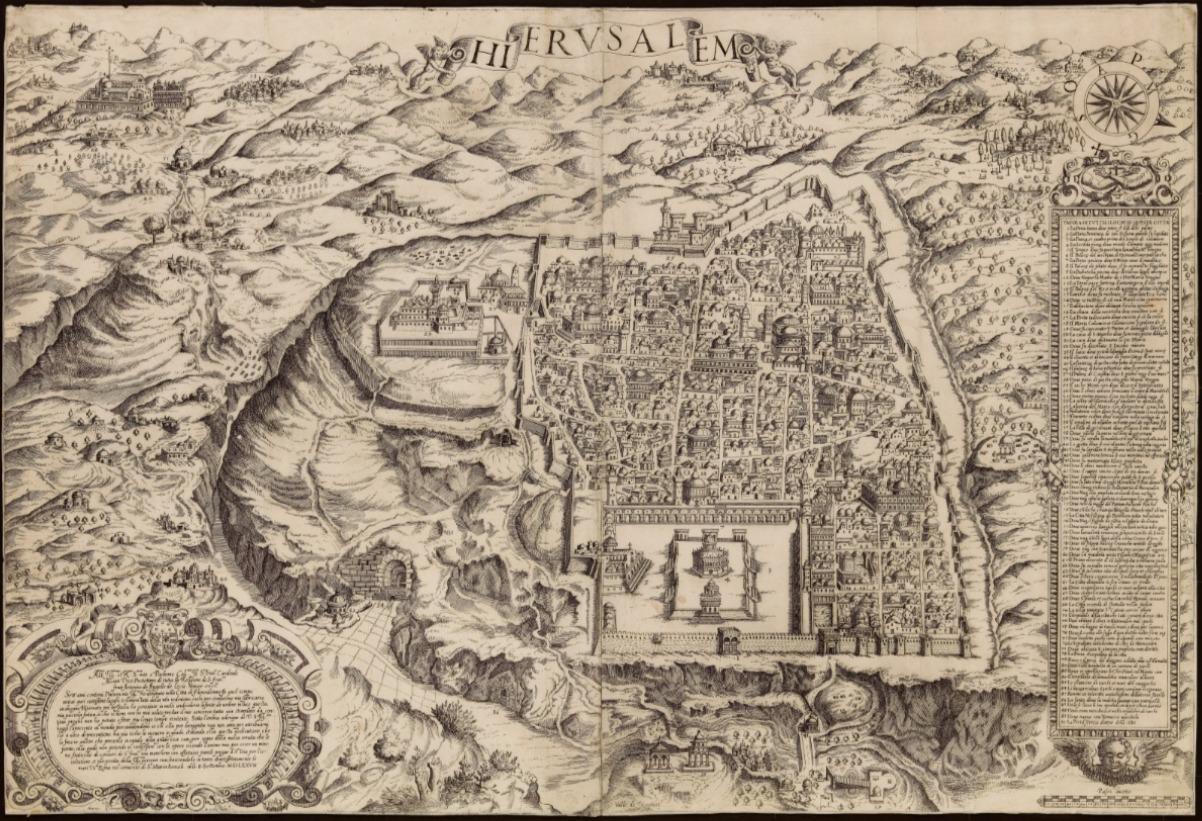
1578
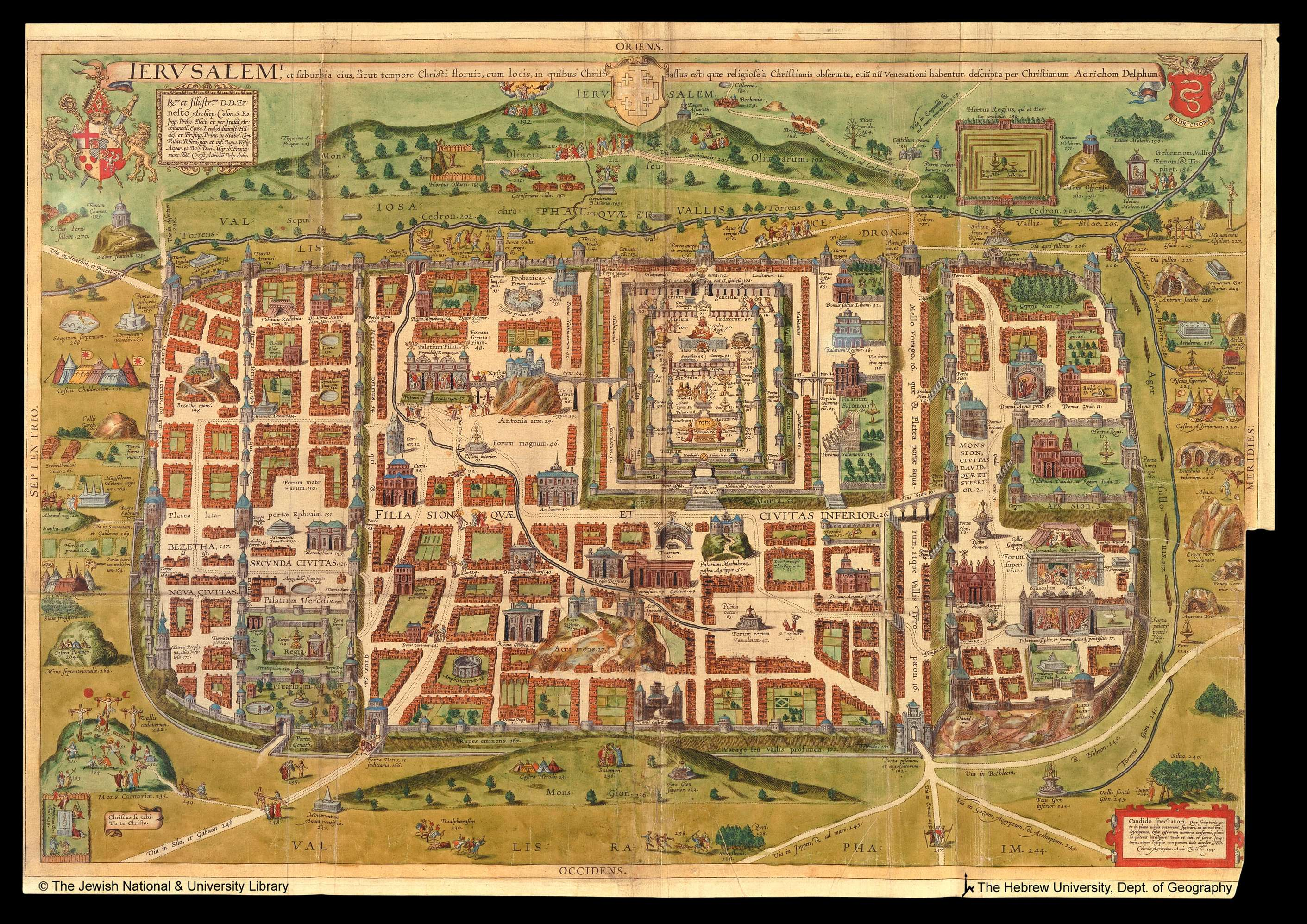
1584
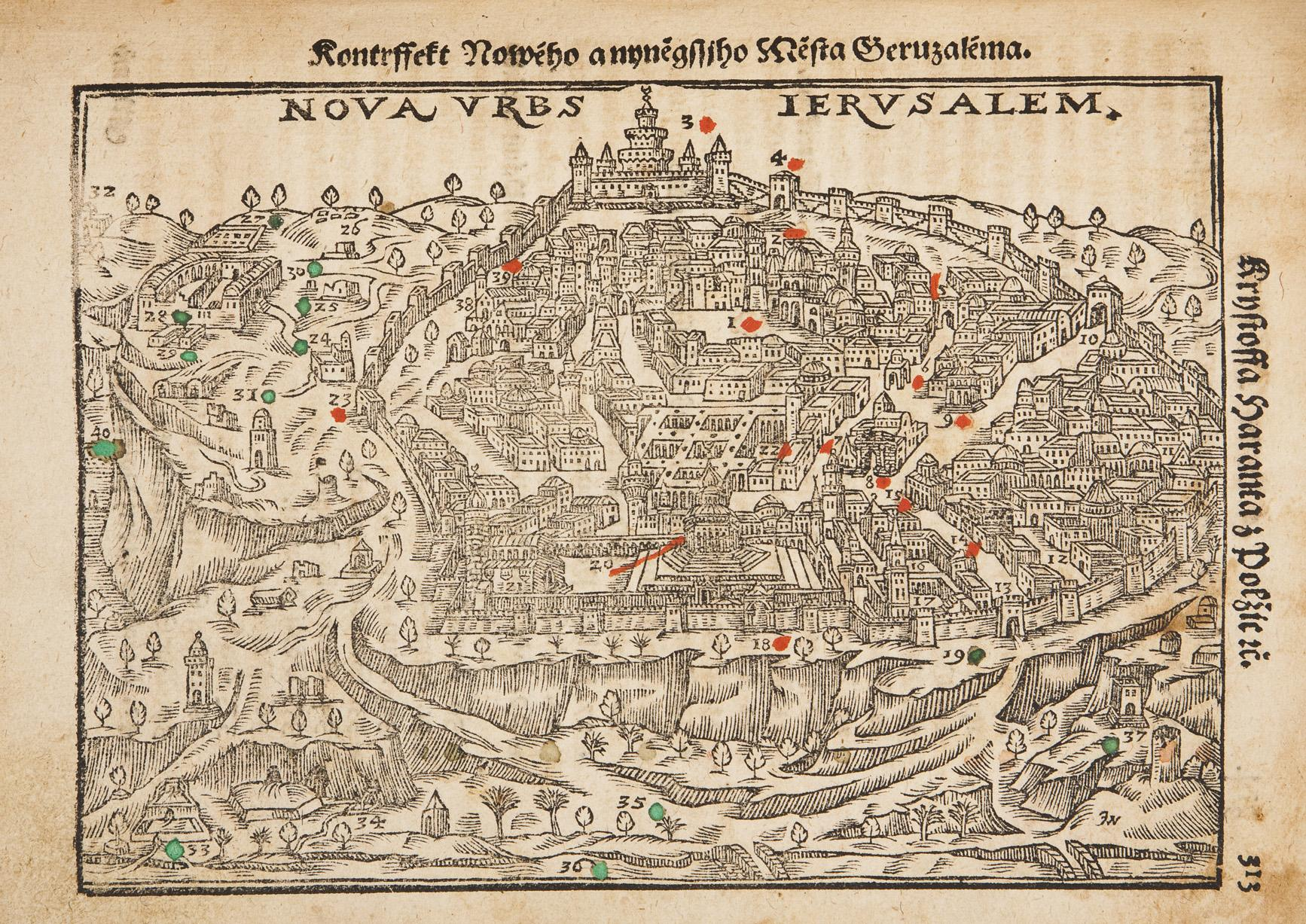
1608
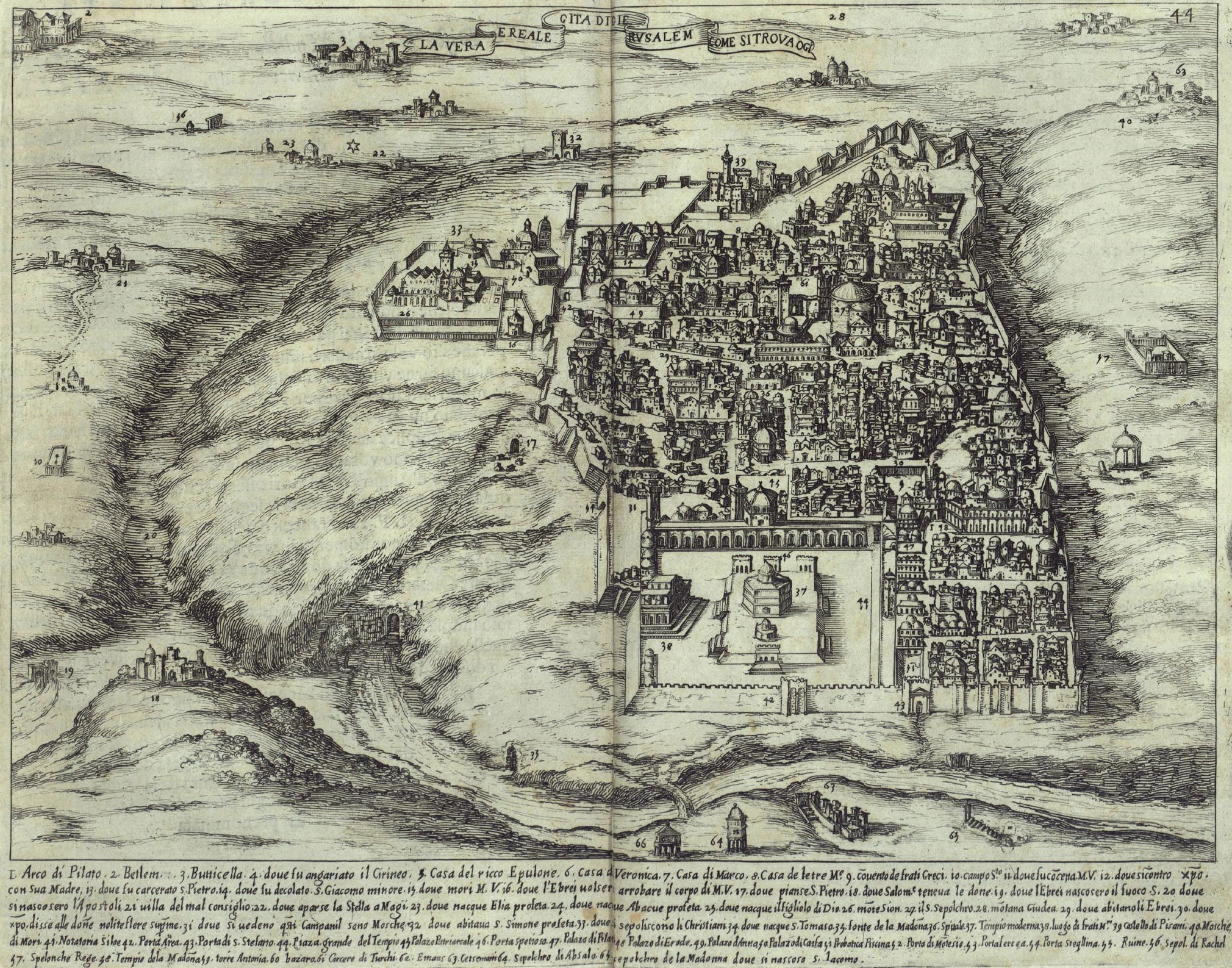
1620
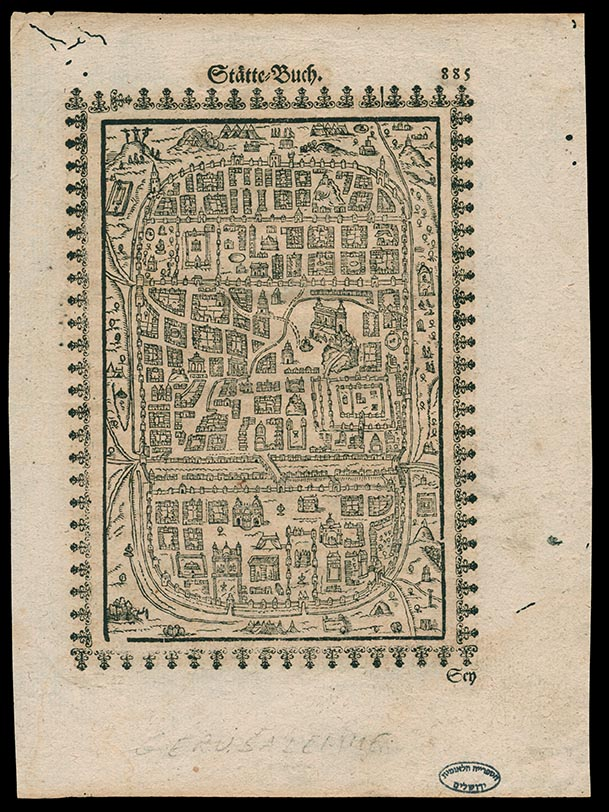
1658
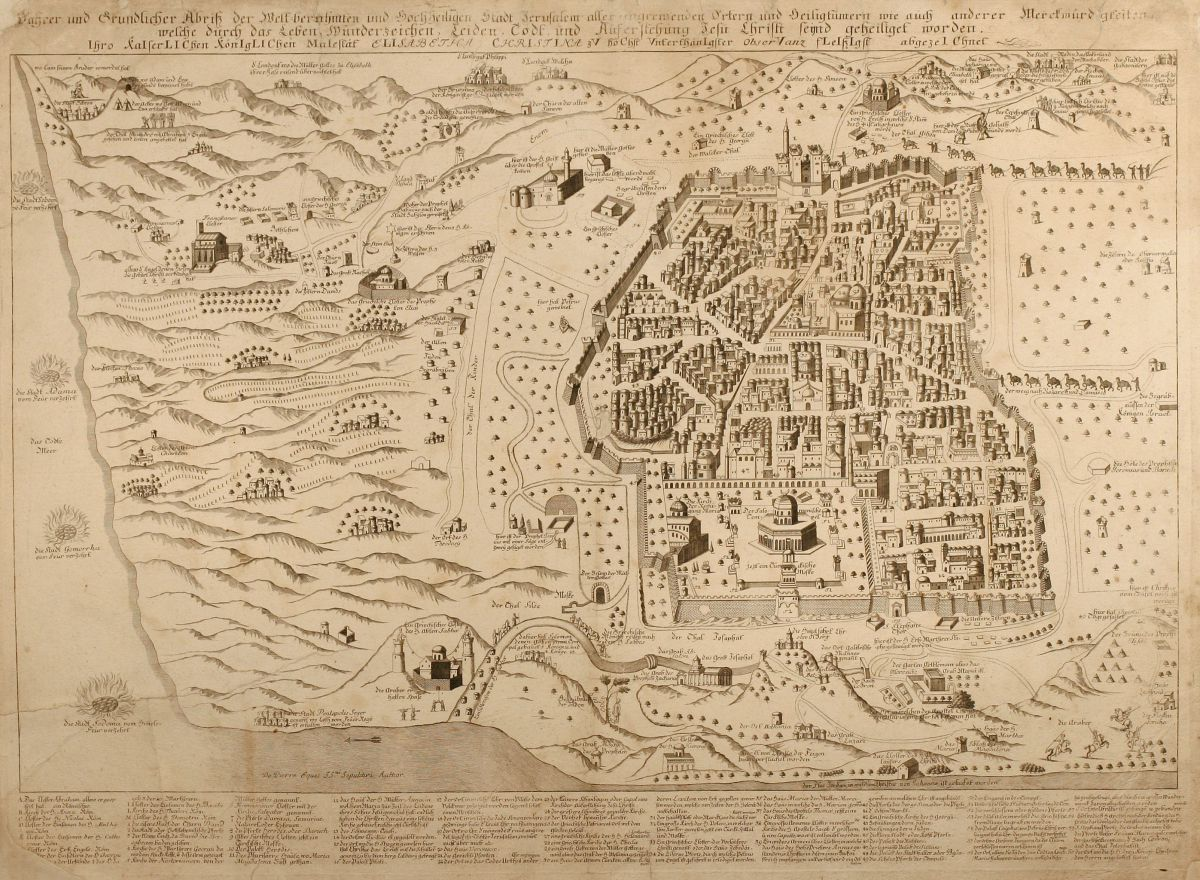
1728
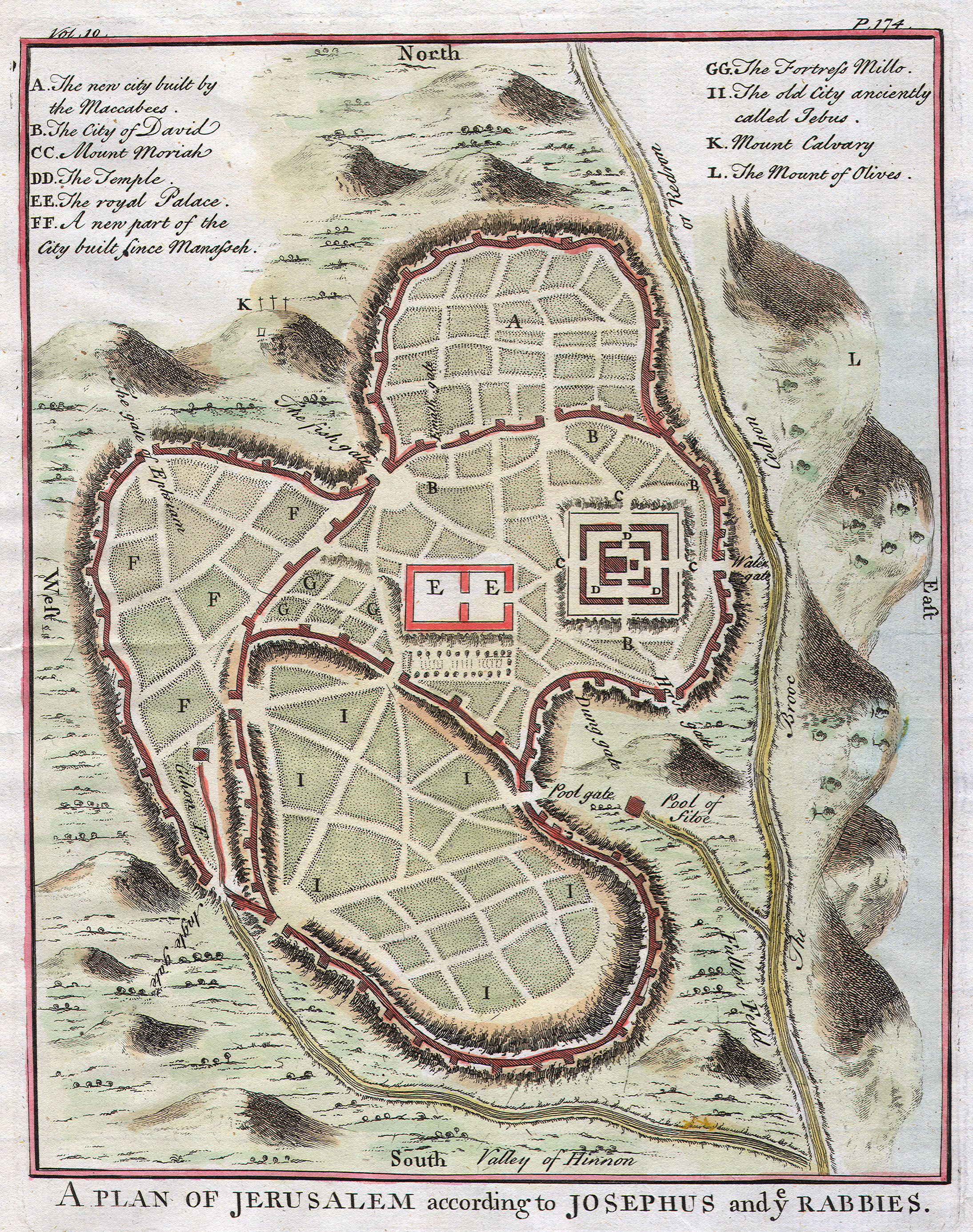
1730

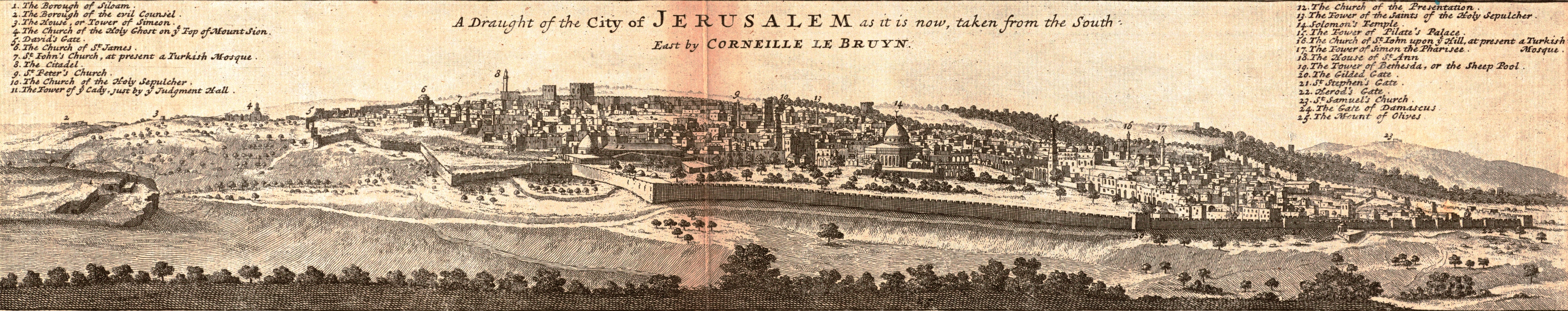
« Dessin de la ville de Jérusalem telle qu'elle est maintenant, vue du sud-est » par C. Le Bruyn et H. Moll (1752).

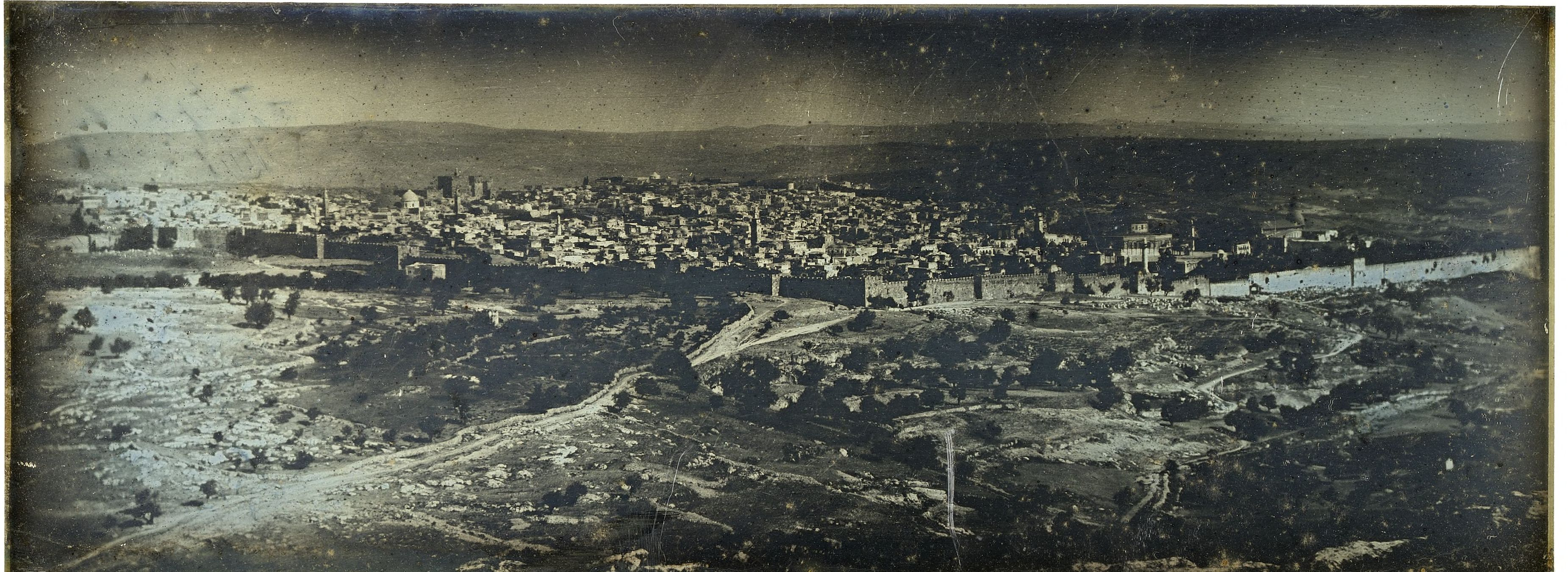
Une des plus anciennes photographies de Jérusalem par Girault de Prangey (1842-1944)

En 1806, François-René de Chateaubriand séjourne une semaine à Jérusalem, dont il compare, dans son Itinéraire de Paris à Jérusalem « les maisons à des prisons ou des sépulcres » et dont il trouve les rues désertes. Sa vision est proprement « morbide » : 

« Pour tout bruit dans la cité déicide, on entend par intervalles le galop de la cavale du désert, c'est le janissaire qui apporte la tête du Bédouin ou qui va piller le fellah ». 

Il note aussi : 

« Tandis que la nouvelle Jérusalem sort ainsi du désert, brillante de clarté, jetez les yeux entre la montagne de Sion et le Temple ; voyez cet autre petit peuple qui vit séparé du reste des habitants de la cité. Objet particulier de tous les mépris, il baisse la tête sans se plaindre ; il souffre toutes les avanies sans demander justice ; il se laisse accabler de coups sans soupirer » 

Il indique également que l'accès à l'esplanade des Mosquées est défendu à tout chrétien sous peine de mort.

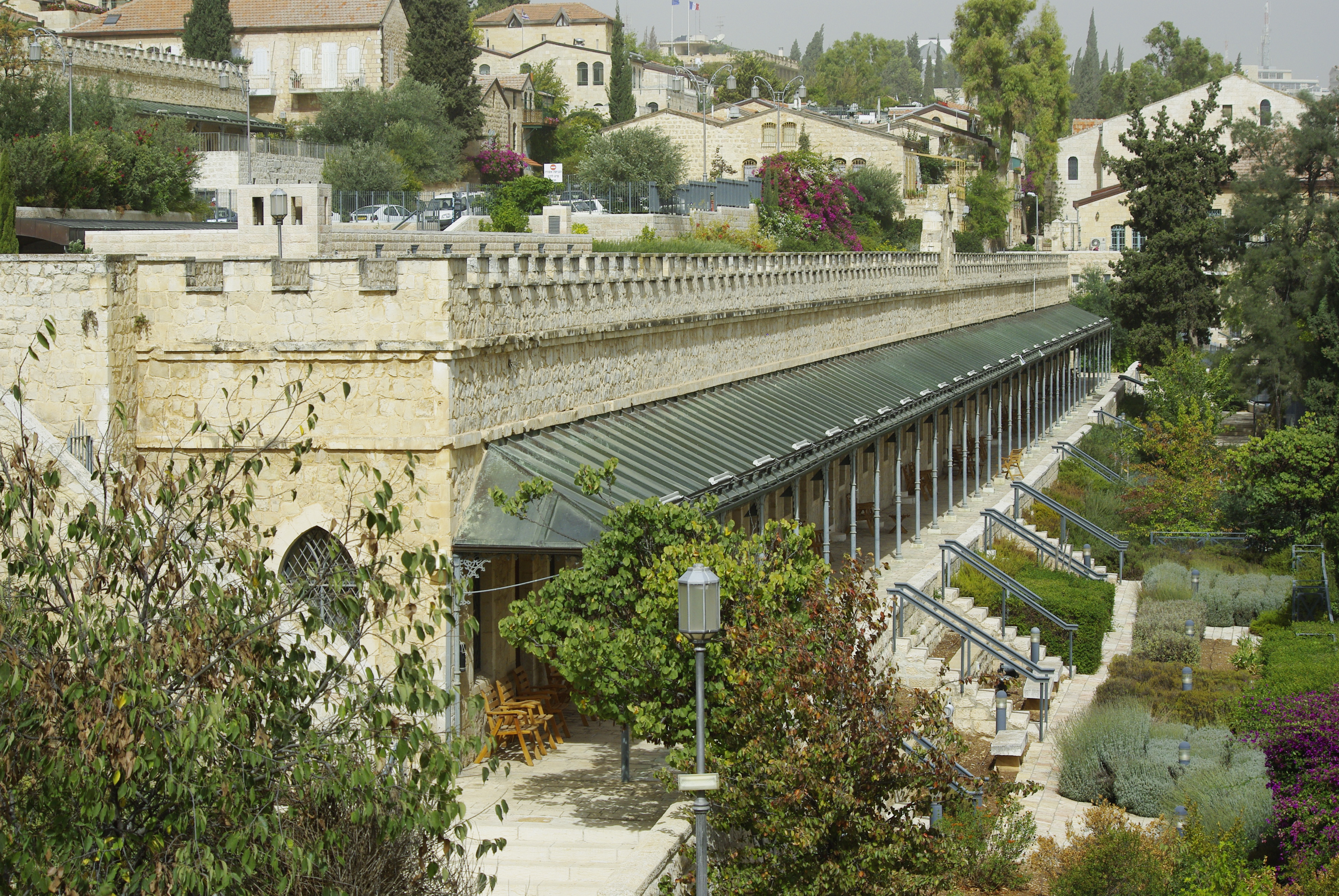
Bâtiment de Mishkenot Sha'ananim (1860), à l'origine du quartier de Yemin Moshé.

De 1831 à 1840, Jérusalem est occupée par les armées du vice-roi d'Égypte, Méhémet Ali, et la Grande-Bretagne en profite pour y installer en 1839 le premier consulat européen, suivie par la Prusse, la Sardaigne, la France, l'Autriche et la Russie entre 1842 et 1857. Ces consulats témoignent d'une influence accrue des puissances européennes.

Dans son Voyage en Orient, entre 1832 et 1833, Lamartine apporte son témoignage sur Jérusalem : 
« ... si l’on y regarde avec plus d’attention, on sent que ce n’est plus en effet qu’une belle vision de la ville de David et de Salomon. Aucun bruit ne s’élève de ses places et de ses rues ; il n’y a plus de routes qui mènent à ses portes de l’orient ou de l’occident, du midi ou du septentrion ; il n’y a que quelques sentiers serpentant au hasard entre les rochers...»
« C’est bien là que Sion était assise ; site bizarre et malheureux pour la capitale d’un grand peuple : c’est plutôt la forteresse naturelle d’un petit peuple chassé de la terre, et se réfugiant avec son temple, sur un sol que nul n’a intérêt à lui disputer ; sur des rochers qu’aucunes routes ne peuvent rendre accessibles, dans des vallées sans eau, dans un climat rude et stérile, n’ayant pour horizon que les montagnes calcinées par le feu intérieur des volcans, les montagnes d’Arabie et de Jéricho, et qu’une mer infecte, sans rivage et sans navigation, la Mer-Morte ! »

« Voilà la Judée, voilà le site de ce peuple dont le destin est d’être proscrit à toutes les époques de son histoire, et à qui les nations ont disputé même cette capitale de ses proscriptions, jetée, comme un nid d’aigle, au sommet de ce groupe de montagnes : et cependant ce peuple portait avec lui la grande idée de l’unité de Dieu, et ce qu’il y avait de vérité dans cette idée élémentaire suffisait pour le séparer des autres peuples, et pour le rendre fier de ses proscriptions et confiant dans ses doctrines providentielles »
En 1845, le consul de Prusse à Jérusalem évalue la population de la ville à 15 510 âmes dont 7 120 Juifs.   

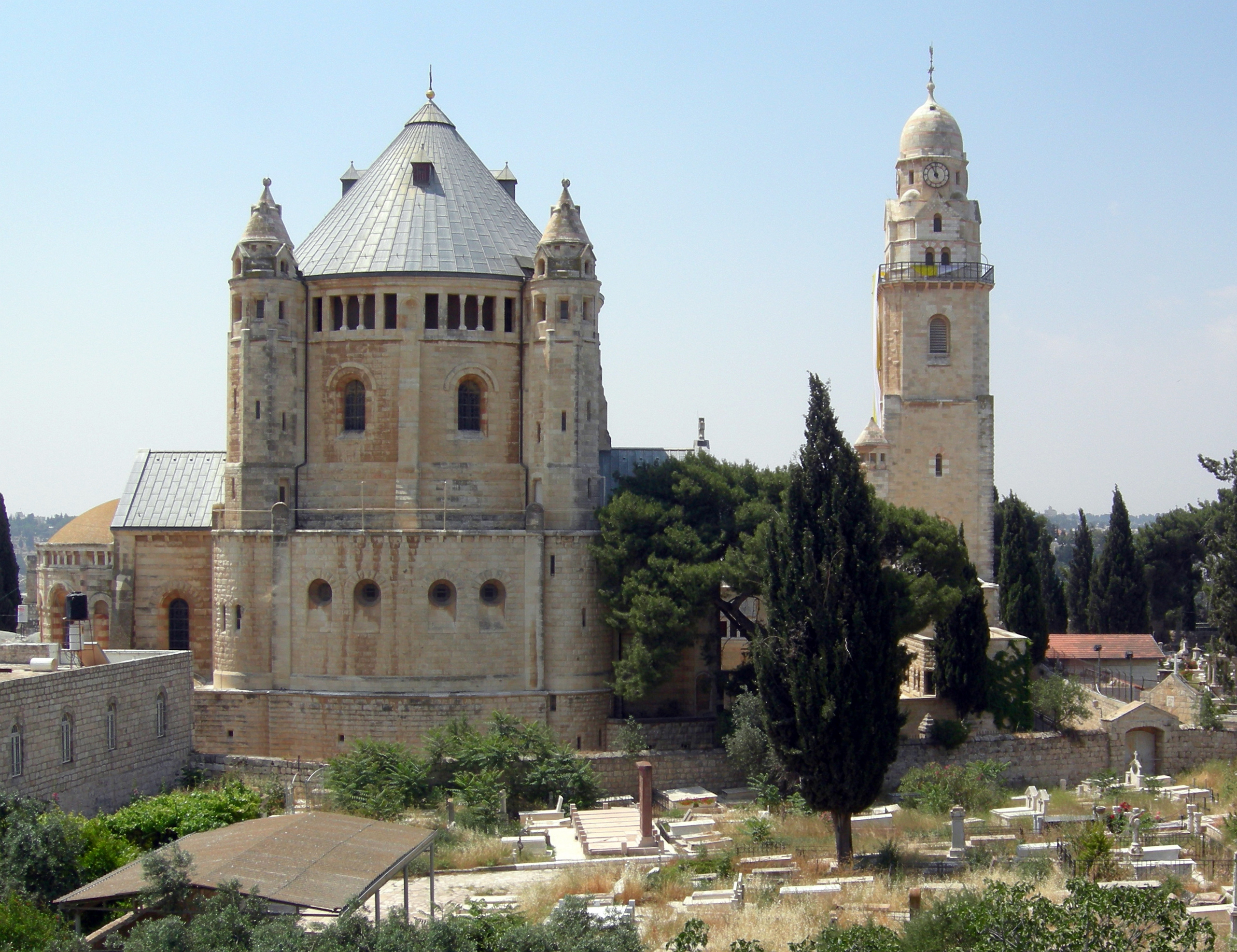
Église de la Dormition (1900-1910).

C'est en 1853 que pour la première fois, une carte allemande à destination des pèlerins divise la vieille ville de Jérusalem entre quatre quartiers musulman, juif, chrétien et arménien. En fait, ces quartiers sont mixtes. En novembre 1855, sous l'impulsion de Moïse Montefiore sont construites les premières maisons hors de l'enceinte de la vieille ville, formant ce qui s'appellera le quartier de Yemin Moshé, toujours dominé par le moulin de Montefiore érigé en 1857. Elles sont destinées aux Juifs qui habitaient dans la vieille Ville, dans un quartier surpeuplé aux conditions d'hygiène déplorables.

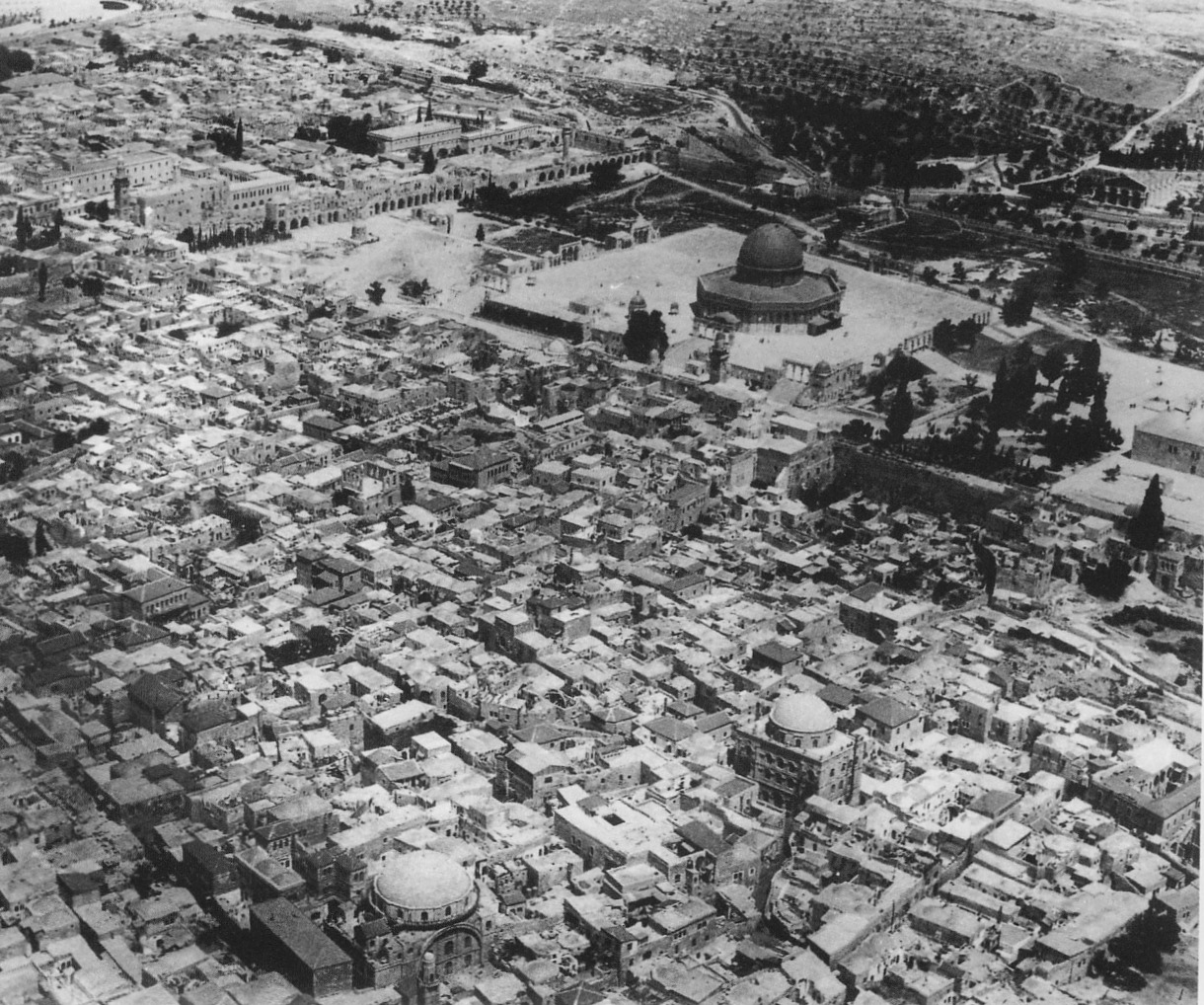
La vieille ville (1937) : au fond, le dôme du Rocher. Le quartier juif au bas de l'image. Le quartier Mughrabi au centre (détruit par les Israéliens en juin 1967), accolé au mur des Lamentations à droite du centre. Les deux grands dômes sont les synagogues Hurva et Tiferet Yisrael (détruites par la Légion arabe en 1948).

Dans un article publié en 1854 dans le New-York Herald Tribune, Karl Marx écrit : 
« la population sédentaire de Jérusalem compte environ 15 500 âmes, dont 4 000 musulmans et 8 000 juifs. 
Les Musulmans, qui forment environ un quart de l’ensemble et se composent de Turcs, d’Arabes et de Maures, sont, bien entendu, les maîtres à tous égards, car ils ne sont nullement affectés par la faiblesse de leur gouvernement à Constantinople. 

Rien n’égale la misère et les souffrances des Juifs de Jérusalem, qui habitent le quartier le plus sale de la ville, appelé hareth-el-yahoud, le quartier de la saleté, entre Sion et Moriah, où se trouvent leurs synagogues – objets constants de l’oppression et de l’intolérance des Musulmans, insultés par les Grecs, persécutés par les Latins, et ne vivant que des maigres aumônes transmises par leurs frères européens. »
La seconde partie du XIXe siècle voit une lutte d'influence des grandes puissances européennes : les Russes construisent notamment de nombreux bâtiments dans le cadre de la Mission orthodoxe russe de Jérusalem ainsi que l'église Sainte-Marie-Madeleine, les Allemands la Dormition. Simultanément, l'immigration juive s'accélère et en 1880, les 17 000 Juifs de la ville y sont majoritaires. 
La seconde moitié du XIXe siècle voit la modernisation de l'infrastructure de la ville et de son administration et son essor démographique. Une municipalité « mixte et intercommunautaire » est instituée à partir des années 1860. En 1872, la ville devient la capitale d'une province ottomane séparée, le moutassarifat de Jérusalem directement rattaché à Constantinople. En 1892, elle voit arriver le chemin de fer de Jaffa à Jérusalem (en). La population passe de 10 000 habitants vers 1800, à 15 000 en 1850 puis 70 000 en 1914 (dont 56 % de Juifs) et en 1897, près de la moitié de la population est établie à l'extérieur des murailles. 

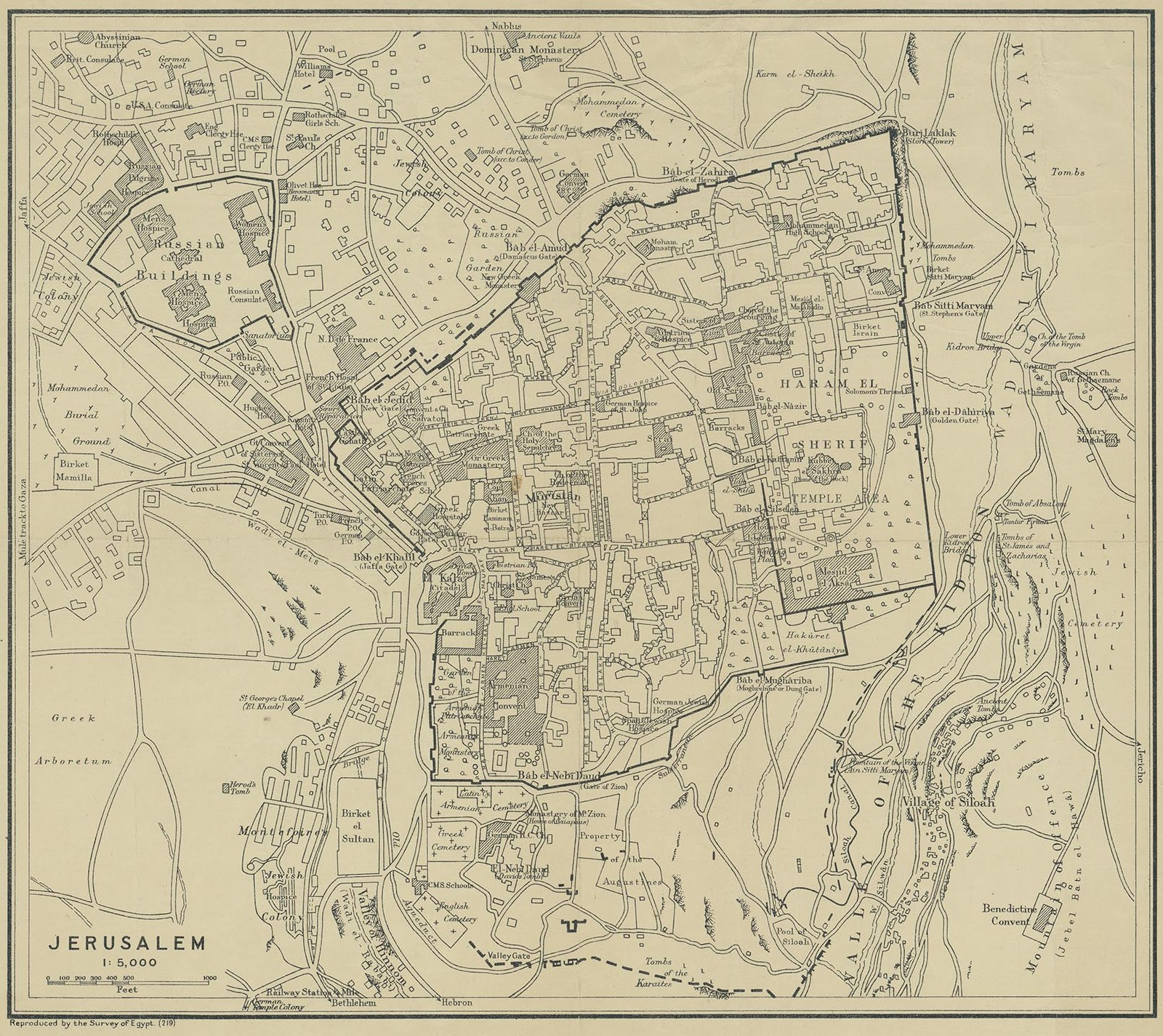
Carte de 1907.

Durant la Première Guerre mondiale, la population de Jérusalem décroit fortement en passant de 70 000 à 45 000 habitants car les Juifs doivent s'enrôler dans l'armée ottomane ou s'exiler et les Arméniens sont menacés par les persécutions.

Cartes et maquette de Jérusalem du XIXe siècle
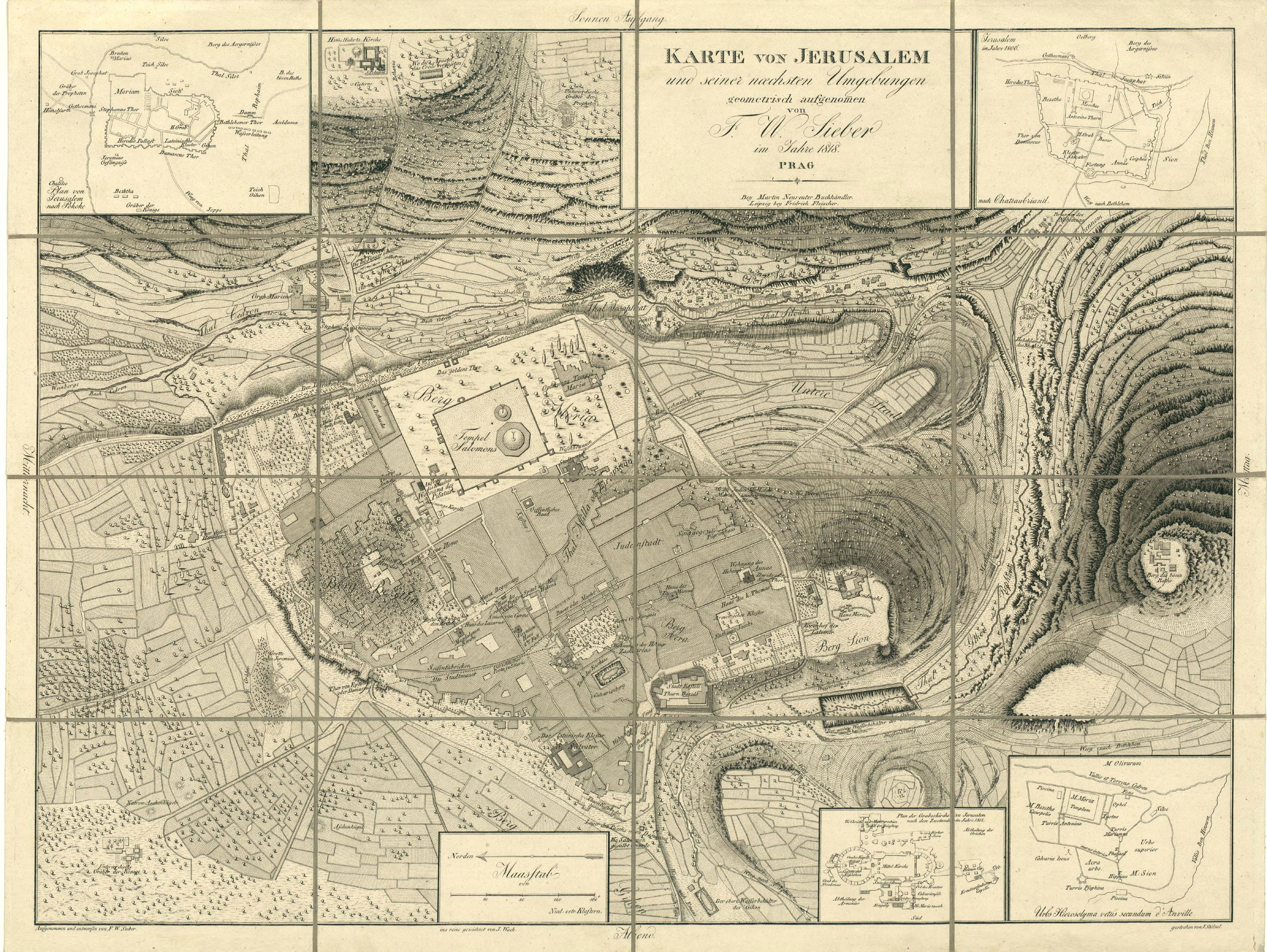
1818
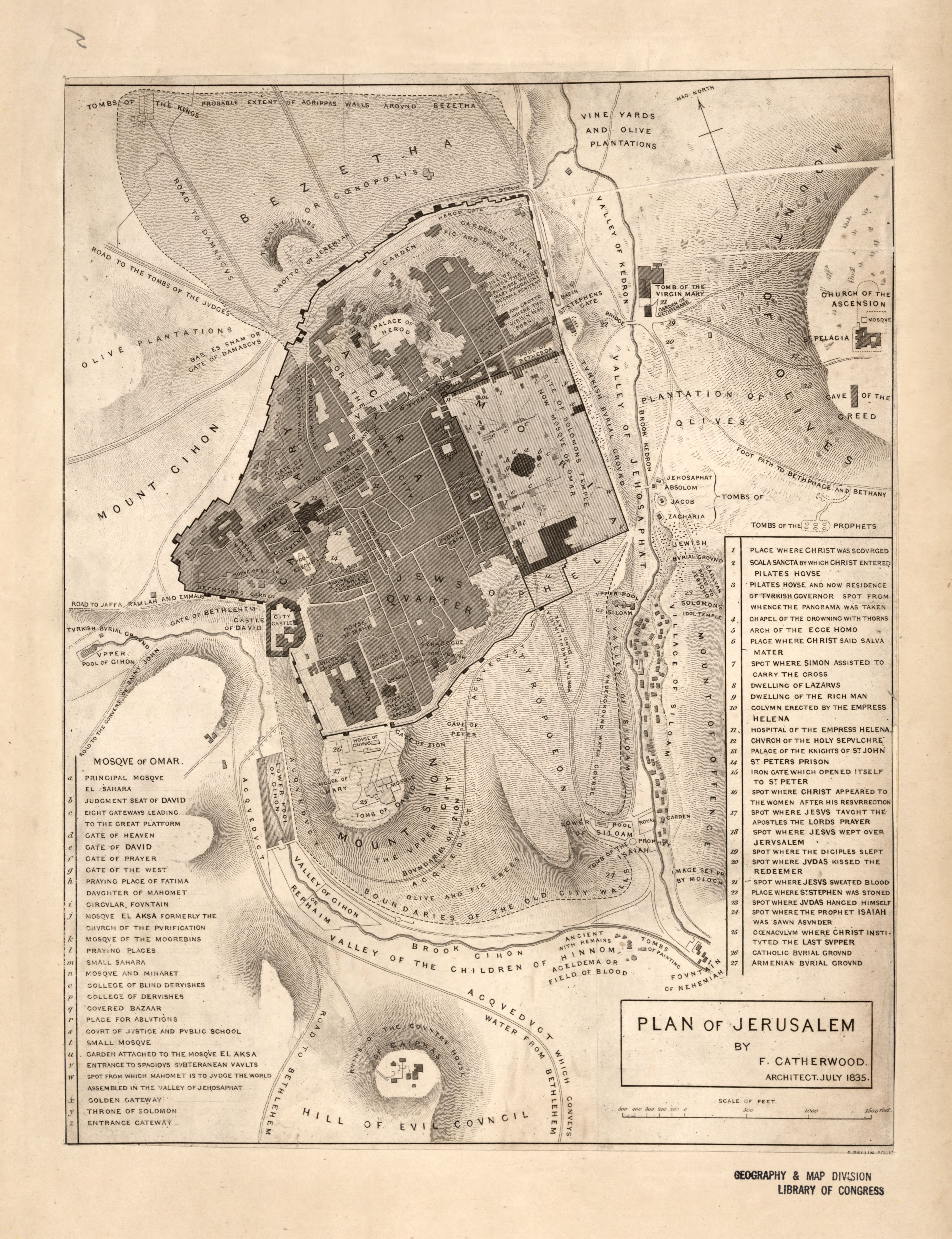
1835
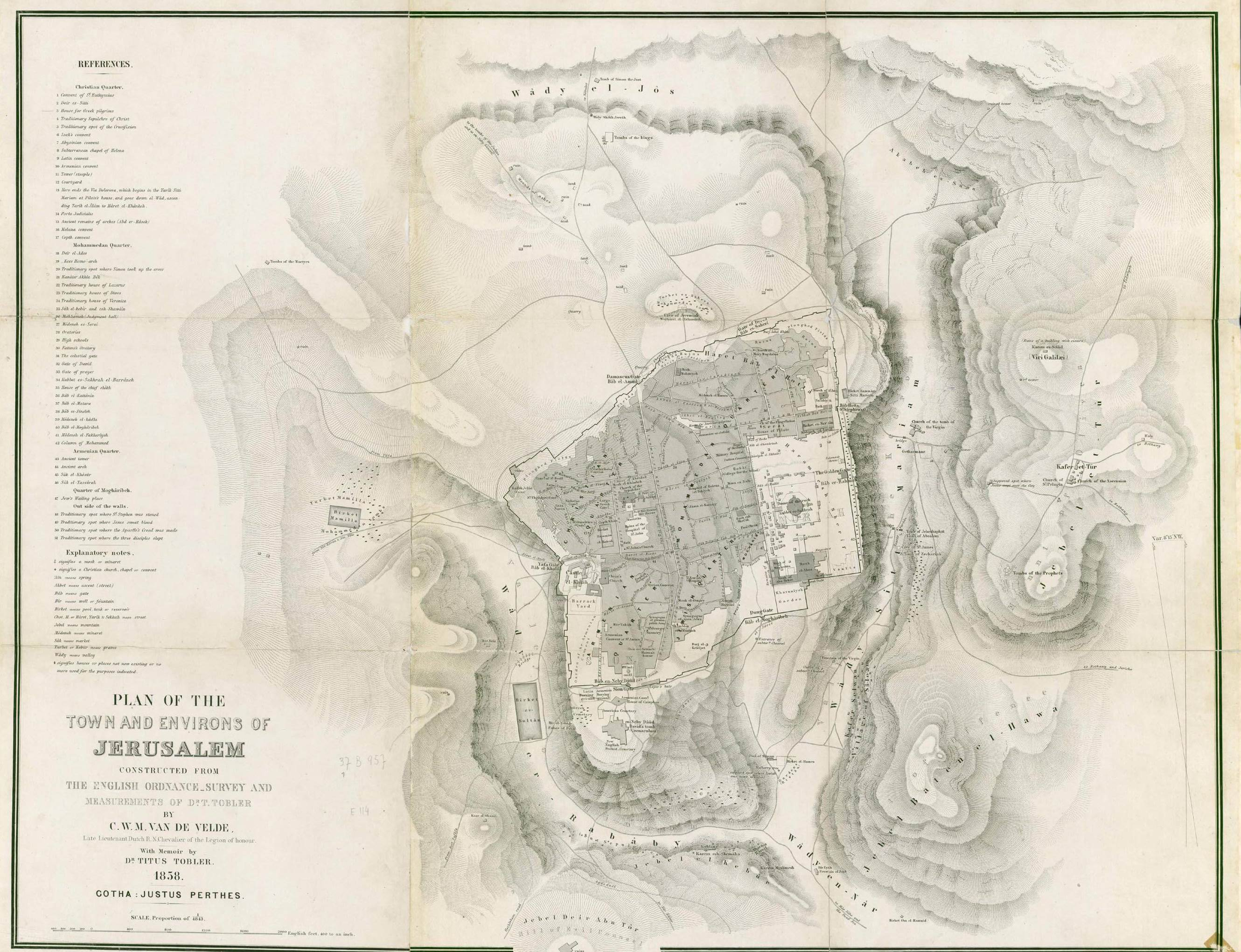
1858
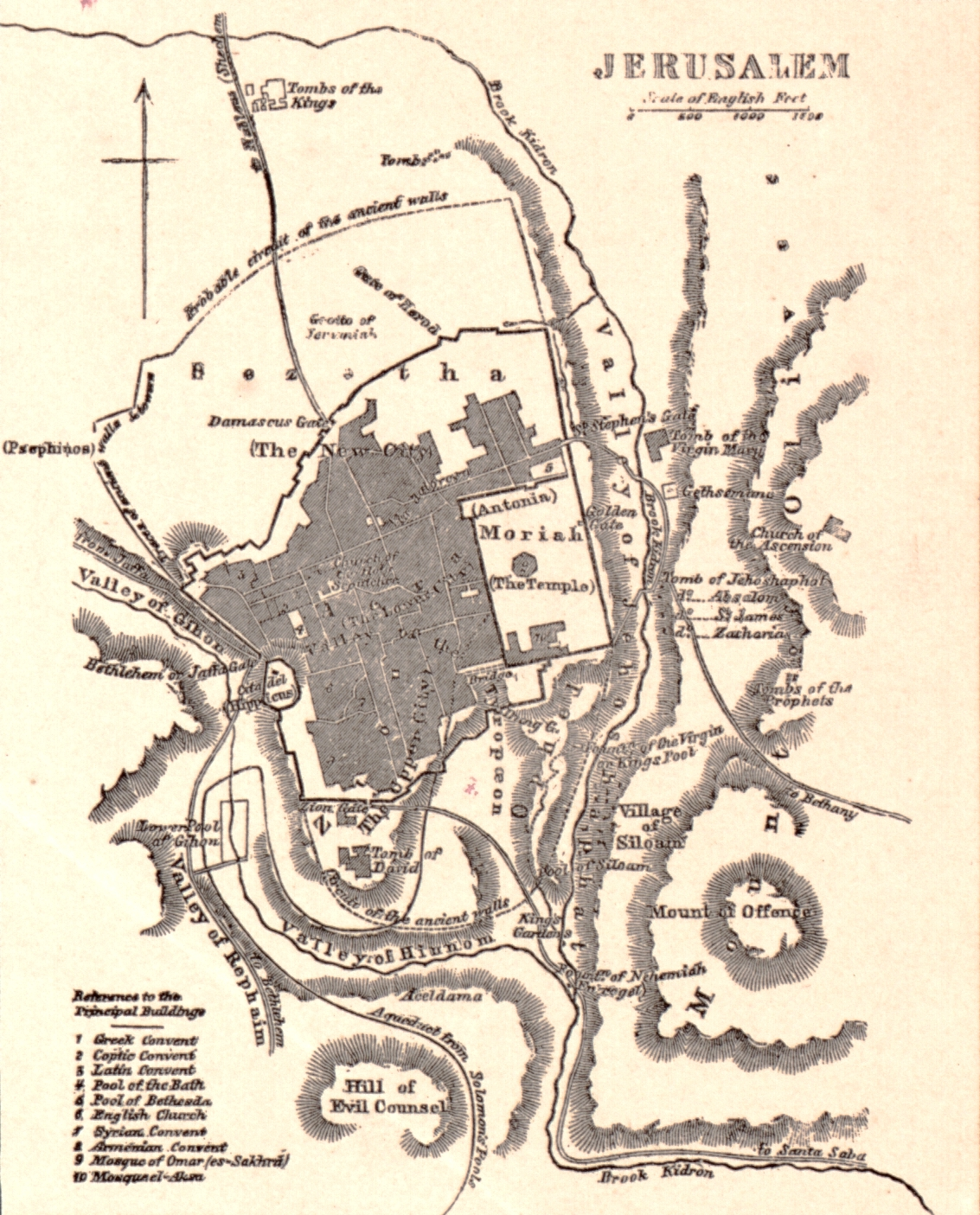
1862
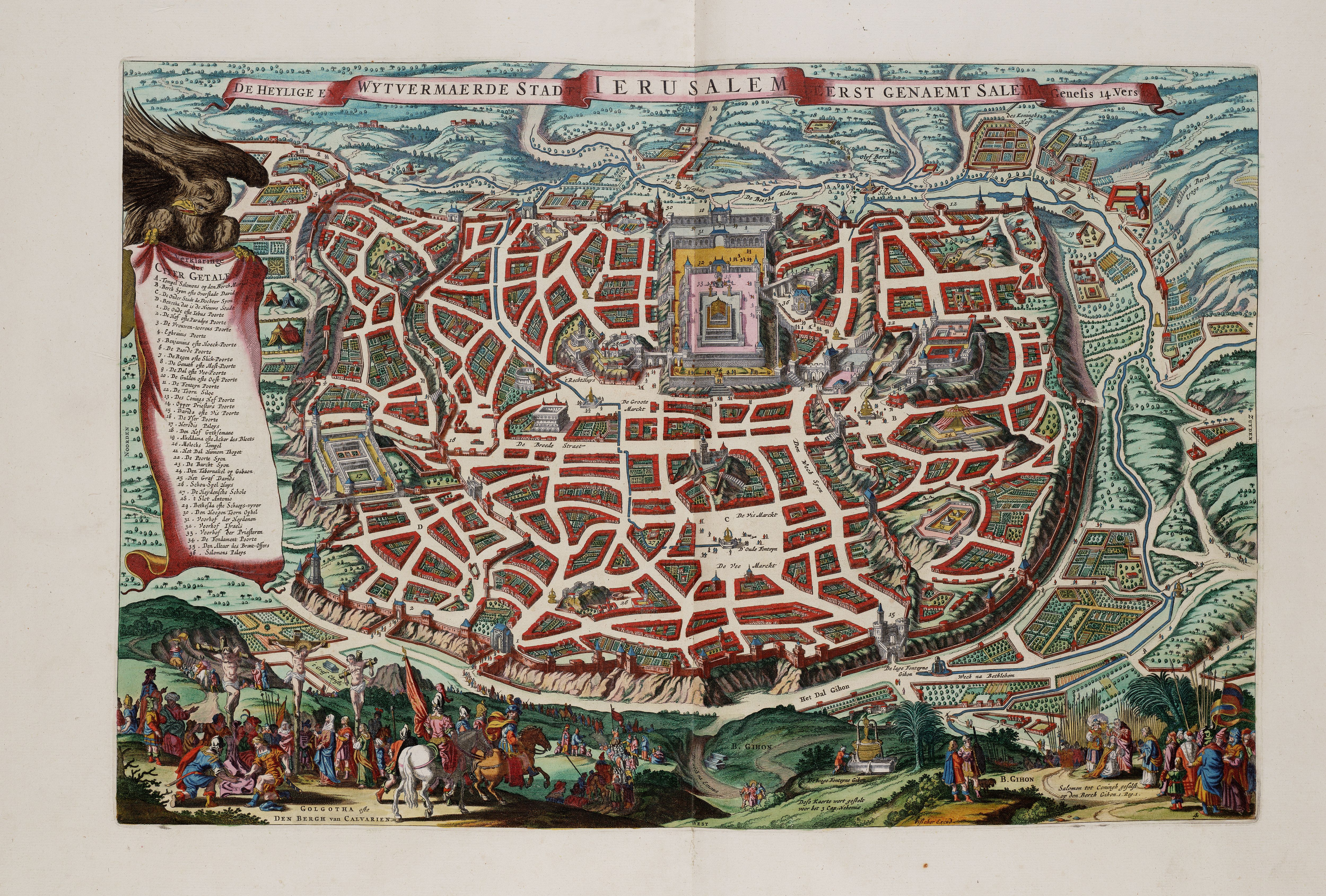
1663
1845
1865
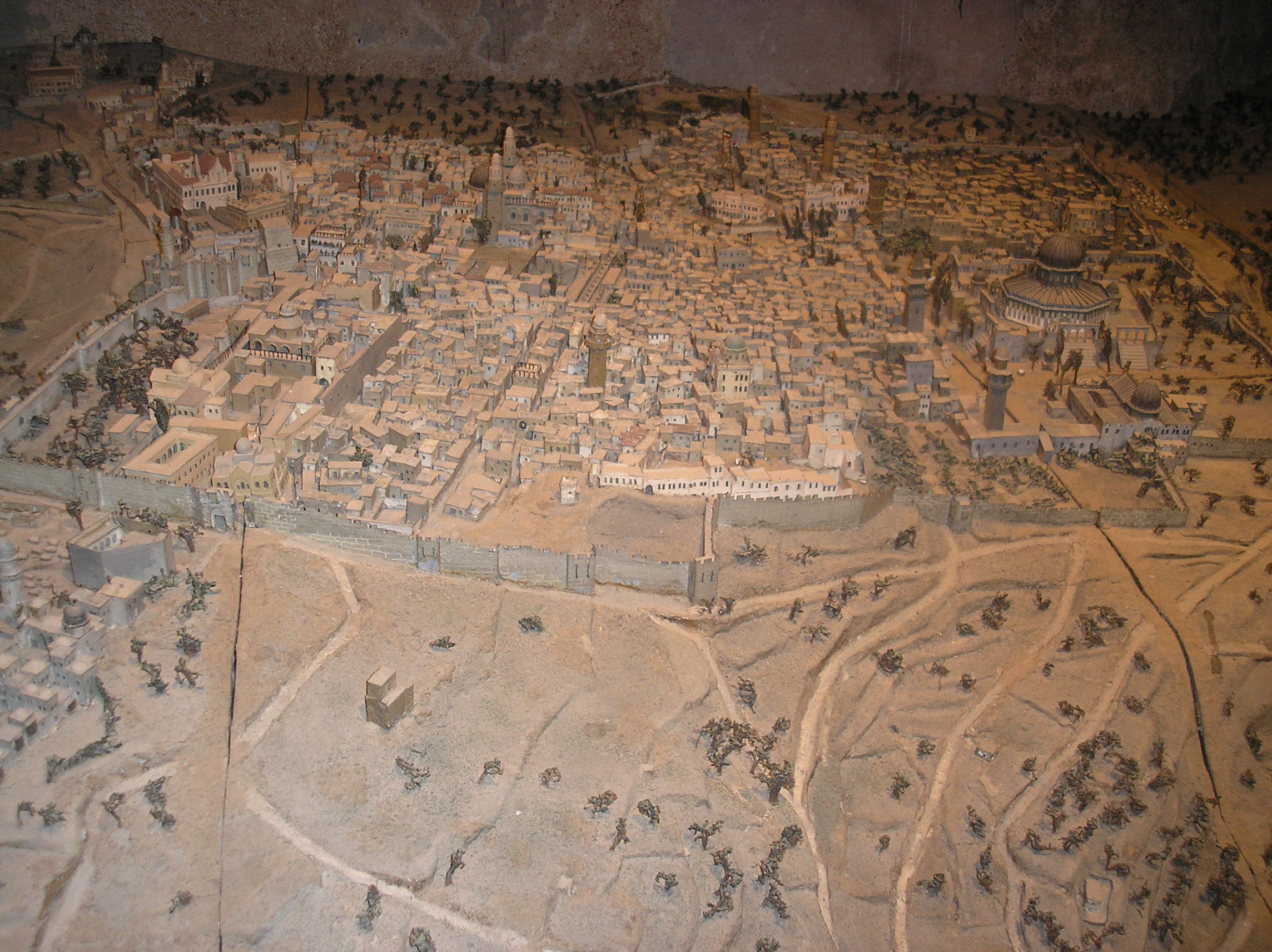
1873
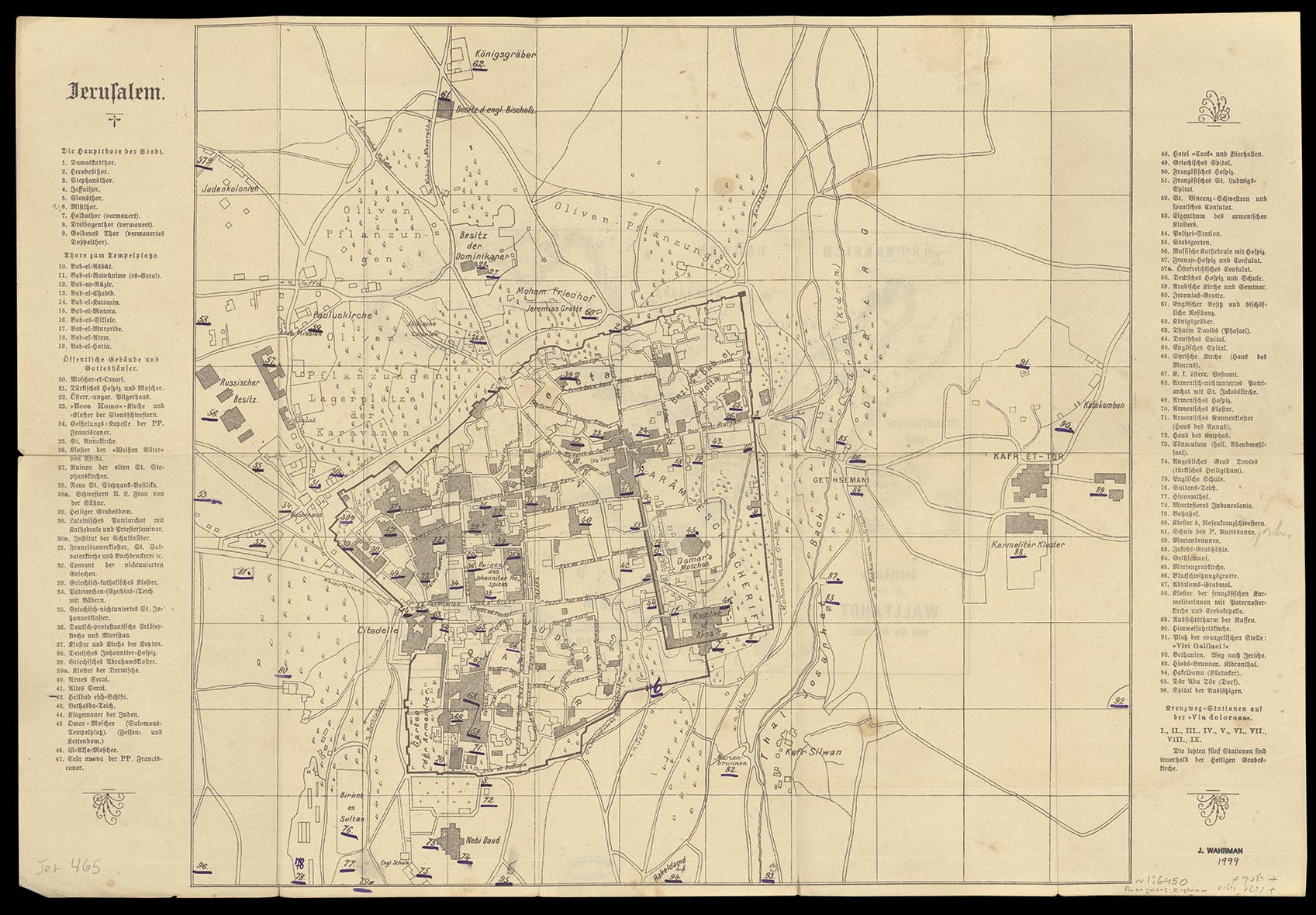
XIXes.

## Période de l'occupation (1917-1922) et du mandat britanniques (1922-1948)

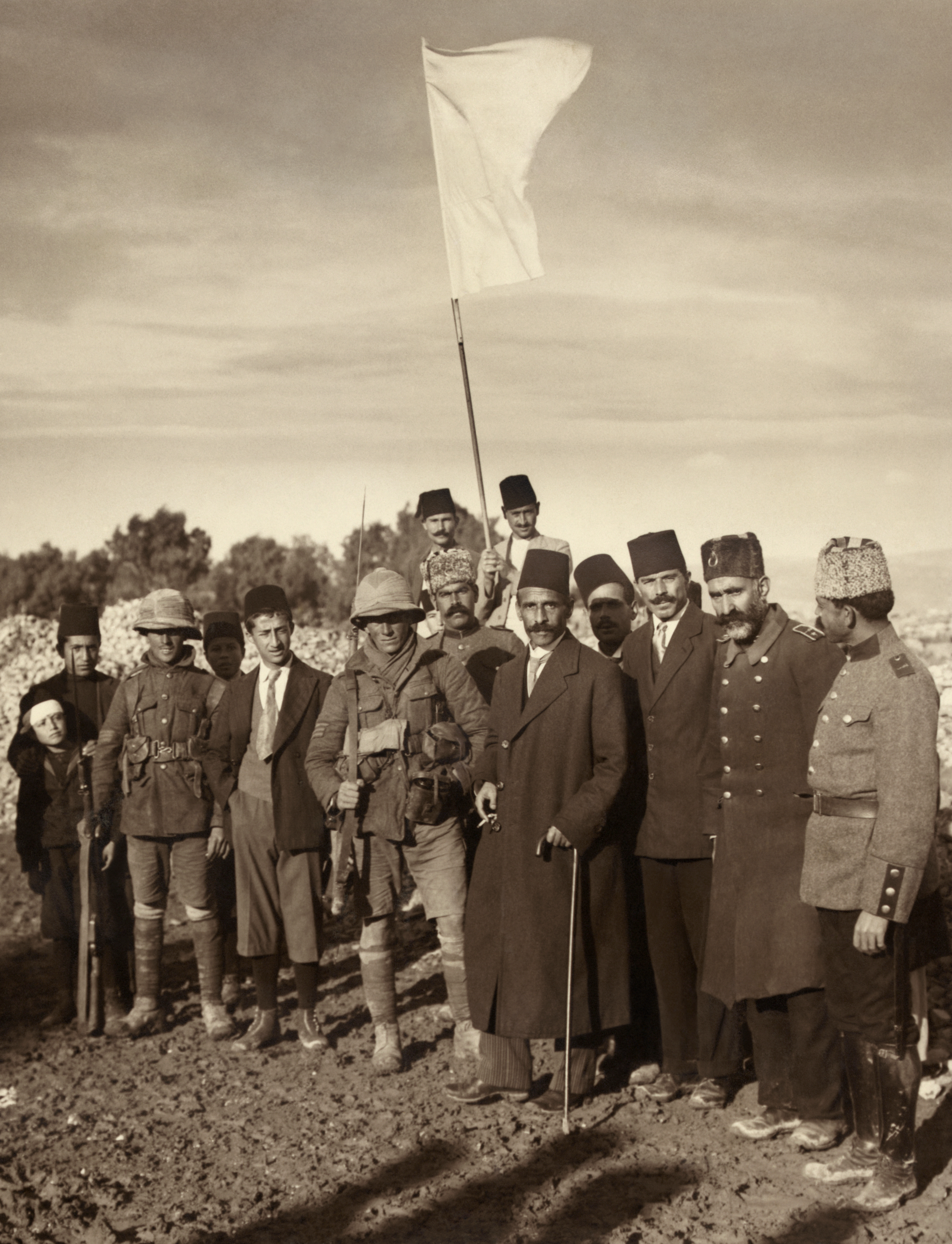
Ottomans et Arabes se rendent aux Britanniques (1917).

Après la bataille de Jérusalem (novembre-décembre 1917) où les deux camps choisissent d'opérer à l'écart de la ville par égard pour les lieux saints, le général britannique Edmund Allenby entre solennellement à pied dans Jérusalem le 11 décembre 1917. Il est flanqué de près par le haut commissaire français pour la Palestine Georges Picot. Il lit une proclamation en anglais garantissant tolérance religieuse et protection dans tous les Lieux saints. Cette proclamation est ensuite lue en français, italien, hébreu, arabe, grec, russe et arménien, ce qui montre la variété des habitants de Jérusalem et constitue également la première utilisation officielle de l'hébreu en Terre d'Israël depuis la chute du Second Temple. 

Enfants juifs de Jérusalem (entre 1921 et 1923)

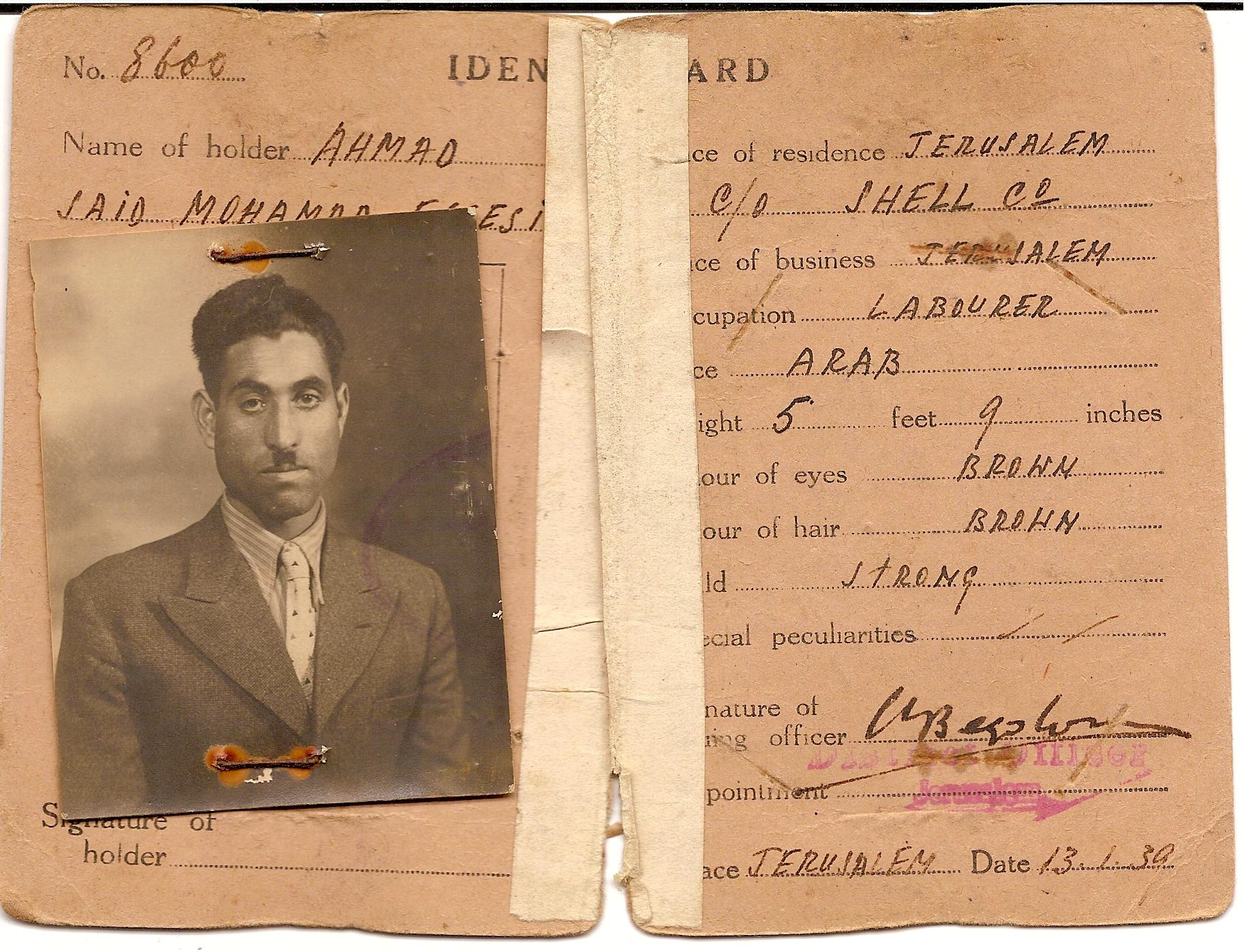
Carte d'identité délivrée par les Autorités britanniques à un Arabe de Jérusalem (1930).

En 1922, la Société des Nations, par mandat, confie la Palestine au Royaume-Uni. La ville dispose par ailleurs d'une municipalité et se trouve sous administration britannique jusqu'à la fin du mandat britannique le 15 mai 1948, dans un climat d'instabilité (attentats terroristes, violences).  

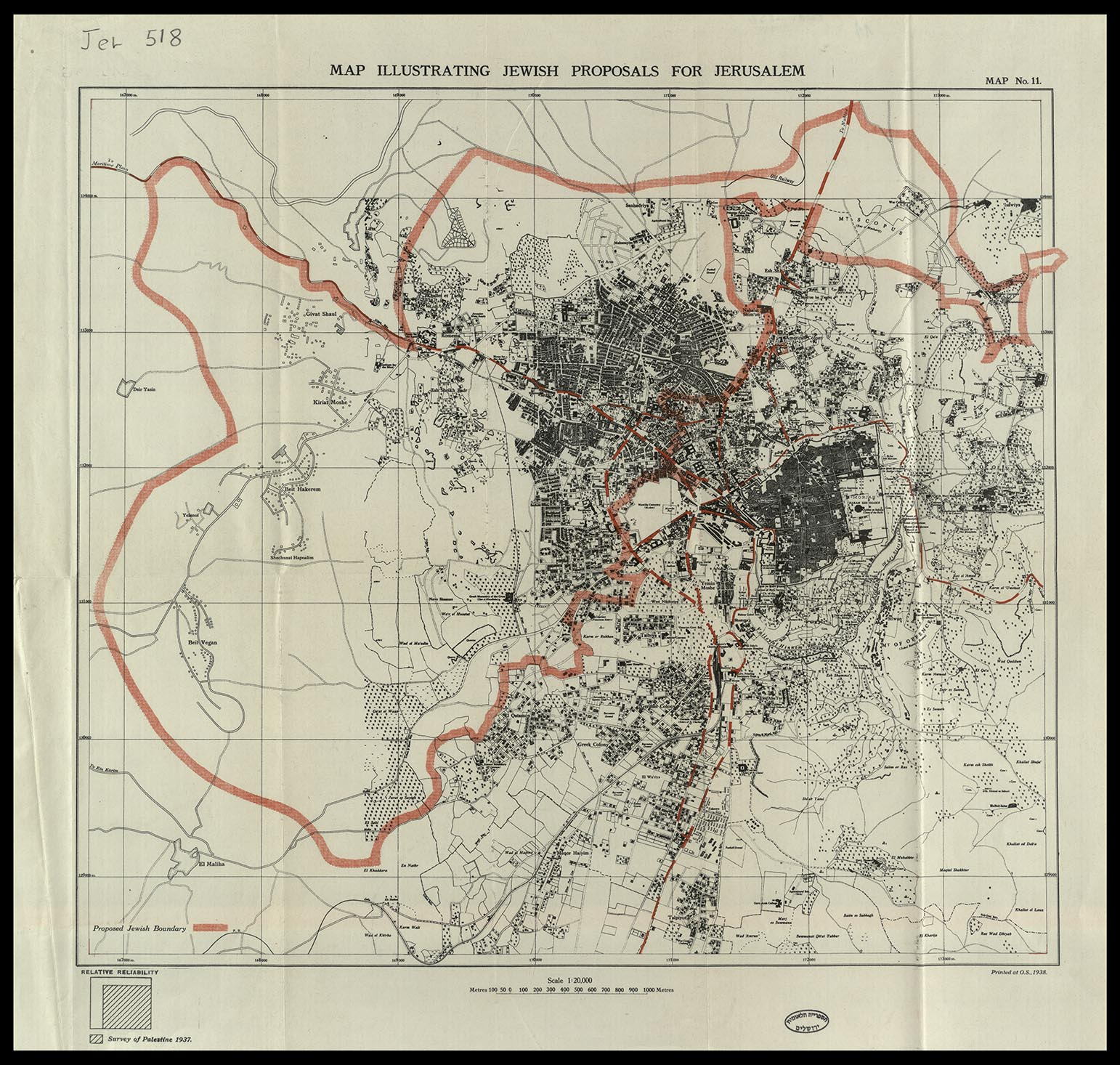
Plan de partition proposée (1938).

À partir de 1918, des quartiers juifs voient le jour à l'ouest et au sud de la vieille ville et le nombre de réfugiés juifs d'Europe centrale augmente sensiblement. Cette implantation juive accrue provoque des tensions avec les Arabes. Des émeutes éclatent à Jérusalem en 1920 et 1928 et font des morts à Hébron notamment lors des émeutes anti-juives de 1929. Le haut-commissaire britannique Herbert Samuel freine un peu l'immigration juive, après 1929.  
En 1933, avec la montée du nazisme, les Britanniques commencent à réfléchir à un partage du pays, Jérusalem devant se trouver sur la ligne frontière, à titre de ville ouverte. En 1937, la commission britannique présidée par R. Peel, réunie après les affrontements entre juifs et arabes dès 1936, prévoit un État juif, un État arabe et une zone sous contrôle britannique, celle de Jérusalem allant jusqu'à la mer. Entre 1933 et 1940, les Britanniques laissent 60 000 juifs venant de l'Allemagne nazie s'installer en Palestine, au titre de l'accord de transfert (Heskem Haavara), conclus le 25 août 1933, après trois mois de négociations, entre la fédération sioniste allemande, la banque Leumi (agissant au nom du Yishouv) et les autorités allemandes. 
Au lendemain de la Seconde Guerre mondiale, le Royaume-Uni désire limiter l'entrée en Palestine des nombreux rescapés juifs des camps hitlériens, estimés à plus de 500 000 personnes d'autant que les revendications arabes en Palestine mandataire deviennent de plus en plus vives. L'opposition au gouvernement britannique monte donc rapidement, tant du côté des sionistes que chez les Arabes. Le 22 juillet 1946, l'Irgoun, organisation juive créée en 1931, qui est une scission de la Haganah, jugée trop modérée et dont le chef est Menahem Begin, futur député du parti Hérouth à la Knesset et ministre en 1968 puis Premier ministre en juin 1977, fait sauter une aile de l'hôtel King David, siège d'une partie des services répressifs britanniques : cet attentat cause la mort de 91 personnes, dont 19 Juifs présents dans l'hôtel. 
Des combats à Jérusalem entre Juifs et Arabes commencent, après l'annonce du plan de séparation de la Palestine mandataire, votée le 29 novembre 1947 par l'assemblée générale de l'ONU. Si, dans le quartier de Cheikh Jarrah, l’armée britannique protège les Arabes, dans les autres quartiers, elle est inactive, ou se contente de désarmer les Arabes, laissant les milices sionistes agir à leur guise. Elles bombardent les quartiers arabes au mortier de 76 mm à partir de fin avril 1948 ; Shuafat résiste et tient bon, Katamon tombe fin avril et est soumis au pillage. Seule l’entrée en lice de la légion arabe, l’armée jordanienne, arrête le nettoyage ethnique. Huit quartiers de la ville, en plus des 39 villages environnants, avaient été vidés de leur population arabe avant même le début de la guerre israélo-arabe

## Histoire contemporaine (de 1948 à nos jours)

### 1948 à 1967: Jérusalem, une ville partagée

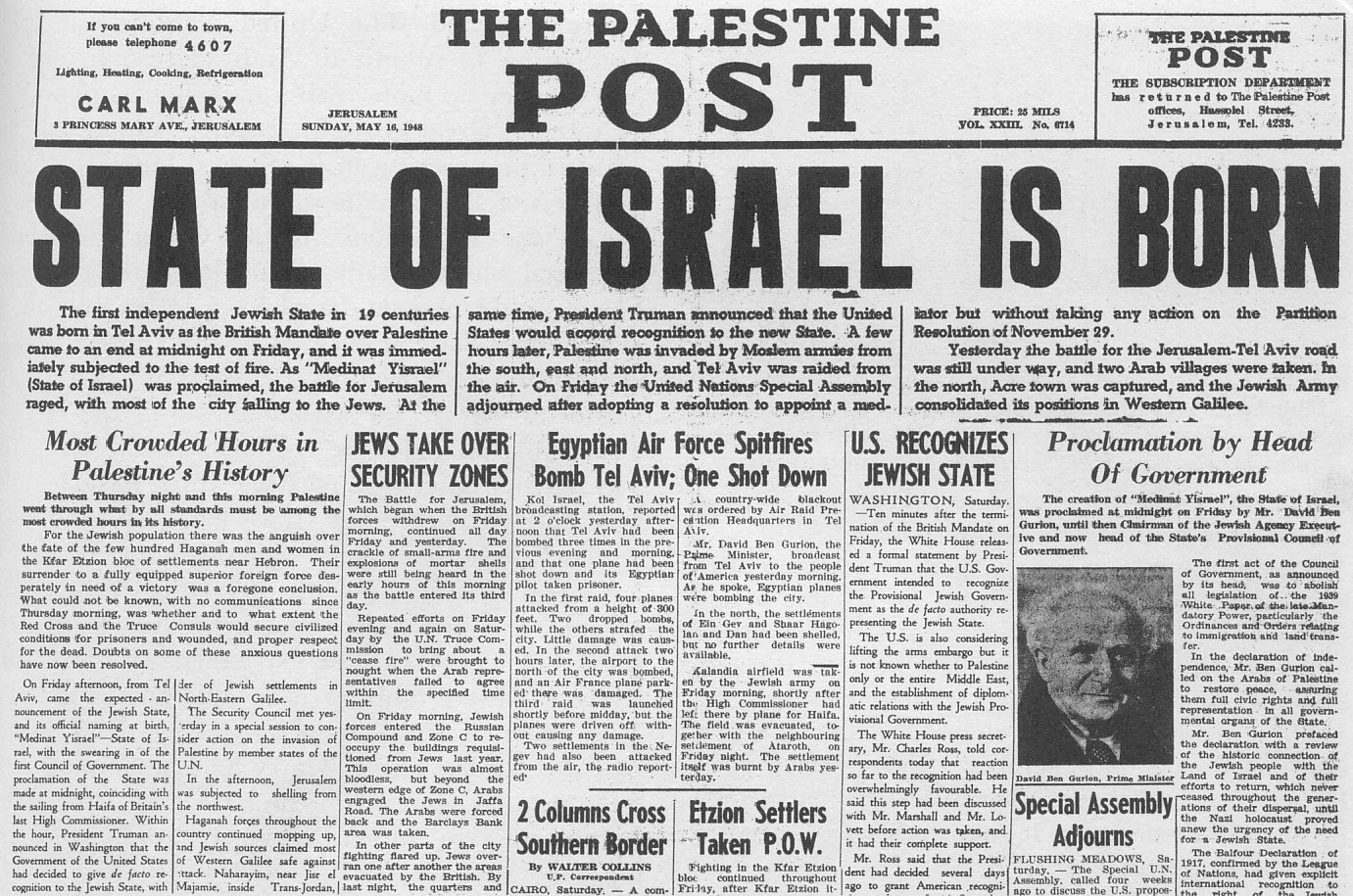
Edition duPalestine Post du dimanche 16 mai 1948, bientôt renommé The Jerusalem Post.

Dans l'après-midi du 14 mai 1948, David Ben Gourion proclame l'indépendance d'Israël à Tel Aviv, dans une salle du musée, situé sur le boulevard Rotschild, au numéro 16. La déclaration d'indépendance est radiodiffusée en direct sur la radio publique Kol Israel et il s'agit de la première diffusion générale de cette radio.      

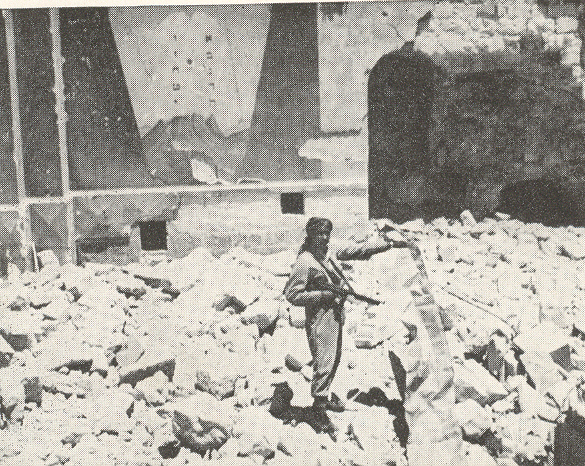
Soldat de la Légion arabe désacralisant un rouleau de la Torah dans les ruines de la synagogue Hourva (mai 1948).

Le 15 mai 1948, les Britanniques quittent la ville, laissant Juifs et Arabes se déchirer pour sa possession. Le 26 mai 1948, est créée l'armée israélienne par l'ordonnance no 4 de l'État d'Israël, permettant la réunion des anciennes forces armées juives (Haganah, Irgoun et Lehi ou groupe Stern). Le 27 mai, la Légion arabe contraint les Israéliens à évacuer la vieille ville. Le 6 juin, les Israéliens parviennent à relier la ville au reste du pays (route de Birmanie). En juillet, l'aviation arabe bombarde la ville. Le 7 janvier 1949, le Conseil de sécurité des Nations unies impose la fin des combats. Les combats ont eu lieu dans la vieille ville finalement abandonnée par les Israéliens dès juin 1948 et à la périphérie de la ville (voir le massacre du convoi pour l'hôpital du mont Scopus, ayant lieu le 13 avril 1948, après les combats de Deir Yassin et le massacre sur place de Palestiniens le 9 avril 1948 commis par des membres de l'Irgun et du Lehi).      
À partir de novembre 1948 puis à compter de l'établissement de la ligne de cessez-le-feu officiellement reconnue le 3 avril 1949 entre le royaume hachémite de Jordanie et l'État d'Israël, la ville se retrouve partagée entre une partie occidentale contrôlée par Israël et une partie orientale (qui inclut toute la vieille ville) contrôlée par la Jordanie, séparées par un no man's land. La circulation entre les deux parties est impossible. Le gouvernement israélien considère dès janvier 1950 Jérusalem comme capitale du nouvel État d'Israël mais cette décision n'est pas reconnue par la communauté internationale, qui prévoyait que la ville et sa banlieue soit une zone corpus separatum, gérée comme tel, depuis l'adoption le 29 novembre 1947 par l'assemblée des Nations unies de la création d'un État juif, d'un État arabe et d'une zone internationale, celle de Jérusalem, à la fin de la présence britannique en Palestine, prévue au 15 mai 1948. Seuls, le personnel de l'ONU et les touristes étrangers peuvent passer le check-point de la porte Mandelbaum. La plupart des lieux saints, ainsi que le quartier juif de la vieille ville (dont les habitants ont été expulsés en avril et mai 1948), se trouvent alors sous contrôle jordanien. Toutes les synagogues et de nombreuses églises de la vieille ville sont saccagées, ainsi que le cimetière du mont des Oliviers (dont une partie des pierres tombales sont utilisées pour construire des latrines),. La libre circulation des Juifs devant pouvoir se recueillir le long du mur des Lamentations, prévue par l'accord d'armistice et de cessez le feu le 3 avril 1949 signé par les autorités jordaniennes et l'État juif, ne fut jamais respectée, jusqu'en juin 1967 ; aucun Juif ne peut aller prier en fait dès mai 1948 jusqu'en juin 1967.

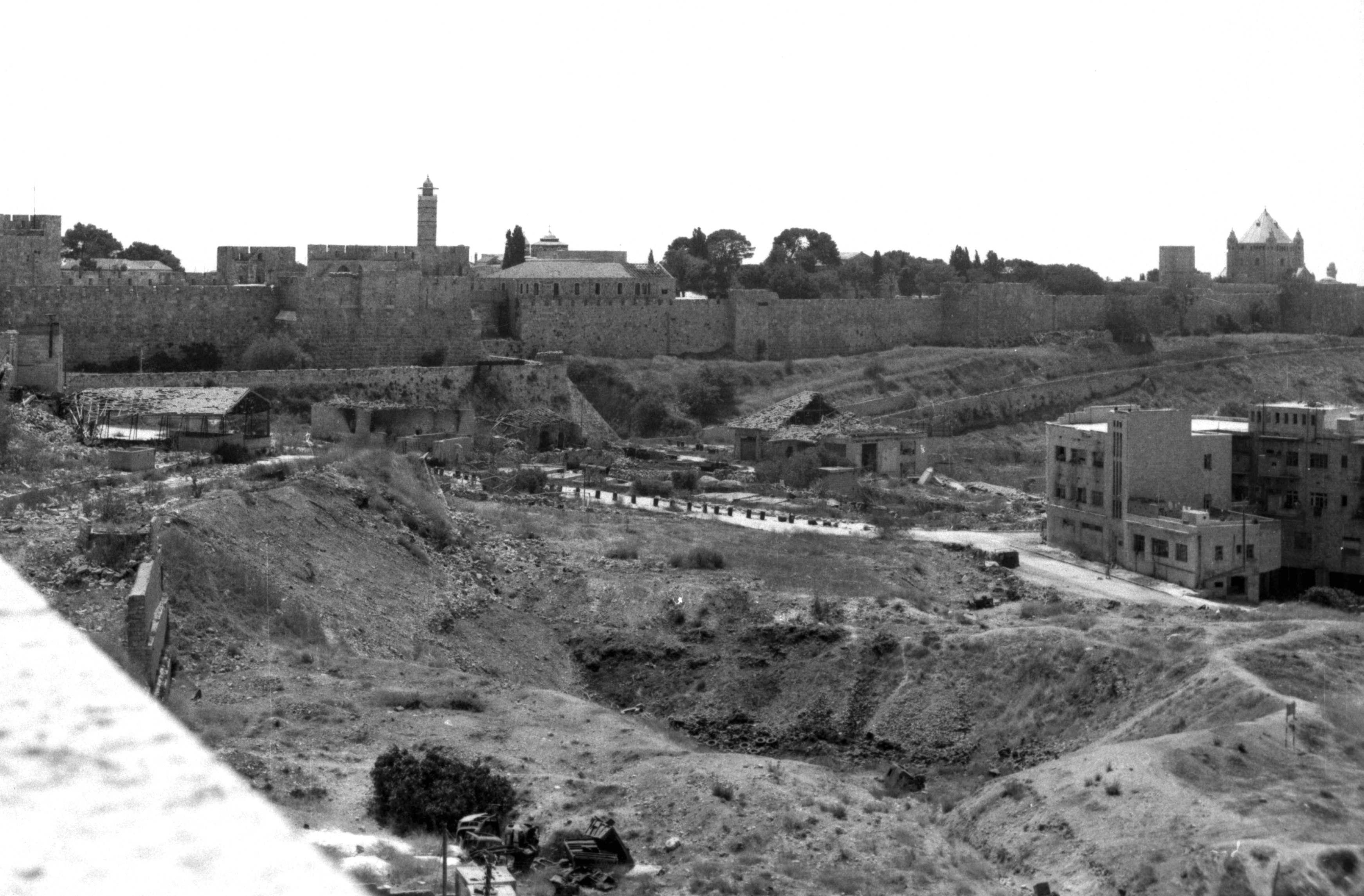
No man's land à Jérusalem, entre Israël et la Jordanie. Se distinguent les murs de la vieille ville, la tour de David (au centre) et l'abbaye de la Dormition (à droite) (v. 1964)

Alors que Jérusalem-Est, arabe, est délaissée par les autorités jordaniennes et que le roi jordanien Abdallah Ier s'était fait proclamer « roi de Palestine » à Jéricho en avril 1948, la Jérusalem-Ouest, israélienne, bénéficie d'importants investissements : elle est proclamée capitale de l'État d'Israël dès le 31 janvier 1950 par déclaration du gouvernement israélien — pour la première fois depuis près de deux mille ans, à l’exception de la période des Croisés (1099/1187), la ville sainte redevient une capitale politique — et logiquement, la Knesset , le président de l'État, la Cour suprême, le grand hôpital Hadassah (avec sa célèbre synagogue décorée par Chagall), la direction générale de la police, le site du Yad Vashem (érigé en 1953, en souvenir des quelque six millions de Juifs assassinés de 1941 à 1945) et les ministères sont sur place. Tel Aviv reste la ville où se situent les ambassades des nombreux pays qui ont reconnu l'État juif dès sa création comme les États-Unis dès le 14 mai 1948 (reconnaissance faite de façon ultra rapide, sur ordre du Président Truman, onze minutes après la proclamation faite à 16 H 00 à Tel Aviv de l'indépendance d'Israël par David Ben Gourion, président du Yishouv et du futur gouvernement provisoire israélien) ou l'Union soviétique le 15 mai 1948 ou la France le 24 janvier 1949 (reconnaissance de facto par la déclaration écrite du ministre des Affaires étrangères Maurice Schumann à M. Fisher, représentant d'Israël à Paris et reconnaissance de jure le 20 mai 1949) .  

La population de la Jérusalem israélienne passe de 90 000 à 190 000 entre 1949 à 1967. Si les zones proches du no man's land restent marginalisées, le quartier du gouvernement est bâti dans les années 1950 et 1960 et le musée d'Israël avec les prestigieux manuscrits de la mer Morte est inauguré en 1965. L'université hébraïque de Jérusalem rouvre à Guivat Ram en 1953 et le nouvel hôpital Hadassah - dont la synagogue sera peinte par Chagall - emménage à Ein Kerem en 1961. Un fossé politique, démographique, économique et culturel sépare les deux parties de la ville à la veille de la guerre des Six Jours.

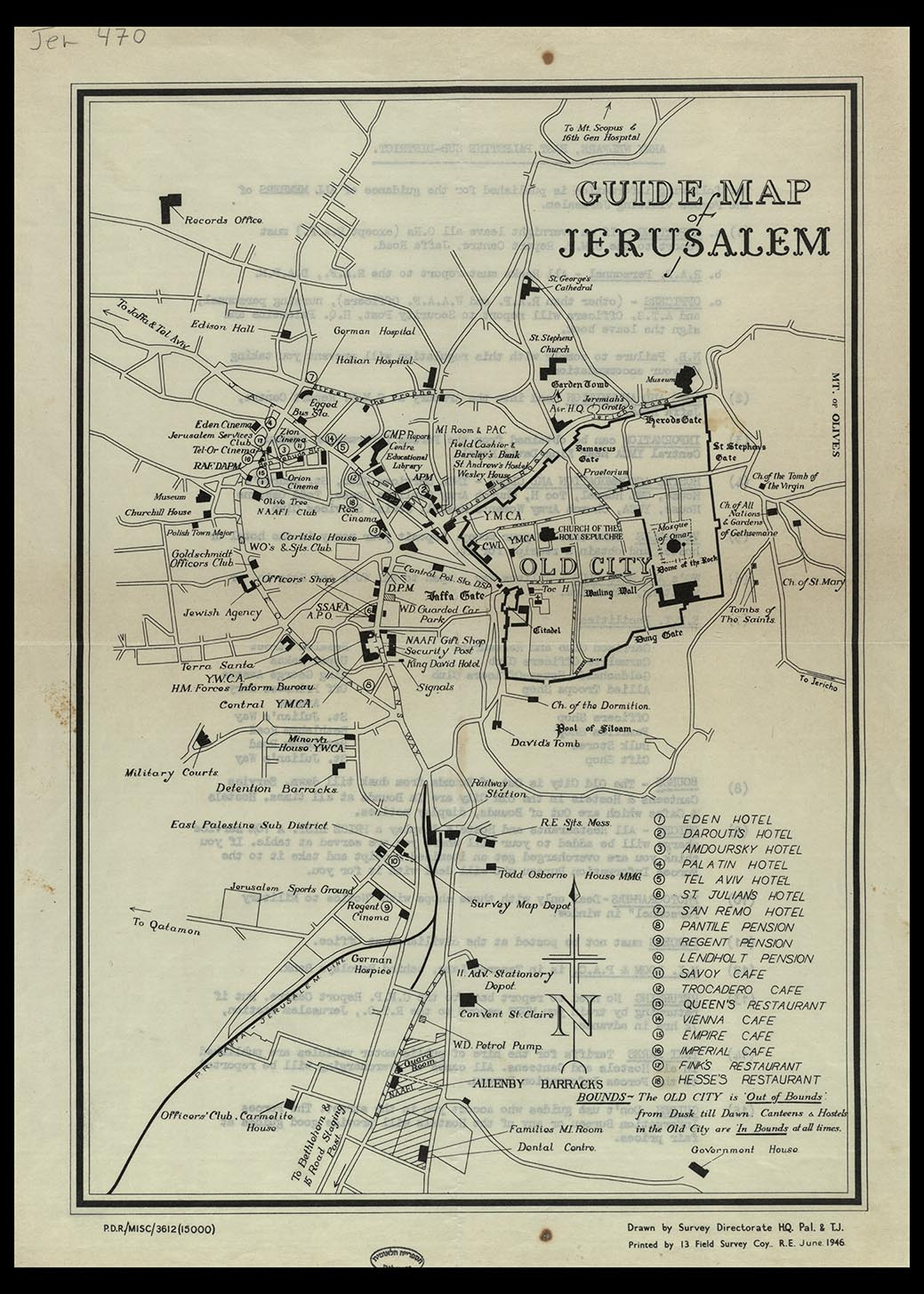
Carte à l'usage des soldats britanniques (1946).
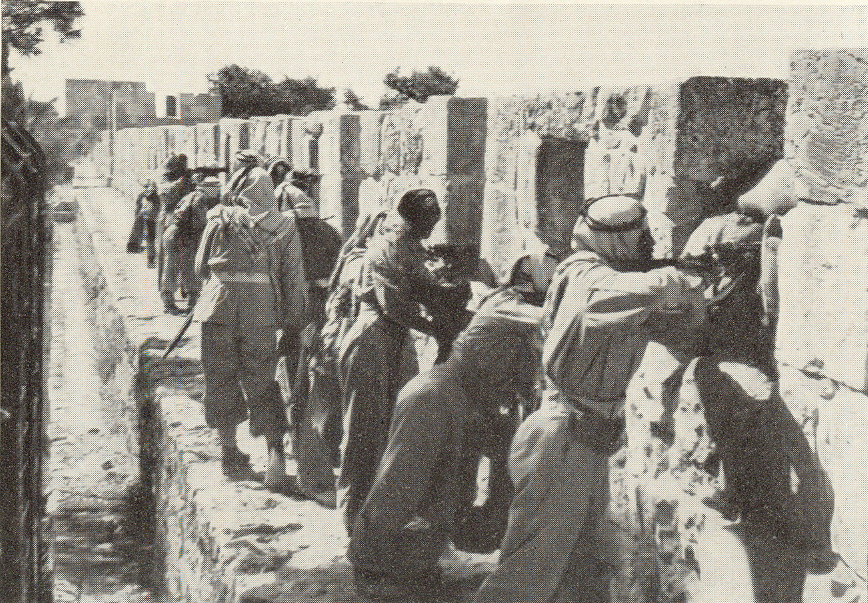
Légion arabe sur les murailles de la vieille ville (1948).
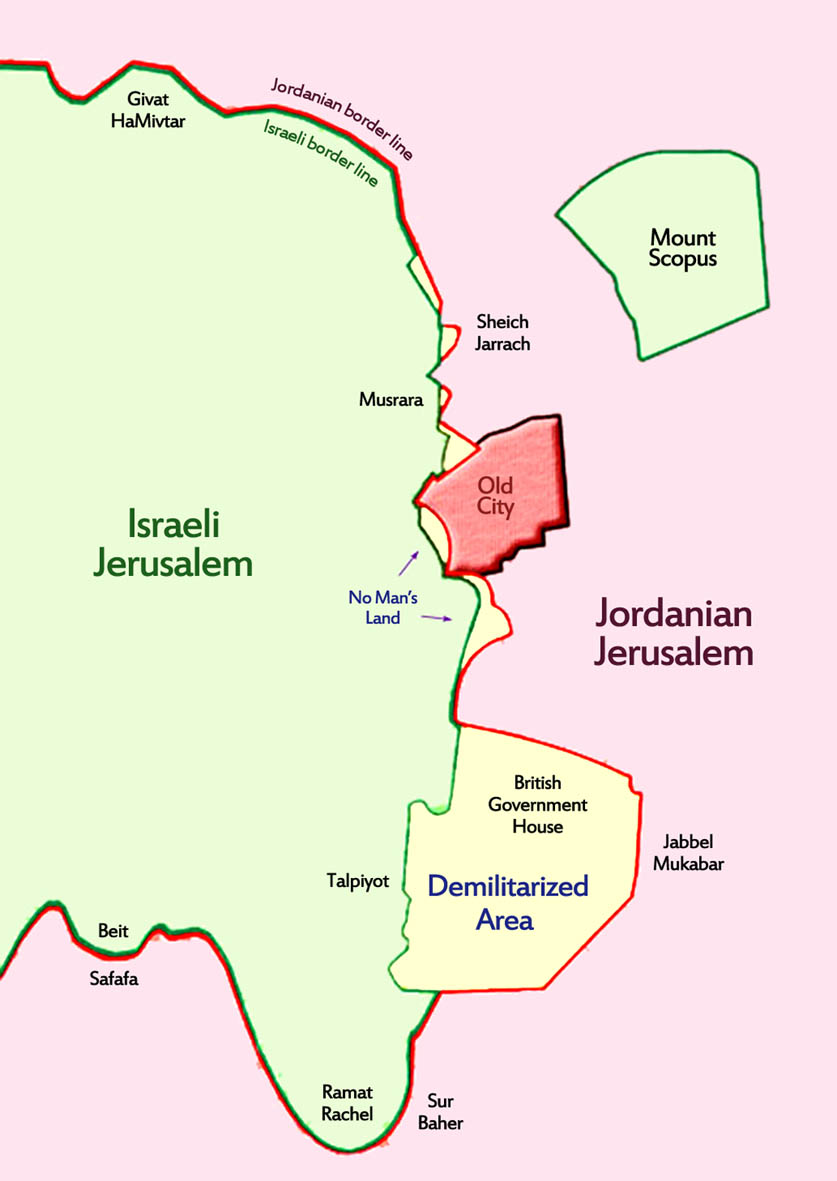
Carte montrant Jérusalem (entre 1948 et 1967).

### Après la guerre des Six jours: Jérusalem , une seule ville

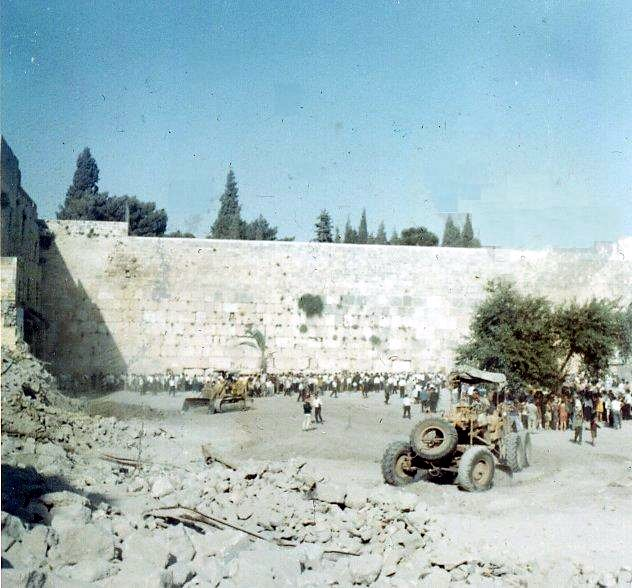
Dégagement de l'esplanade devant le mur des Lamentations (Kotel) en juillet 1967, après la destruction du quartier des Maghrébins les 10 et 11 juin.

Le 5 juin 1967, après l'attaque au petit matin par l'armée de l'air israélienne qui détruit au sol l'aviation égyptienne en moins de deux heures, le roi Hussein de Jordanie ordonne à son artillerie d'ouvrir le feu sur les positions israéliennes de Jérusalem-Ouest et l'infanterie jordanienne pénètre dans le no man's land où elle s'empare du quartier général de l'ONU. Le 6 juin, l'armée israélienne entame un mouvement tournant autour de la vieille ville et fait la jonction avec l'enclave du mont Scopus. Le 7 juin à une heure du matin, heure de Jérusalem, le Conseil de sécurité des Nations unies vote une demande de cessez-le-feu immédiat mais les troupes commandées par le général Uzi Narkiss occupent le même jour sans combat la vieille ville et atteignent le mur des Lamentations. Dans l'après-midi du 7 juin, le général Uzi Narkiss, commandant les forces du front contre la Jordanie, le général Itzhak Rabin, chef d'état-major général de l'armée israélienne et le ministre de la Défense, Moshe Dayan, ancien chef d'état-major de l'armée israélienne, se rendent avec des journalistes israéliens et étrangers le long du mur des Lamentations et se font photographier sur place. Moshe Dayan fait enlever dès le 7 juin le drapeau israélien que les soldats parachutistes de la 55e brigade d'infanterie avaient hissé sur le dôme du Rocher et laisse l'administration de l'esplanade des Mosquées au waqf de Jérusalem et des sites chrétiens aux gestionnaires en titre, soit le patriarcat latin de Jérusalem et les autorités orthodoxes. Dans la nuit du 10 au 11 juin, l'expulsion des habitants arabes du quartier des Maghrébins est effectuée par l'armée israélienne, leurs habitations sont détruites par du personnel de la société Solel Boneh afin de créer l'esplanade du Kotel , soit une grande place permettant aux Juifs de se recueillir en nombre le long du Mur, avec un espace pour les hommes et un autre pour les femmes ; en effet, auparavant, l'espace accordé aux prières le long du Mur avait été interdit d'accès par les Jordaniens depuis juin 1948 et était, auparavant, très restreint en largeur (environ 5 mètres) sur une longueur d'environ 50 mètres. Le 14 juin 1967, 250 000 Israéliens y célèbrent la fête de Chavouot (la Pentecôte juive). Le 27 juin 1967, est votée par la Knesset la première loi sur les Lieux saints et Jérusalem. Est alors prévue une peine de 7 ans de prison pour toute personne qui porterait atteinte aux lieux saints. Cette loi prévoit une seule autorité municipale pour tout Jérusalem. L'État d'Israël garantit le libre accès de tous les lieux saints aux adeptes de toutes les religions présentes et laisse aux autorités religieuses la gestion des lieux de culte.        
Le 28 juin, la municipalité arabe est dissoute. Teddy Kollek, maire de Jérusalem-Ouest en tant qu'élu travailliste depuis 1965, devient alors le maire de tout Jérusalem. La nouvelle municipalité emploie, s'ils le veulent, les anciens cadres, employés et ouvriers de l'ancienne municipalité jordanienne de Jérusalem-Est, notamment l'ingénieur en chef qui, toutefois, démissionnera un an plus tard de ses fonctions.      
Mais ce n'est que le 30 juillet 1980 par la loi fondamentale dite « loi de Jérusalem » votée à une grosse majorité par la Knesset (plus de 60 députés) que la ville est définie comme « capitale éternelle et indivisible de l'État d'Israël », alors que l'Assemblée générale des Nations unies avait voté dès le 4 juillet 1967 une résolution déclarant l'annexion de Jérusalem nulle et non avenue.     

#### Lieux saints

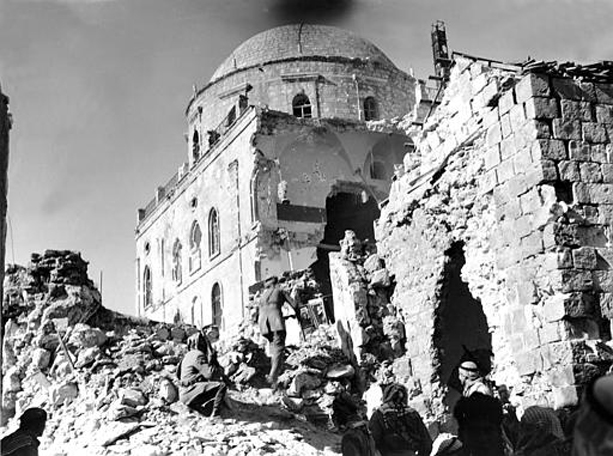
La légion jordanienne détruisant la synagogue Tiferet Israel du XIXe siècle (mai 1948).

Dès le 7 juin 1967, Israël contrôle l'ensemble de Jérusalem. Les Juifs retrouvent leurs lieux saints à l'exception du mont du Temple où il leur est encore interdit de prier, sans que pour autant chrétiens ni musulmans ne voient l'accès à leurs lieux saints contesté ; l'accès à l'esplanade des Mosquées est parfois rendu plus difficile aux musulmans, dans les moments de tension. Israël prend d'ailleurs à sa charge la restauration de nombreux lieux de culte, réduits à un état de délabrement sous l'occupation jordanienne. 
Le consul général de France témoigne lui-même dès le 13 juillet 1967 de « l'ampleur des destructions et des profanations que les lieux saints juifs situés à l'est ont subi pendant la période jordanienne : dans le camp militaire de la Légion arabe d'Al-Azarié, « les fondations, le dallage, les enceintes, les routes et les chemins intérieurs jusqu'aux lieux d'aisance […] ont été construits dans une très grande mesure avec des pierres tombales juives provenant du mont des Oliviers et portant, bien visibles, les inscriptions funéraires ». Dans la vieille ville de Jérusalem, plus de trente synagogues ont été incendiées et détruites par les Jordaniens lors de la guerre de 1948. 
Le 27 juin, la Knesset vote la loi sur la protection des lieux saints et Jérusalem ; le lendemain, le gouvernement israélien étend l'action de la municipalité israélienne de Jérusalem à sa partie arabe (Jérusalem-Est).

#### Proclamations
Par la loi de Jérusalem approuvée par la Knesset, le 30 juillet 1980, Israël proclame Jérusalem « capitale éternelle et indivisible de l'État d'Israël » et annexe en 1982, puis en 1993, des territoires supplémentaires dans les limites de la municipalité de Jérusalem et des nouvelles villes juives sont créées à côté de Jérusalem. La superficie totale de Jérusalem est fixée en 2000 à environ 125 kilomètres carrés. Il convient de rappeler que Jérusalem, sous le mandat britannique, avait une superficie d'environ 42 kilomètres carrés. 
Le Conseil de sécurité de l'ONU, dans ses résolutions 476 et 478, déclare que la loi israélienne établissant Jérusalem capitale « éternelle et indivisible » est « nulle et non avenue », et constitue une violation du droit international. La résolution invite les États membres à retirer leur mission diplomatique de la ville, et en 2017 aucune ambassade n'est installée à Jérusalem.  
Le 28 septembre 2000, la visite sur le mont du Temple d'Ariel Sharon, alors membre de la Knesset, est souvent perçue comme la cause de la seconde intifada.

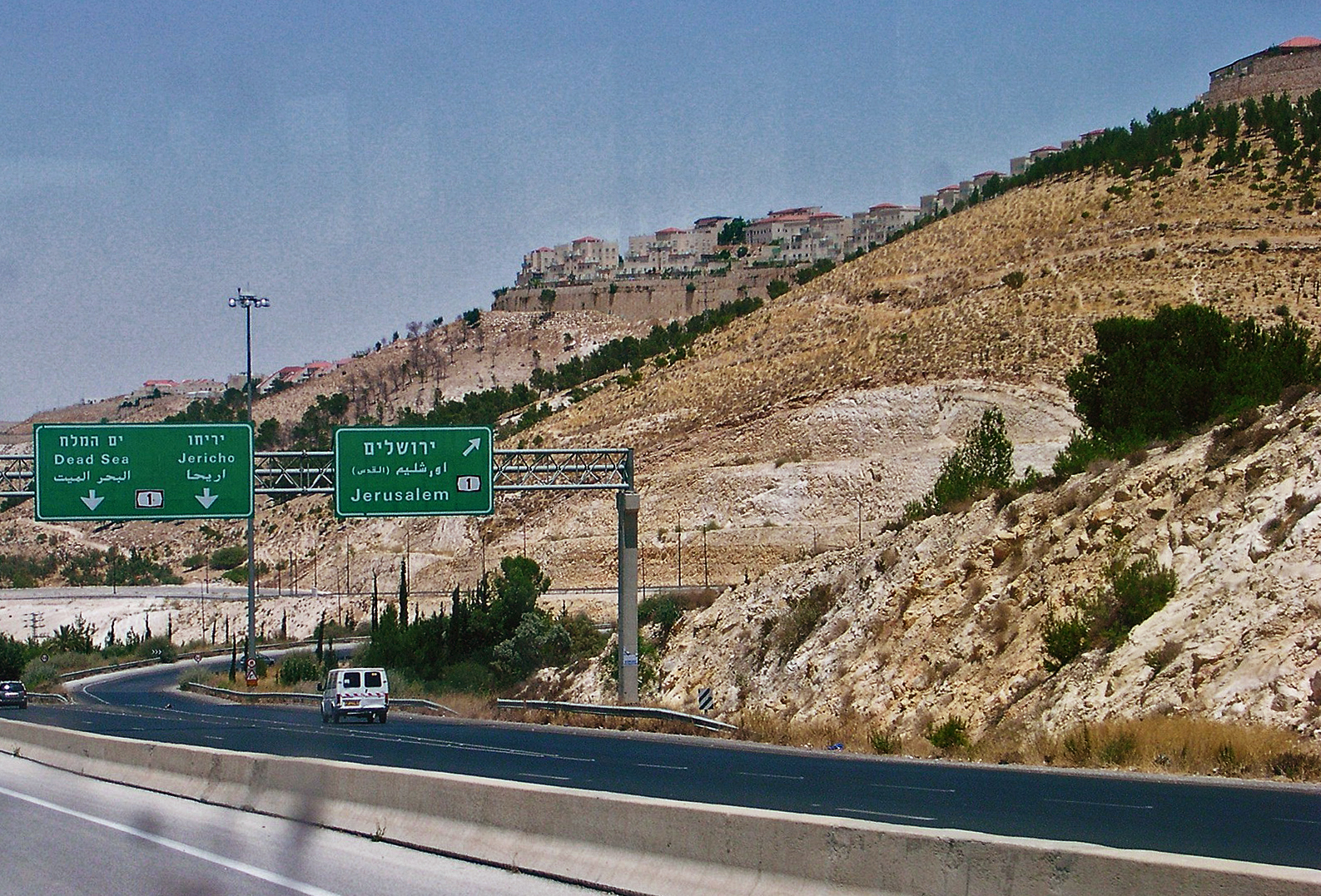
Colonie juive près de Jérusalem.

Plus récemment, des colonies israéliennes à l'Est de Jérusalem et le tracé de la « barrière de sécurité » contribuent également à modifier l'équilibre démographique et la structure économique en faveur du caractère juif de Jérusalem. En 2016, la population de Jérusalem dans ses limites municipales est de 500 000 Israéliens et de 300 000 Palestiniens.
Le 6 décembre 2017, le président Donald Trump reconnaît Jérusalem comme capitale d'Israël et annonce des plans pour y transférer l'ambassade des États-Unis. Sa décision est saluée par le Premier ministre israélien, Benyamin Netanyahou, qui déclare que l'annonce de Trump marque un « jour historique ». Le Hamas appelle les pays arabes et musulmans à expulser les ambassadeurs américains de leurs territoires. Entre les 6 et 18 décembre, une douzaine de roquettes sont tirées de la bande de Gaza vers Israël sans faire de victimes tandis que quatre Palestiniens sont tués par balles dans la bande de Gaza et en Cisjordanie lors de manifestations. Le 23 février 2018, la Maison-Blanche annonce que le transfert de l’ambassade américaine débutera avec le 70e anniversaire de la proclamation de l’État d’Israël, donc d'ici mai 2018.
Si, pour le politologue Bruno Tertrais, directeur adjoint de la Fondation pour la recherche stratégique, le terme « « reconnaissance » n'a pas de signification juridique [car] les États sont souverains dans le choix de leur capitale », le 21 décembre 2017, l'Assemblée générale des Nations unies adopte un texte affirmant qu’une décision sur le statut de Jérusalem « n’avait pas de force légale » et que la question de Jérusalem devait faire partie intégrante d’un accord de paix final entre Israéliens et Palestiniens. Cette résolution adoptée avec 128 votes favorables, 35 abstentions et 9 votes défavorables est généralement considérée comme une condamnation de la décision américaine.
Le 24 décembre, le président guatémaltèque Jimmy Morales fait part de son intention de transférer l’ambassade de son pays en Israël à Jérusalem puis le Paraguay fait une annonce similaire. Toutefois, le 5 septembre suivant, le nouveau président du Paraguay annonce revenir sur ce transfert.
Le 2 janvier 2018, la Knesset adopte une loi imposant la majorité des deux tiers à la Knesset pour renoncer à toute partie de Jérusalem en faveur des Palestiniens.
Le 28 janvier 2020, le président américain Donald Trump présente son plan de paix qui conserve à Jérusalem son statut de capitale indivisible d'Israël au prix de la cession à la Palestine d'une fraction de Jérusalem-Est et d'un investissement de 50 milliards de dollars dans le développement de la Palestine et qui est immédiatement rejeté par la partie palestinienne.

## Voir